# 2018
Portal Geschichte | Portal Biografien | Aktuelle Ereignisse | Jahreskalender | Tagesartikel

◄ |
20. Jahrhundert |
21. Jahrhundert

◄ |
1980er |
1990er |
2000er |
2010er
| 2020er | 2030er | 2040er

◄◄ |
◄ |
2014 |
2015 |
2016 |
2017 |
2018
| 2019 | 2020 | 2021 | 2022 | ► | ►►
 Jan.
| Feb.
| Mär.
| Apr.
| Mai
| Jun.
| Jul.
| Aug.
| Sep.
| Okt.
| Nov.
| Dez.
Staatsoberhäupter · Wahlen · Nekrolog  · Literaturjahr · Musikjahr · Filmjahr · Rundfunkjahr · Sportjahr
| Januar | Januar | Januar | Januar | Januar | Januar | Januar | Januar |
| Kw     | Mo     | Di     | Mi     | Do     | Fr     | Sa     | So     |
| ------ | ------ | ------ | ------ | ------ | ------ | ------ | ------ |
| 1      | 1      | 2      | 3      | 4      | 5      | 6      | 7      |
| 2      | 8      | 9      | 10     | 11     | 12     | 13     | 14     |
| 3      | 15     | 16     | 17     | 18     | 19     | 20     | 21     |
| 4      | 22     | 23     | 24     | 25     | 26     | 27     | 28     |
| 5      | 29     | 30     | 31     |        |        |        |        |

| Februar | Februar | Februar | Februar | Februar | Februar | Februar | Februar |
| Kw      | Mo      | Di      | Mi      | Do      | Fr      | Sa      | So      |
| ------- | ------- | ------- | ------- | ------- | ------- | ------- | ------- |
| 5       |         |         |         | 1       | 2       | 3       | 4       |
| 6       | 5       | 6       | 7       | 8       | 9       | 10      | 11      |
| 7       | 12      | 13      | 14      | 15      | 16      | 17      | 18      |
| 8       | 19      | 20      | 21      | 22      | 23      | 24      | 25      |
| 9       | 26      | 27      | 28      |         |         |         |         |

| März | März | März | März | März | März | März | März |
| Kw   | Mo   | Di   | Mi   | Do   | Fr   | Sa   | So   |
| ---- | ---- | ---- | ---- | ---- | ---- | ---- | ---- |
| 9    |      |      |      | 1    | 2    | 3    | 4    |
| 10   | 5    | 6    | 7    | 8    | 9    | 10   | 11   |
| 11   | 12   | 13   | 14   | 15   | 16   | 17   | 18   |
| 12   | 19   | 20   | 21   | 22   | 23   | 24   | 25   |
| 13   | 26   | 27   | 28   | 29   | 30   | 31   |      |

| April | April | April | April | April | April | April | April |
| Kw    | Mo    | Di    | Mi    | Do    | Fr    | Sa    | So    |
| ----- | ----- | ----- | ----- | ----- | ----- | ----- | ----- |
| 13    |       |       |       |       |       |       | 1     |
| 14    | 2     | 3     | 4     | 5     | 6     | 7     | 8     |
| 15    | 9     | 10    | 11    | 12    | 13    | 14    | 15    |
| 16    | 16    | 17    | 18    | 19    | 20    | 21    | 22    |
| 17    | 23    | 24    | 25    | 26    | 27    | 28    | 29    |
| 18    | 30    |       |       |       |       |       |       |

| Mai | Mai | Mai | Mai | Mai | Mai | Mai | Mai |
| Kw  | Mo  | Di  | Mi  | Do  | Fr  | Sa  | So  |
| --- | --- | --- | --- | --- | --- | --- | --- |
| 18  |     | 1   | 2   | 3   | 4   | 5   | 6   |
| 19  | 7   | 8   | 9   | 10  | 11  | 12  | 13  |
| 20  | 14  | 15  | 16  | 17  | 18  | 19  | 20  |
| 21  | 21  | 22  | 23  | 24  | 25  | 26  | 27  |
| 22  | 28  | 29  | 30  | 31  |     |     |     |

| Juni | Juni | Juni | Juni | Juni | Juni | Juni | Juni |
| Kw   | Mo   | Di   | Mi   | Do   | Fr   | Sa   | So   |
| ---- | ---- | ---- | ---- | ---- | ---- | ---- | ---- |
| 22   |      |      |      |      | 1    | 2    | 3    |
| 23   | 4    | 5    | 6    | 7    | 8    | 9    | 10   |
| 24   | 11   | 12   | 13   | 14   | 15   | 16   | 17   |
| 25   | 18   | 19   | 20   | 21   | 22   | 23   | 24   |
| 26   | 25   | 26   | 27   | 28   | 29   | 30   |      |

| Juli | Juli | Juli | Juli | Juli | Juli | Juli | Juli |
| Kw   | Mo   | Di   | Mi   | Do   | Fr   | Sa   | So   |
| ---- | ---- | ---- | ---- | ---- | ---- | ---- | ---- |
| 26   |      |      |      |      |      |      | 1    |
| 27   | 2    | 3    | 4    | 5    | 6    | 7    | 8    |
| 28   | 9    | 10   | 11   | 12   | 13   | 14   | 15   |
| 29   | 16   | 17   | 18   | 19   | 20   | 21   | 22   |
| 30   | 23   | 24   | 25   | 26   | 27   | 28   | 29   |
| 31   | 30   | 31   |      |      |      |      |      |

| August | August | August | August | August | August | August | August |
| Kw     | Mo     | Di     | Mi     | Do     | Fr     | Sa     | So     |
| ------ | ------ | ------ | ------ | ------ | ------ | ------ | ------ |
| 31     |        |        | 1      | 2      | 3      | 4      | 5      |
| 32     | 6      | 7      | 8      | 9      | 10     | 11     | 12     |
| 33     | 13     | 14     | 15     | 16     | 17     | 18     | 19     |
| 34     | 20     | 21     | 22     | 23     | 24     | 25     | 26     |
| 35     | 27     | 28     | 29     | 30     | 31     |        |        |

| September | September | September | September | September | September | September | September |
| Kw        | Mo        | Di        | Mi        | Do        | Fr        | Sa        | So        |
| --------- | --------- | --------- | --------- | --------- | --------- | --------- | --------- |
| 35        |           |           |           |           |           | 1         | 2         |
| 36        | 3         | 4         | 5         | 6         | 7         | 8         | 9         |
| 37        | 10        | 11        | 12        | 13        | 14        | 15        | 16        |
| 38        | 17        | 18        | 19        | 20        | 21        | 22        | 23        |
| 39        | 24        | 25        | 26        | 27        | 28        | 29        | 30        |

| Oktober | Oktober | Oktober | Oktober | Oktober | Oktober | Oktober | Oktober |
| Kw      | Mo      | Di      | Mi      | Do      | Fr      | Sa      | So      |
| ------- | ------- | ------- | ------- | ------- | ------- | ------- | ------- |
| 40      | 1       | 2       | 3       | 4       | 5       | 6       | 7       |
| 41      | 8       | 9       | 10      | 11      | 12      | 13      | 14      |
| 42      | 15      | 16      | 17      | 18      | 19      | 20      | 21      |
| 43      | 22      | 23      | 24      | 25      | 26      | 27      | 28      |
| 44      | 29      | 30      | 31      |         |         |         |         |

| November | November | November | November | November | November | November | November |
| Kw       | Mo       | Di       | Mi       | Do       | Fr       | Sa       | So       |
| -------- | -------- | -------- | -------- | -------- | -------- | -------- | -------- |
| 44       |          |          |          | 1        | 2        | 3        | 4        |
| 45       | 5        | 6        | 7        | 8        | 9        | 10       | 11       |
| 46       | 12       | 13       | 14       | 15       | 16       | 17       | 18       |
| 47       | 19       | 20       | 21       | 22       | 23       | 24       | 25       |
| 48       | 26       | 27       | 28       | 29       | 30       |          |          |

| Dezember | Dezember | Dezember | Dezember | Dezember | Dezember | Dezember | Dezember |
| Kw       | Mo       | Di       | Mi       | Do       | Fr       | Sa       | So       |
| -------- | -------- | -------- | -------- | -------- | -------- | -------- | -------- |
| 48       |          |          |          |          |          | 1        | 2        |
| 49       | 3        | 4        | 5        | 6        | 7        | 8        | 9        |
| 50       | 10       | 11       | 12       | 13       | 14       | 15       | 16       |
| 51       | 17       | 18       | 19       | 20       | 21       | 22       | 23       |
| 52       | 24       | 25       | 26       | 27       | 28       | 29       | 30       |
| 1        | 31       |          |          |          |          |          |          |

| Januar | Januar | Januar | Januar | Januar | Januar | Januar | Januar |
| Kw     | Mo     | Di     | Mi     | Do     | Fr     | Sa     | So     |
| ------ | ------ | ------ | ------ | ------ | ------ | ------ | ------ |
| 1      | 1      | 2      | 3      | 4      | 5      | 6      | 7      |
| 2      | 8      | 9      | 10     | 11     | 12     | 13     | 14     |
| 3      | 15     | 16     | 17     | 18     | 19     | 20     | 21     |
| 4      | 22     | 23     | 24     | 25     | 26     | 27     | 28     |
| 5      | 29     | 30     | 31     |        |        |        |        |

| Februar | Februar | Februar | Februar | Februar | Februar | Februar | Februar |
| Kw      | Mo      | Di      | Mi      | Do      | Fr      | Sa      | So      |
| ------- | ------- | ------- | ------- | ------- | ------- | ------- | ------- |
| 5       |         |         |         | 1       | 2       | 3       | 4       |
| 6       | 5       | 6       | 7       | 8       | 9       | 10      | 11      |
| 7       | 12      | 13      | 14      | 15      | 16      | 17      | 18      |
| 8       | 19      | 20      | 21      | 22      | 23      | 24      | 25      |
| 9       | 26      | 27      | 28      |         |         |         |         |

| März | März | März | März | März | März | März | März |
| Kw   | Mo   | Di   | Mi   | Do   | Fr   | Sa   | So   |
| ---- | ---- | ---- | ---- | ---- | ---- | ---- | ---- |
| 9    |      |      |      | 1    | 2    | 3    | 4    |
| 10   | 5    | 6    | 7    | 8    | 9    | 10   | 11   |
| 11   | 12   | 13   | 14   | 15   | 16   | 17   | 18   |
| 12   | 19   | 20   | 21   | 22   | 23   | 24   | 25   |
| 13   | 26   | 27   | 28   | 29   | 30   | 31   |      |

| April | April | April | April | April | April | April | April |
| Kw    | Mo    | Di    | Mi    | Do    | Fr    | Sa    | So    |
| ----- | ----- | ----- | ----- | ----- | ----- | ----- | ----- |
| 13    |       |       |       |       |       |       | 1     |
| 14    | 2     | 3     | 4     | 5     | 6     | 7     | 8     |
| 15    | 9     | 10    | 11    | 12    | 13    | 14    | 15    |
| 16    | 16    | 17    | 18    | 19    | 20    | 21    | 22    |
| 17    | 23    | 24    | 25    | 26    | 27    | 28    | 29    |
| 18    | 30    |       |       |       |       |       |       |

| Mai | Mai | Mai | Mai | Mai | Mai | Mai | Mai |
| Kw  | Mo  | Di  | Mi  | Do  | Fr  | Sa  | So  |
| --- | --- | --- | --- | --- | --- | --- | --- |
| 18  |     | 1   | 2   | 3   | 4   | 5   | 6   |
| 19  | 7   | 8   | 9   | 10  | 11  | 12  | 13  |
| 20  | 14  | 15  | 16  | 17  | 18  | 19  | 20  |
| 21  | 21  | 22  | 23  | 24  | 25  | 26  | 27  |
| 22  | 28  | 29  | 30  | 31  |     |     |     |

| Juni | Juni | Juni | Juni | Juni | Juni | Juni | Juni |
| Kw   | Mo   | Di   | Mi   | Do   | Fr   | Sa   | So   |
| ---- | ---- | ---- | ---- | ---- | ---- | ---- | ---- |
| 22   |      |      |      |      | 1    | 2    | 3    |
| 23   | 4    | 5    | 6    | 7    | 8    | 9    | 10   |
| 24   | 11   | 12   | 13   | 14   | 15   | 16   | 17   |
| 25   | 18   | 19   | 20   | 21   | 22   | 23   | 24   |
| 26   | 25   | 26   | 27   | 28   | 29   | 30   |      |

| Juli | Juli | Juli | Juli | Juli | Juli | Juli | Juli |
| Kw   | Mo   | Di   | Mi   | Do   | Fr   | Sa   | So   |
| ---- | ---- | ---- | ---- | ---- | ---- | ---- | ---- |
| 26   |      |      |      |      |      |      | 1    |
| 27   | 2    | 3    | 4    | 5    | 6    | 7    | 8    |
| 28   | 9    | 10   | 11   | 12   | 13   | 14   | 15   |
| 29   | 16   | 17   | 18   | 19   | 20   | 21   | 22   |
| 30   | 23   | 24   | 25   | 26   | 27   | 28   | 29   |
| 31   | 30   | 31   |      |      |      |      |      |

| August | August | August | August | August | August | August | August |
| Kw     | Mo     | Di     | Mi     | Do     | Fr     | Sa     | So     |
| ------ | ------ | ------ | ------ | ------ | ------ | ------ | ------ |
| 31     |        |        | 1      | 2      | 3      | 4      | 5      |
| 32     | 6      | 7      | 8      | 9      | 10     | 11     | 12     |
| 33     | 13     | 14     | 15     | 16     | 17     | 18     | 19     |
| 34     | 20     | 21     | 22     | 23     | 24     | 25     | 26     |
| 35     | 27     | 28     | 29     | 30     | 31     |        |        |

| September | September | September | September | September | September | September | September |
| Kw        | Mo        | Di        | Mi        | Do        | Fr        | Sa        | So        |
| --------- | --------- | --------- | --------- | --------- | --------- | --------- | --------- |
| 35        |           |           |           |           |           | 1         | 2         |
| 36        | 3         | 4         | 5         | 6         | 7         | 8         | 9         |
| 37        | 10        | 11        | 12        | 13        | 14        | 15        | 16        |
| 38        | 17        | 18        | 19        | 20        | 21        | 22        | 23        |
| 39        | 24        | 25        | 26        | 27        | 28        | 29        | 30        |

| Oktober | Oktober | Oktober | Oktober | Oktober | Oktober | Oktober | Oktober |
| Kw      | Mo      | Di      | Mi      | Do      | Fr      | Sa      | So      |
| ------- | ------- | ------- | ------- | ------- | ------- | ------- | ------- |
| 40      | 1       | 2       | 3       | 4       | 5       | 6       | 7       |
| 41      | 8       | 9       | 10      | 11      | 12      | 13      | 14      |
| 42      | 15      | 16      | 17      | 18      | 19      | 20      | 21      |
| 43      | 22      | 23      | 24      | 25      | 26      | 27      | 28      |
| 44      | 29      | 30      | 31      |         |         |         |         |

| November | November | November | November | November | November | November | November |
| Kw       | Mo       | Di       | Mi       | Do       | Fr       | Sa       | So       |
| -------- | -------- | -------- | -------- | -------- | -------- | -------- | -------- |
| 44       |          |          |          | 1        | 2        | 3        | 4        |
| 45       | 5        | 6        | 7        | 8        | 9        | 10       | 11       |
| 46       | 12       | 13       | 14       | 15       | 16       | 17       | 18       |
| 47       | 19       | 20       | 21       | 22       | 23       | 24       | 25       |
| 48       | 26       | 27       | 28       | 29       | 30       |          |          |

| Dezember | Dezember | Dezember | Dezember | Dezember | Dezember | Dezember | Dezember |
| Kw       | Mo       | Di       | Mi       | Do       | Fr       | Sa       | So       |
| -------- | -------- | -------- | -------- | -------- | -------- | -------- | -------- |
| 48       |          |          |          |          |          | 1        | 2        |
| 49       | 3        | 4        | 5        | 6        | 7        | 8        | 9        |
| 50       | 10       | 11       | 12       | 13       | 14       | 15       | 16       |
| 51       | 17       | 18       | 19       | 20       | 21       | 22       | 23       |
| 52       | 24       | 25       | 26       | 27       | 28       | 29       | 30       |
| 1        | 31       |          |          |          |          |          |          |

Prägend für das Jahr 2018 waren vor allem ein ungewöhnlich warmer Sommer mit einer lang anhaltenden Dürreperiode, ein Gipfeltreffen zwischen Donald Trump und Kim Jong-un und die Protestaktionen der Gelbwesten in Frankreich.
In Deutschland wurde es durch die verzögerte Regierungsbildung nach der Bundestagswahl im vergangenen Jahr sowie das weitere Erstarken der AfD und den gleichzeitigen hohen Stimmverlusten der beiden Volksparteien Union und SPD bei zwei Landtagswahlen geprägt.

## Ereignisse

### Politik und Weltgeschehen
- 01. Januar – 30. Juni: Bulgarische EU-Ratspräsidentschaft
- 01. Januar: Italien übernimmt die Präsidentschaft der Organisation für Sicherheit und Zusammenarbeit in Europa (OSZE).
- 01. Januar: Alain Berset tritt turnusgemäß das Amt des Schweizer Bundespräsidenten an.
- 12./13. Januar: Präsidentschaftswahl in Tschechien. Der bisherige Amtsinhaber Miloš Zeman wird per Stichwahl wiedergewählt.
- 19. Januar: 45. March for Life (Washington, D.C.)
- 20. Januar: Wenige Tage nach der Ankündigung der USA, eine 30.000 Mann starke Truppe entlang der syrischen Nordgrenze aufzustellen,[1] beginnt eine türkische Militäroffensive in Nordsyrien.
- 28. Januar: Präsidentschaftswahl in Finnland
- 28. Januar bis 1. Februar: 28. Gipfeltreffen der Afrikanischen Union (AU) in Addis Abeba, Äthiopien
- 28. Januar: Landtagswahl in Niederösterreich
- 06./7. Februar: 21. Europäischer Polizeikongress in Berlin
- 14./15. Februar: Der südafrikanische Präsident Jacob Zuma tritt unter dem Druck der Regierungspartei ANC zurück; sein Nachfolger wird Cyril Ramaphosa.
- 16. – 18. Februar: Münchner Sicherheitskonferenz
- 25. Februar: Landtagswahl in Tirol
- 04. März: Bei einem Mitgliedervotum der SPD zum Koalitionsvertrag 2018 entfallen 66 % der gültigen Stimmen auf die Zustimmung zu einer Großen Koalition mit der CDU/CSU.
- 04. März: Bei den Parlamentswahlen in Italien wird die 5-Sterne-Bewegung stärkste Kraft.
- 04. März: Abstimmung über die Volksinitiative zur Abschaffung der Rundfunkgebühren in der Schweiz; die Volksinitiative wird mit 71,6 % der Stimmen abgelehnt.
- 04. März: Bei der Landtagswahl in Kärnten wird die SPÖ stärkste Kraft.
- 14. März: Knapp sechs Monate nach der Bundestagswahl 2017 nimmt eine neue deutsche Regierung ihre Arbeit auf.
- 14. März: Im Zuge der „Affäre Skripal“ verweist die britische Regierung 23 russische Diplomaten des Landes.
- 18. März: Präsidentschaftswahl in Russland. Amtsinhaber Wladimir Putin wird für eine weitere Amtszeit wiedergewählt.
- 21. März: Referendum in den Niederlanden über das Gesetz über die Nachrichten- und Sicherheitsdienste
- 24. März: „March for Our Lives“ in Washington, D.C. sowie in allen Bundesstaaten der USA und in zahlreichen Orten weltweit
- 08. April: Parlamentswahl in Ungarn
- 19. April: Miguel Díaz-Canel wird in der Nachfolge von Raúl Castro neuer kubanischer Staatspräsident.
- 19. April: Eberhard Zorn wird in sein Amt als 16. Generalinspekteur der Bundeswehr eingeführt.
- 22. April: Mit Andrea Nahles wird erstmals eine Frau zur Vorsitzenden der Sozialdemokratischen Partei Deutschlands gewählt.
- 23. April: Zunehmende Proteste führen in Armenien zum Rücktritt von Premierminister Sersch Sargsjan; am 8. Mai 2018 wird der bisherige Oppositionsführer Nikol Paschinjan zu dessen Nachfolger gewählt.
- 24. April: Parlamentswahl in Grönland
- 25. – 28. April: 32. ASEAN-Gipfel in Singapur
- 27. April: Der nordkoreanische Machthaber Kim Jong-un trifft im südkoreanischen Teil von Panmunjeom den südkoreanischen Präsidenten Moon Jae-in.
- 02. Mai: Die frühere baskische Untergrundorganisation ETA gibt ihre Selbstauflösung bekannt.
- 06. Mai: Kommunalwahlen in Schleswig-Holstein
- 08. Mai: Die USA kündigen an, sich aus dem multilateralen Atomabkommen mit dem Iran zurückzuziehen.
- 11. Mai: Im Vorfeld der am 15. Mai 2018 erfolgten Verabschiedung einer „Neuordnung“ des Polizeiaufgabengesetzes in Bayern kommt es zu Protesten; die Kritik an der Neufassung des Gesetzes wird vom bayerischen Innenminister Joachim Herrmann als „Lügenpropaganda“ bezeichnet.
- 14. Mai: In Jerusalem wird die dorthin verlagerte Botschaft der Vereinigten Staaten in Israel offiziell eröffnet; bei Protestaktionen dagegen werden an der Grenze zwischen Israel und dem Gazastreifen mehr als 60 Palästinenser von israelischen Soldaten erschossen und fast 2800 verletzt. Auch Guatemala und Paraguay verlegen ihre Botschaften im Laufe des Monats nach Jerusalem; von Paraguay wird dies jedoch Anfang September 2018 wieder rückgängig gemacht.
- 17. Mai: Westbalkan-Konferenz in Sofia, Bulgarien
- 25. Mai: Referendum über die Abschaffung des Abtreibungsverbots in Irland; nachfolgend werden im Dezember 2018 Abtreibungen bis zur zwölften Schwangerschaftswoche durch das irische Parlament legalisiert.
- 01. Juni: In Spanien wird die Regierung unter Mariano Rajoy durch ein Misstrauensvotum gestürzt; neuer Ministerpräsident wird Pedro Sánchez.
- 01. Juni: In Italien wird eine Koalitionsregierung aus Liga Nord und Fünf-Sterne-Bewegung unter dem Ministerpräsidenten Giuseppe Conte vereidigt.
- 08./9. Juni: G7-Gipfel in La Malbaie, Kanada
- 09./10. Juni: 18. Gipfeltreffen der Shanghaier Organisation für Zusammenarbeit (SCO) in Qingdao, Volksrepublik China
- 12. Juni: Gipfeltreffen in Singapur zwischen Kim Jong-un (Nordkorea) und Donald Trump (USA)
- 24. Juni: Vorgezogene Parlaments- und Präsidentschaftswahlen in der Türkei
- 28./29. Juni: EU-Gipfel in Brüssel, u. a. über eine Änderung des Gemeinsamen Europäischen Asylsystems
- 01. Juli – 31. Dezember: Österreichische EU-Ratspräsidentschaft
- 01. Juli: Bundeswahlen in Mexiko. Zum neuen Präsidenten wird Andrés Manuel López Obrador gewählt.
- 04. Juli: Teilweise rechtswidrige Abschiebung von 69 Afghanen aus Deutschland
- 05. Juli: Litauen wird der 36. Mitgliedsstaat der OECD.
- 11. Juli: Urteilsverkündung im NSU-Prozess
- 11./12. Juli: NATO-Gipfel in Brüssel
- 19. Juli: In Israel wird das Nationalstaatsgesetz verabschiedet.
- 25. Juli: Parlamentswahl in Pakistan
- 30. Juli: Wahlen in Simbabwe. Sieger der Präsidentschaftswahl wird Emmerson Mnangagwa.
- 26./27. August: In Chemnitz (Sachsen) kommt es zu ausländerfeindlichen Ausschreitungen.
- 09. September: Reichstagswahl in Schweden. Die bisher regierenden Sozialdemokraten blieben trotz Stimmverlusten stärkste Kraft.
- Oktober: Provinzwahlen in Finnland
- 02. Oktober: Im saudi-arabischen Konsulat in Istanbul wird der Journalist Jamal Khashoggi getötet.
- 07. Oktober: Präsidenten- und Parlamentswahlen in Bosnien und Herzegowina
- 14. Oktober: Landtagswahl in Bayern. Die CSU verliert ihre absolute Mehrheit im Landtag, kann aber in einer Koalition mit den Freien Wählern weiterregieren.
- 18./19. Oktober: 12. Asien-Europa-Gipfel (ASEM) in Brüssel
- 20./21. Oktober: Parlamentswahl in Afghanistan
- 21. Oktober: Landtagswahl in Südtirol
- 23. Oktober: Nguyễn Phú Trọng wird zum Staatspräsidenten Vietnams gewählt.
- 28. Oktober: Landtagswahl in Hessen. Die CDU bleibt trotz starker Verluste stärkste Kraft; in der Folge übernimmt erneut eine schwarz-grüne Koalition die Regierung.
- 28. Oktober: Jair Bolsonaro wird zum Präsidenten von Brasilien gewählt.
- 29. Oktober: Angela Merkel kündigt an, sich nach dem Ende der laufenden Legislaturperiode im Jahr 2021 vollständig aus der Politik zurückzuziehen.
- 04. November: Referendum in Neukaledonien über die Unabhängigkeit oder weitere Zugehörigkeit zu Frankreich
- 06. November: Wahlen zum Repräsentantenhaus und zum Senat sowie Gouverneurswahlen in den Vereinigten Staaten
- 11. – 15. November: 33. ASEAN-Gipfel in Singapur
- 17./18. November: 30. Gipfeltreffen der Asiatisch-Pazifischen Wirtschaftsgemeinschaft (APEC) in Port Moresby, Papua-Neuguinea
- 17. November: In Frankreich beginnen Protestaktionen sogenannter „Gelbwesten“ mit sich nachfolgend ausweitenden sozialpolitischen Forderungen.
- 30. November bis 1. Dezember: G20-Gipfel in Buenos Aires, Argentinien
- 03. – 15. Dezember: 24. UN-Klimakonferenz in Katowice, Polen
- 07./8. Dezember: 31. Parteitag der CDU Deutschlands in Hamburg mit Neuwahl des Bundesvorstandes; Annegret Kramp-Karrenbauer wird als Nachfolgerin von Angela Merkel zur neuen Parteivorsitzenden gewählt.
- 10. Dezember: Im marokkanischen Marrakesch wird von 164 Staaten der rechtlich nicht bindende „UN-Migrationspakt“ angenommen.
- 17. Dezember: In der UN-Vollversammlung stimmen 181 Staaten – gegen die Stimmen Ungarns und der Vereinigten Staaten – dem rechtlich nicht bindenden Globalen Pakt für Flüchtlinge zu.

#### Terroranschläge (Auswahl)
- Siehe auch: Terroranschläge 2018
- 22. März: Bei einem Anschlag mit Geiselnahme werden in Südfrankreich vier Menschen erschossen und mindestens zwölf verletzt.

#### Weitere Anschläge (Auswahl)
- 14. Februar: Bei einem Schulmassaker werden in Parkland (Florida) 17 Menschen erschossen.
- 07. April: Bei einer Amokfahrt werden in Münster (Westfalen) 4 Menschen getötet und mehr als 20 verletzt.
- 23. April: Bei einer Amokfahrt werden im kanadischen Toronto 10 Menschen getötet und 15 verletzt.
- 18. Mai: Bei einem Schulmassaker werden in Santa Fe (Texas) 10 Menschen erschossen sowie weitere 10 verletzt.
- 28. Juni: Bei einem Attentat werden in Annapolis (Maryland) 5 Mitarbeiter einer Zeitung erschossen.
- 27. Oktober: Bei einem Attentat in einer Synagoge werden in Pittsburgh (Pennsylvania) 11 Menschen getötet und 6 verletzt.
- 07. November: Bei einem Amoklauf werden im kalifornischen Thousand Oaks 12 Menschen erschossen.
- 11. Dezember: Bei einem Anschlag werden in Straßburg 4 Menschen getötet und 12 verletzt.

### Kultur und Gesellschaft
- 01. Januar: Die Europäischen Kulturhauptstädte 2018 sind Leeuwarden in den Niederlanden und Valletta in Malta.
- 07. Januar: 75. Verleihung der Golden Globe Awards in Los Angeles
- 15. – 25. Februar: Internationale Filmfestspiele Berlin (Berlinale)
- 16. Februar: Chinesisches Neujahrsfest Jahr des Erd-Hundes (35. Jahr im 78. Zyklus)
- 22. Februar: Goldene Kamera 2018 in Hamburg
- 04. März: 90. Oscarverleihung in Los Angeles
- 12. April: Im Nachgang der Echoverleihung 2018 kommt es aufgrund des ausgezeichneten Albums im Genre Hip-Hop/Urban national zu heftigen Vorwürfen gegen die Veranstalter. Diese geben am 25. April 2018 bekannt, dass der „Echo“ künftig nicht mehr verliehen wird.
- 12. April: Wiedereröffnung des Markgräflichen Opernhauses in Bayreuth
- 05./6. Mai: Baden-Württemberg-Tag in Waldkirch
- 08. – 12. Mai: 63. Eurovision Song Contest 2018 in Lissabon
- 08. – 20. Mai: Internationale Filmfestspiele von Cannes
- 18. – 20. Mai: Mecklenburg-Vorpommern-Tag in Rostock
- 19. Mai: Hochzeit von Prinz Harry und Meghan Markle auf Windsor Castle
- 25. Mai bis 3. Juni: 58. Hessentag in Korbach
- 31. Mai bis 3. Juni: 30. Africa Festival in Würzburg
- 01. Juni: Auf Beschluss des Bayerischen Ministerrats muss nunmehr im Eingangsbereich jeder staatlichen Behörde in Bayern ein Kreuz hängen.
- 01. – 3. Juni: 34. Rheinland-Pfalz-Tag in Worms
- 01. – 3. Juni: Rock am Ring in Nürburg
- 21. Juni: Fête de la Musique in mindestens 500 Städten weltweit
- 22. – 24. Juni: Hurricane Festival in Scheeßel
- 23. Juni: Im Norden Thailands werden 12 Jungen sowie ihr Fußballtrainer von Wasser in einer Höhle eingeschlossen; zwischen dem 8. und 10. Juli können alle Eingeschlossenen gerettet werden.
- 24. Juni: In Saudi-Arabien dürfen Frauen nach der Verbotsaufhebung offiziell Autos fahren.
- 27. Juni – 1. Juli: 15. Fusion Festival in Lärz
- 01. Juli: Tag der Franken in Ansbach
- 05. – 8. Juli: Rudolstadt-Festival in Rudolstadt
- 05. – 7. Juli: Electric Love Festival in Salzburg
- 13. – 14. Juli: Schlagermove in Hamburg
- 13. – 15. Juli: Samba-Festival Coburg
- 20. – 22. Juli: Das Fest (Open-Air-Musikfestival) in Karlsruhe
- 20. – 22. und 27.–29. Juli: 12. Tomorrowland in Boom, Belgien
- 25. – 29. Juli: Breminale – Open-Air-Kulturfestival in Bremen
- 27. – 29. Juli: 43. Bardentreffen (Open-Air-Musikfestival) in Nürnberg
- 30. Juli: Das französische Parlament beschließt ein Komplettverbot internetfähiger Geräte wie Handys, Tablets und Smartwatches an allen Vorschulen, Grundschulen und weiterführenden Schulen, d. h. für alle Schüler zwischen drei und 15 Jahren; Gymnasien steht es frei, sich dem „Handyverbot“ anzuschließen.[2] Das Verbot tritt am 3. September 2018 in Kraft.[3]
- 02. – 4. August: Wacken Open Air in Wacken
- 06./7. August: Die Urteile gegen einige der Haupttäter im Staufener Missbrauchsfall werden verkündet.
- 11. August: 22. Hanfparade in Berlin
- 11./12. August: M’era Luna Festival in Hildesheim
- 21. – 25. August: Gamescom in Köln
- 25. – 26. August: Brandenburg-Tag in Wittenberge
- 02. September: Durch einen Großbrand wird das brasilianische Nationalmuseum in Rio de Janeiro weitgehend zerstört, wobei auch rund 90 Prozent der zuvor mehr als 20 Millionen Objekte verbrennen.
- 06. September: In Indien wird das noch aus der britischen Kolonialzeit stammende Verbot homosexueller Handlungen zwischen Erwachsenen vom Obersten Gericht einstimmig aufgehoben.
- 07. – 9. September: Tag der Sachsen in Torgau
- 22. September bis 7. Oktober: Oktoberfest in München
- 28. – 30. September 2018: Eröffnungsfeierlichkeiten im wiederaufgebauten Teil der Frankfurter Altstadt zwischen Dom und Römer
- 03. Oktober: „Deutschlandfest“ am Tag der Deutschen Einheit in Berlin
- 31. Oktober: In Bremen, Hamburg, Niedersachsen und Schleswig-Holstein ist der Reformationstag erstmals ein gesetzlicher Feiertag.
- 26. November: Der koreanische Sport Ssireum wird immaterielles Kulturerbe.[4] Nord- und Südkorea haben den Sport gemeinsam bei der UNESCO eingereicht; Ssireum ist damit das erste Weltkulturerbe, das zwei Staaten zugeschrieben wird.[5][6]
- 31. Dezember: Israel scheidet aus der UNESCO aus.

### Sport
- 01. Januar: Rob Cross gewinnt die PDC World Darts Championship.
- 29. Dezember 2017 bis 6. Januar 2018: 66. Vierschanzentournee; Sieger wird Kamil Stoch.
- 12. – 28. Januar: Handball-Europameisterschaft der Männer in Kroatien; Sieger wird Spanien.
- 15. – 28. Januar: 106. Australian Open
- 24. Januar: Larry Nassar, jahrzehntelang Arzt der US-Turnerinnen-Nationalmannschaft, wird wegen des sexuellen Missbrauchs von mindestens 265 jungen Turnerinnen, darunter auch viele Minderjährige und einige Olympiasiegerinnen, zu 175 Jahren Haft verurteilt.
- 04. Februar: Super Bowl LII in Minneapolis, Minnesota
- 07. – 11. Februar: Hallenhockey-Weltmeisterschaft 2018 in Berlin. Weltmeister bei den Damen wird Deutschland, bei den Herren Österreich.
- 09. – 25. Februar: XXIII. Olympische Winterspiele in Pyeongchang in Südkorea
- 18. März – 18. November: Austragung der 70. FIM-Motorrad-Straßenweltmeisterschaft
- 25. März – 25. November: Austragung der 69. Formel-1-Weltmeisterschaft
- 04. – 20. Mai: 82. Eishockey-Weltmeisterschaft der Herren in Kopenhagen und Herning, Dänemark; Sieger wird Schweden.
- 13. Mai: Finale der EHF Champions League der Frauen 2017/18 in Budapest mit dem Sieg von Győri ETO KC
- 16. Mai: Finale der UEFA Europa League 2017/18 im französischen Décines-Charpieu; Sieger wird Atlético Madrid.
- 19. Mai: Das 75. Finale des DFB-Pokals der Männer im Berliner Olympiastadion gewinnt Eintracht Frankfurt; im 38. Finale des DFB-Pokals der Frauen im Kölner Rheinenergiestadion gewinnt erneut der VfL Wolfsburg.
- 26. Mai: Finale der UEFA Champions League 2017/18 in Kiew (Ukraine); Sieger wird zum dritten Mal in Folge Real Madrid.
- 27. Mai: Finale der EHF Champions League 2017/18 in Köln mit dem Sieg von Montpellier HB
- 27. Mai bis 10. Juni: 117. French Open
- 14. Juni bis 15. Juli: 21. Fußball-Weltmeisterschaft in Russland. Weltmeister wird Frankreich vor Kroatien und Belgien.
- 02. – 15. Juli: 132. Wimbledon Championships
- 07. – 29. Juli: 105. Tour de France. Sieger wird der Brite Geraint Thomas vor Tom Dumoulin (Niederlande) und Titelverteidiger Chris Froome (Großbritannien).
- 22. Juli: Mesut Özil erklärt seinen Rücktritt aus der deutschen Fußballnationalmannschaft.
- 07. – 12. August: 24. Leichtathletik-Europameisterschaften im Olympiastadion Berlin
- 27. August – 9. September: 138. US Open. Rafael Nadal gewinnt. Er und der Schweizer Roger Federer gewinnen in diesem Jahr alle Grand Slam Turniere.
- 10. – 30. September: Volleyball-Weltmeisterschaft der Männer in Italien und Bulgarien
- 14. Oktober: Mick Schumacher gewinnt den Titel in der Formel-3-Euroserie.
- 21. Oktober: Marc Marquez gewinnt zum fünften Mal die MotoGP-Weltmeisterschaft.
- 28. Oktober: Der britische Automobilrennfahrer Lewis Hamilton wird nach einem vierten Platz beim Großen Preis von Mexiko zum fünften Mal Formel-1-Weltmeister.
- 09. – 28. November: Schachweltmeisterschaft 2018 in London. Carlsen wird wieder Weltmeister, kann jedoch nach zwölf Remis erst im Schnellschach gewinnen.
- 13. Dezember – 1. Januar 2019: Darts WM 2019 im Alexandra Palace in London[7]
- 15. Dezember – 14. Juli 2019: FIA-Formel-E-Meisterschaft 2018/19[8]
- 29. Dezember – 6. Januar 2019: 67. Vierschanzentournee

### Religion
- 06. / 7. Januar: orthodoxe Weihnachten
- 30. März: Karfreitag
- 01. April: Ostern
- 08. April: orthodoxe Ostern
- 09. – 13. Mai: 101. Deutscher Katholikentag in Münster
- 10. Mai: Christi Himmelfahrt
- 16. Mai – 14. Juni: Ramadan
- 20. Mai: Pfingsten
- 29. Mai: Vesakh
- 31. Mai: Fronleichnam
- 28. Juli: Mit Theodore McCarrick tritt erstmals ein Kardinal der römisch-katholischen Kirche wegen im Amt begangener sexueller Übergriffe zurück. In diesem Zusammenhang erhebt Ende August 2018 Erzbischof Carlo Maria Viganò dem Papst gegenüber den Vorwurf, dieser sei seit spätestens Juni 2013 darüber informiert gewesen, dass Kardinal Theodore McCarrick ein „serial predator“ sei, und fordert den Papst deshalb zum Rücktritt auf.[9]
- 14. August: In Pennsylvania wird nach jahrelangen Untersuchungen ein Bericht veröffentlicht, laut dem sich in diesem US-Bundesstaat in den letzten 70 Jahren mehr als 300 namentlich bekannte katholische Priester an mindestens 1000 Kindern sexuell vergangen haben.[10]
- 15. August: Mariä Himmelfahrt
- 21. August: Islamisches Opferfest
- 21. – 26. August: Internationales Weltfamilientreffen der Katholischen Kirche mit zweitägiger Visite von Papst Franziskus in Dublin, Irland. Der Papst bedauert und verurteilt dabei mit der bis dato größten Schärfe die zigtausendfachen Fälle sexueller Gewalt gegen Kinder und Jugendliche durch katholische Geistliche in Irland und weltweit und deren jahrzehntelange Vertuschung durch Repräsentanten der katholischen Kirche.
- 01. September: Weihe von Heiner Wilmer SCJ zum 71. Bischof von Hildesheim
- 2. September: kanonische Errichtung des Klosters Maria Friedenshort in Neuzelle, Deutschland
- 13. September: Vollversammlung des Rates der europäischen Bischofskonferenzen (CCEE) in Posen, Polen
- 19. September: Jom Kippur 5779
- 03. Oktober: Tag der offenen Moschee
- 14. Oktober: Papst Franziskus spricht sieben Personen heilig, darunter Papst Paul VI. (1963–1978), Erzbischof Óscar Romero und die Gründerin der Armen Dienstmägde Jesu Christi Maria Katharina Kasper.
- 31. Oktober: Gedenktag der Reformation
- 01. November: Allerheiligen
- 07. November: Diwali
- 21. November: Buß- und Bettag
- 03. – 10. Dezember: Chanukka
- 25. Dezember: Weihnachten

### Wirtschaft und Infrastruktur
- 13. Januar: Mit der Umsetzung der zweiten EU-Zahlungsdiensterichtlinie dürfen Händler keine Zusatzgebühren mehr für das Bezahlen mit Kreditkarten erheben.
- 15. Januar: Der britische Baukonzern Carillion meldet Insolvenz an.
- 19. – 28. Januar: Internationale Grüne Woche Berlin mit der jährlichen Demonstration „Wir haben es satt!“ am 20. Januar
- 23. – 26. Januar: Weltwirtschaftsforum in Davos, Schweiz
- 22. Februar: Das Bundesverwaltungsgericht entscheidet über Diesel-Fahrverbote
- 13. – 17. März: 14. Weltsozialforum (WSF) in Salvador, Brasilien
- 15. – 18. März: Leipziger Buchmesse
- 31. März: eCall, ein automatisches Notrufsystem für Kraftfahrzeuge, wird für alle neuen Modelle von Pkw und leichten Nutzfahrzeugen in der Europäischen Union Pflicht.
- 23. – 27. April: Hannover-Messe
- 25. Mai: In der Europäischen Union ist fortan die Datenschutz-Grundverordnung anzuwenden.
- 1. Juni: Die USA erheben Sonderzölle auf die Einfuhr von Aluminium und Stahl aus den Staaten der Europäischen Union, Kanada und Mexiko.
- 11. – 15. Juni: CeBIT in Hannover
- 31. August–5. September: Internationale Funkausstellung in Berlin
- 01. September: Bei der Bestimmung der Abgaswerte von neu zugelassenen Pkw wird nicht mehr nach dem NEFZ-, sondern nach dem WLTP-Zyklus gemessen. Zugleich tritt die Abgasnorm Euro 6c in Kraft.
- 20. – 27. September: 67. Internationale Automobil-Ausstellung für Nutzfahrzeuge in Hannover
- 10. – 14. Oktober: Frankfurter Buchmesse
- 21. Dezember: Mit der Schließung des Bergwerks Prosper-Haniel ist die Steinkohleförderung in Deutschland beendet.
- 28. Dezember: Der DAX schließt das Jahr 2018 mit −18,26 % im Vergleich zum Vorjahr ab. Die Gründe für dieses Ergebnis sind u. a. Handelskriege und wirtschaftliche Unsicherheit auf der Welt.[11]

### Wissenschaft und Technik
- 05. Mai: Start der Mars-Mission InSight im Rahmen des Discovery-Programms der NASA
- 12. August: Start der Parker Solar Raumsonde
- 11. Oktober: Nach dem Scheitern des Sojus MS-10-Fluges zur Internationalen Raumstation setzt Russland die bemannte Raumfahrt vorerst aus.

### Astronomie und Astrophysik
- 31. Januar: Totale Mondfinsternis in Asien, Australien, Pazifik, westliches Nordamerika
- 15. Februar: Partielle Sonnenfinsternis; sichtbar in der Antarktis, südliches Südamerika
- 13. Juli: Partielle Sonnenfinsternis; sichtbar in Südaustralien
- 27. Juli: Totale Mondfinsternis in Südamerika, Europa, Afrika, Asien, Australien
- 11. August: Partielle Sonnenfinsternis; sichtbar in Nordeuropa, nordöstliches Asien
- 19. Oktober: Asteroid 2018 UA fliegt in geringer Entfernung an der Erde vorbei.

### Klima & Umwelt
- Temperaturanomalien im Jahr 2018
  - Kälteanomalie in Europa 2018
  - Dürre und Hitze in Europa 2018
- 1. August: Erdüberlastungstag (weltweit)
- ganzjährig: die globale Erwärmung geht ungebremst weiter. In Deutschland werden 859 Millionen Tonnen CO2 emittiert, 6,3 Prozent weniger als 2018 (vor allem deshalb, weil weniger Strom aus Kohle produziert wurde). Das sind durchschnittlich fast 10 Tonnen CO2 pro Einwohner[12] und etwa doppelt so viel, wie der durchschnittliche Erdbewohner emittiert. Die zwanzig größten Volkswirtschaften der Welt (G20, sie sind für 80 % der gesamten Emissionen verantwortlich) emittieren 2019 0,1 % weniger als 2018 (2018 waren sie noch 1,9 % gestiegen).[13]

2018 war das viertwärmste Jahr seit Beginn der Wetteraufzeichnungen; in Europa gar das wärmste. Das Kohlenstoffdioxid (CO2) in der Erdatmosphäre erreichte mit 407,8 parts per million (ppm) ein neues Rekordhoch. Weltweit wurden Hitzerekorde gebrochen. In Deutschland übertreffen einige Werte die des „Jahrtausendsommers“ 2003: Die Monate April bis Juli waren hier so warm wie noch nie seit Beginn der Wetteraufzeichnungen und es gab mehr Tage über 25 Grad als 2003. Darüber hinaus waren bis Mitte August 89 Prozent der Flächen von Dürre betroffen.

### Katastrophen

#### Naturkatastrophen
- 18. Januar: Das Orkantief Friederike zieht über Deutschland und mehrere westeuropäische Länder hinweg und fordert mindestens zehn Menschenleben.
- April – November: Wetteranomalien führen insbesondere in weiten Teilen der Nordhalbkugel zu untypischen Erscheinungen in einigen Naturprozessen.
- 03. Juni: Bei einem Ausbruch des Volcán de Fuego im Süden Guatemalas sterben mindestens 110 Menschen und etwa 300 werden verletzt; nach zwei Wochen wird die Suche nach 197 noch vermissten Menschen eingestellt, womit die vermutliche Gesamtzahl der Opfer des Vulkanausbruchs sich auf mehr als 300 erhöht.
- 23./24. Juli: Bei Waldbränden sterben in der griechischen Region Attika 90 Menschen und etwa 200 werden verletzt. Ein Mensch wird noch vermisst.
- 05. August: Durch ein Erdbeben auf der indonesischen Insel Lombok sterben mehr als 480 Menschen und Tausende werden verletzt. Weitere Erdbeben auf Lombok vor und nach dem 5. August fordern zusätzliche Opfer, sodass die Gesamtzahl der bei den Beben Getöteten von der indonesischen Regierung am 24. August mit mindestens 555 angegeben wird.[18]
- ab 23. August: Aufgrund eines Waldbrandes nahe Treuenbrietzen im Landkreis Potsdam-Mittelmark, der eine Fläche von 400 ha erfasst hat und große Schäden verursacht, müssen drei Ortschaften zeitweise evakuiert werden.[19]
- 28. September: Durch ein Erdbeben und einen dadurch ausgelösten Tsunami sterben auf der indonesischen Insel Sulawesi mehr als 2000 Menschen und hunderte werden verletzt. Etwa 5000 Menschen werden elf Tage nach dem Tsunami noch vermisst.
- ab 8. November: Bei verheerenden Waldbränden werden in Kalifornien mehr als 70 Menschen getötet; zahlreiche Personen werden zudem noch vermisst.
- 22. Dezember: Bei einem durch einen Ausbruch des Anak Krakatau ausgelösten Tsunami kommen in Indonesien mehr als 420 Menschen ums Leben.

#### Schwere Unglücksfälle
Kleinere Unglücksfälle sind in den Unterartikeln von Katastrophe und in der Liste von Katastrophen aufgeführt.
- 04. Januar: Bei einem Eisenbahnunfall sterben bei Kroonstad in Südafrika 19 Menschen und 254 werden verletzt.
- 14. Januar: Der Öltanker Sanchi sinkt im Ostchinesischen Meer; die 32 Seeleute an Bord waren bereits zuvor, bei der Kollision bzw. dem Brand des Schiffes, gestorben.
- 25. März: Bei einem Großbrand in einem Einkaufszentrum im sibirischen Kemerowo sterben mindestens 64 Menschen.
- 11. April: Beim Absturz eines Transportflugzeugs nahe Boufarik in Algerien sterben alle 257 Menschen an Bord.
- 18. Mai: Durch den Absturz eines Passagierflugzeugs nahe der kubanischen Hauptstadt Havanna sterben 112 Menschen.
- 02. Juni: Vor den tunesischen Kerkenna-Inseln sinkt ein Fischerboot mit 180 Migranten, von denen nur 68 gerettet werden können.[20]
- 04. August: Beim Absturz eines historischen Flugzeugs im Schweizer Kanton Graubünden sterben 20 Menschen.
- 14. August: Beim teilweisen Einsturz des innerstädtischen Polcevera-Viadukts im norditalienischen Genua sterben 43 Menschen.
- 20. September: Nach dem Kentern einer überladenen Fähre auf dem Victoriasee werden 227 Tote geborgen.
- 29. Oktober: Beim Absturz eines Passagierflugzeugs über der Javasee (Indonesien) sterben alle 189 Menschen an Bord.
- 13. Dezember: Beim Eisenbahnunfall von Marşandiz stoßen ein Hochgeschwindigkeitszug der TCDD und eine einzeln fahrende Lokomotive zusammen. 9 Menschen sterben.

### Wissenschaftspreise

#### Nobelpreise
Die Bekanntgabe der Nobelpreisträger des Jahres 2018 erfolgte – mit Ausnahme des Literaturpreises – vom 1. bis zum 8. Oktober. Die Verleihungen fanden am 10. Dezember, dem Todestag Alfred Nobels, in Stockholm und Oslo (nur Friedensnobelpreis) statt.
- Physiologie oder Medizin: James P. Allison und Tasuku Honjo
- Physik: Arthur Ashkin sowie Gérard Mourou und Donna Strickland
- Chemie: Frances H. Arnold sowie George P. Smith und Gregory Winter
- Literatur: 2018 fand wegen einer Krise in der Schwedischen Akademie keine Verleihung statt. 2019 wurde der Preis rückwirkend für das Jahr 2018 an Olga Tokarczuk vergeben.
- Frieden: Denis Mukwege und Nadia Murad
- Alfred-Nobel-Gedächtnispreis für Wirtschaftswissenschaften: William Nordhaus und Paul Romer

#### Fields-Preis
- Caucher Birkar, für den Beweis der Beschränktheit von Fano-Varietäten und Beiträge zum von Shigefumi Mori initiierten Programm minimaler Modelle in der birationalen Klassifikation algebraischer Varietäten in mehr als drei Dimensionen
- Alessio Figalli, für Beiträge zur Theorie des optimalen Transports und dessen Anwendung auf partielle Differentialgleichungen, Wahrscheinlichkeitstheorie und metrische Geometrie
- Peter Scholze, für die Einführung perfektoider Räume zur Behandlung arithmetisch-algebraischer Geometrie über p-adischen Körpern mit Anwendungen auf Galois-Darstellungen und für die Entwicklung neuer Kohomologietheorien
- Akshay Venkatesh, für die Synthese aus analytischer Zahlentheorie, homogener Dynamik, Topologie und Darstellungstheorie und die damit erzielte Lösung lange offener Vermutungen über die Gleichverteilung zahlentheoretischer Objekte

#### Turing Award
- Yoshua Bengio, Yann LeCun und Geoffrey Hinton für neuronale Netzwerke und Deep Learning.

### Gedenktage
- 03. Januar: 150. Jahrestag der offiziellen Abschaffung des Shōgunats in Japan durch Kaiser Meiji – Beginn des Boshin-Kriegs und der Meiji-Restauration
- 06. Januar: 100. Todestag des deutschen Mathematikers Georg Cantor
- 08. Januar: 100. Jahrestag des 14-Punkte-Programms des US-amerikanischen Präsidenten Woodrow Wilson
- 15. Januar: 100. Geburtstag des ägyptischen Politikers Gamal Abdel Nasser
- 29. Januar: 100. Geburtstag des US-amerikanischen Schauspielers John Forsythe
- 06. Februar: 100. Todestag des österreichischen Malers Gustav Klimt
- 12. Februar: 200. Jahrestag der Unabhängigkeit Chiles von Spanien
- 15. März: 100. Todestag der französischen Komponistin Lili Boulanger
- 20. März: 100. Geburtstag des deutschen Komponisten Bernd Alois Zimmermann
- 25. März: 100. Todestag des französischen Komponisten Claude Debussy
- 30. März: 200. Geburtstag des deutschen Sozialreformers Friedrich Wilhelm Raiffeisen
- 04. April: 50. Todestag des US-amerikanischen Bürgerrechtlers Martin Luther King
- 19. April: 250. Todestag des venezianischen Landschaftsmalers Canaletto
- 20. April: 100. Todestag des deutschen Physikers Ferdinand Braun
- 21. April: 100. Todestag des deutschen Fliegers Manfred von Richthofen
- 22. April: 600. Jahrestag des Endes des Konzils von Konstanz
- 29. April: 200. Geburtstag des Zaren Alexander II.
- 01. Mai: 800. Geburtstag des römisch-deutschen Kaisers Rudolf I.
- 05. Mai: 200. Geburtstag des deutschen Philosophen Karl Marx
- 07. Mai: 100. Geburtstag des deutschen Karikaturisten Fritz Wolf
- 17. Mai: 100. Geburtstag der schwedischen Opernsängerin Birgit Nilsson
- 23. Mai: 400. Jahrestag des Zweiten Prager Fenstersturzes – Beginn des Dreißigjährigen Krieges
- 17. Juni: 200. Geburtstag des französischen Komponisten Charles Gounod
- 14. Juli: 100. Geburtstag des schwedischen Filmregisseurs Ingmar Bergman
- 17. Juli: 100. Todestag der russischen Zarenfamilie, die in Jekaterinburg erschossen wird.
- 18. Juli: 100. Geburtstag des südafrikanischen Politikers Nelson Mandela
- 22. August: 100. Todestag des deutschen Mediziners Korbinian Brodmann
- 25. August: 100. Geburtstag des US-amerikanischen Komponisten Leonard Bernstein
- 27. September: 200. Geburtstag des deutschen Chemikers Adolph Wilhelm Hermann Kolbe
- 29. September: 500. Geburtstag des italienischen Malers Jacopo Tintoretto
- 02. Oktober: 50. Todestag des französischen Malers und Objektkünstlers Marcel Duchamp
- 17. Oktober: 100. Geburtstag der US-amerikanischen Schauspielerin Rita Hayworth
- 28. Oktober: 100. Jahrestag der Gründung der Tschechoslowakei
- 31. Oktober: 100. Jahrestag des Endes der österreichisch-ungarischen Monarchie durch den Austritt Ungarns
- 09. November: 100. Todestag des deutschen Reeders Albert Ballin
- 09. November: 100. Jahrestag der Ausrufung der Republik durch Philipp Scheidemann in Berlin; kurz darauf proklamiert Karl Liebknecht, der Führer des Spartakusbunds, die Räterepublik. Kaiser Wilhelm II. wird durch Max von Baden abgesetzt und überträgt dann auf Friedrich Ebert die Geschäfte des Reichskanzlers. Das Deutsche Reich wird Republik („Weimarer Republik“).
- 11. November: 100. Jahrestag des Endes des Ersten Weltkrieges – Mit Inkrafttreten des Waffenstillstandsabkommens von Compiègne zwischen dem Deutschen Kaiserreich und Frankreich endet der Erste Weltkrieg.
- 11. – 14. November: 100. Jahrestag des schweizerischen Generalstreiks (Landesstreik), der schwersten politischen Krise der Schweiz seit 1848
- 12. November: 100. Jahrestag der Ausrufung der Republik Deutschösterreich
- 13. November: 150. Todestag des italienischen Komponisten Gioachino Rossini
- 10. Dezember: 50. Todestag des Schweizer Theologen Karl Barth
- 21. Dezember: 100. Geburtstag des österreichischen Politikers Kurt Waldheim, Bundespräsident von Österreich (1986–1992)
- 23. Dezember: 100. Geburtstag des deutschen Politikers Helmut Schmidt, Bundeskanzler der BRD 1974 bis 1982
- 23. Dezember: 1.100. Todestag des deutschen Königs Konrad I. vom Ostfrankenreich
- 24. Dezember: 200. Geburtstag des britischen Physikers James Prescott Joule
- 28. Dezember: 200. Geburtstag des deutschen Chemikers Carl Remigius Fresenius

## Jahreswidmungen

### Artenschutz
- Der Star (Sturnus vulgaris) ist Vogel des Jahres.
- Der Dreistachliger Stichling (Gasterosteus aculeatus) ist Fisch des Jahres (Deutscher Angelfischerverband DAFV).
- Der Grasfrosch (Rana temporaria) ist Lurch des Jahres.
- Der Große Fuchs (Nymphalis polychloros) ist Schmetterling des Jahres (Bund für Umwelt und Naturschutz Deutschland Bund).
- Die Edelkastanie (Castanea sativa) ist Baum des Jahres (Kuratorium Baum des Jahres).
- Der Langblättrige Ehrenpreis (Veronica longifolia) ist Blume des Jahres (Stiftung Natur und Pflanzen).
- Der Wiesen-Champignon (Agaricus campestris) ist Pilz des Jahres (Deutsche Gesellschaft für Mykologie).

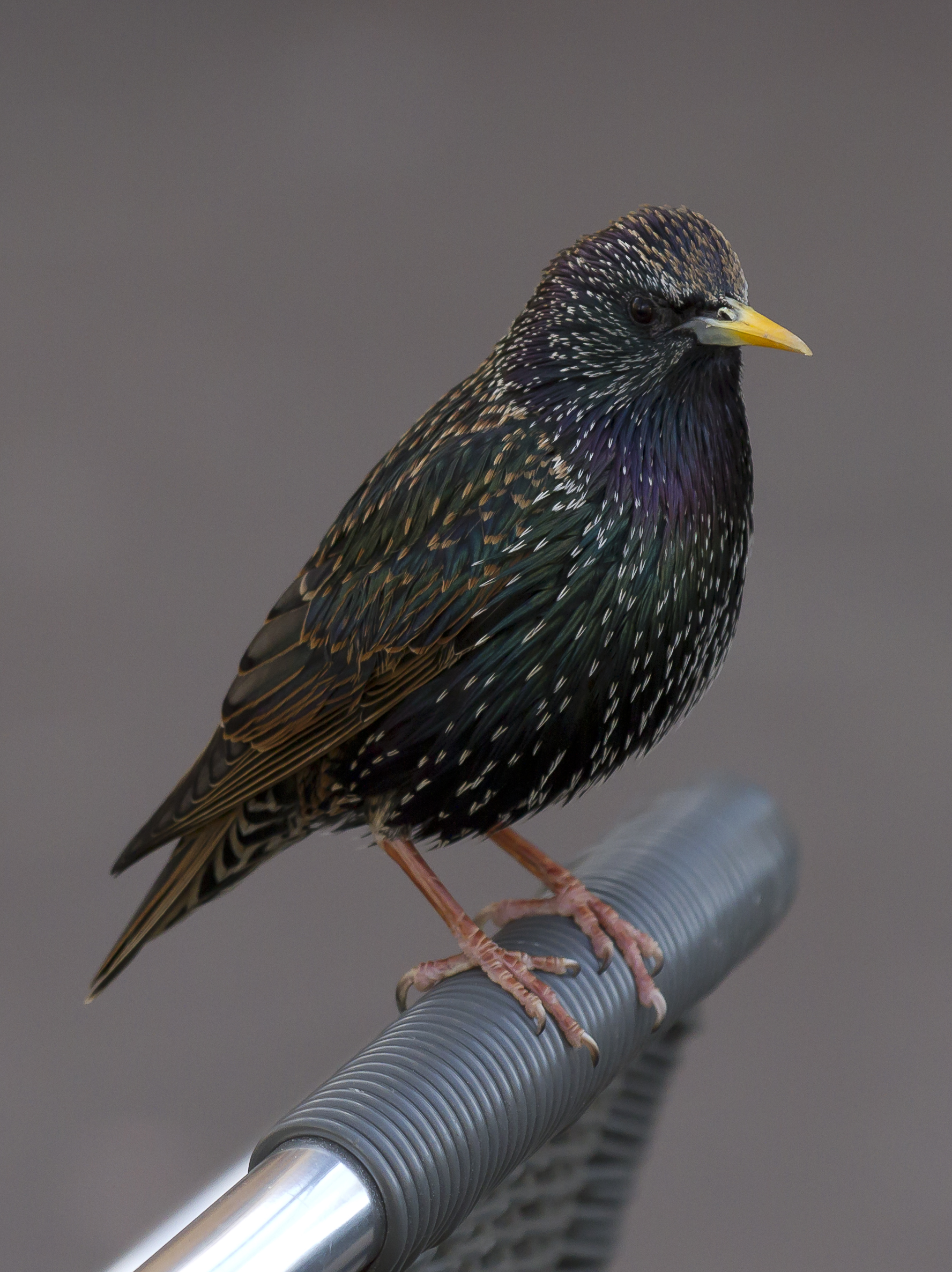
Star (Sturnus vulgaris)
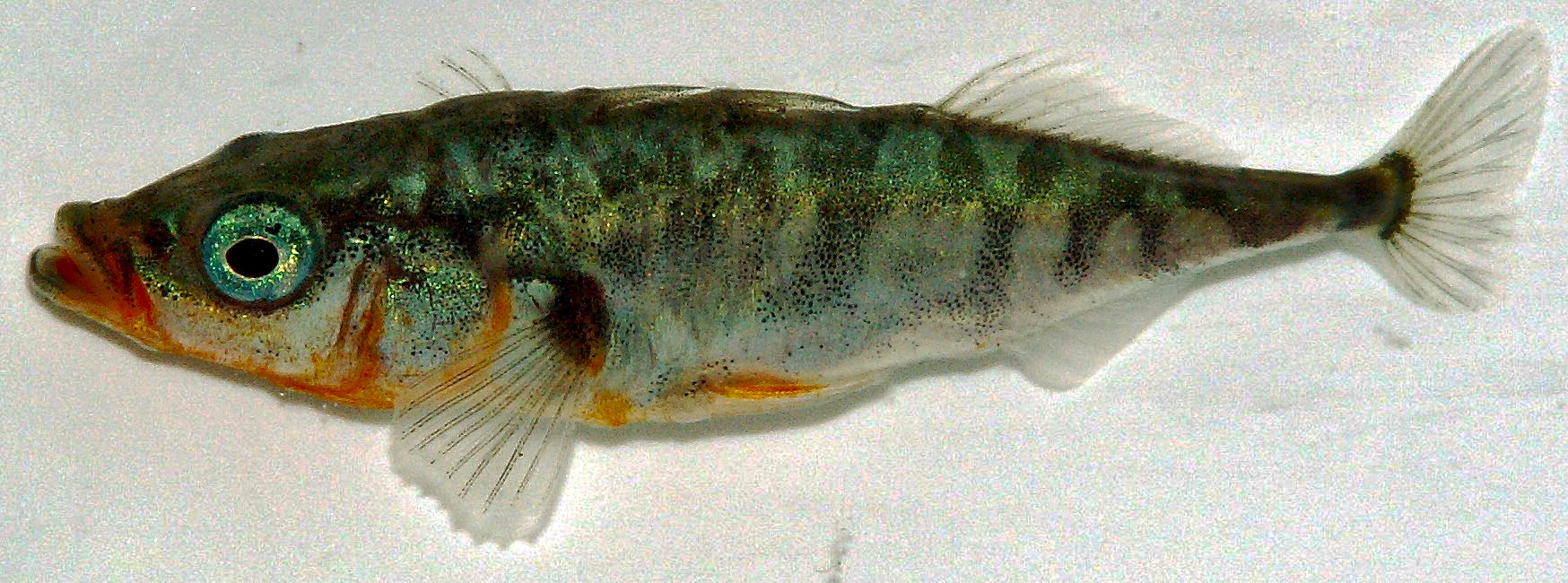
Dreistachliger Stichling (Gasterosteus aculeatus)
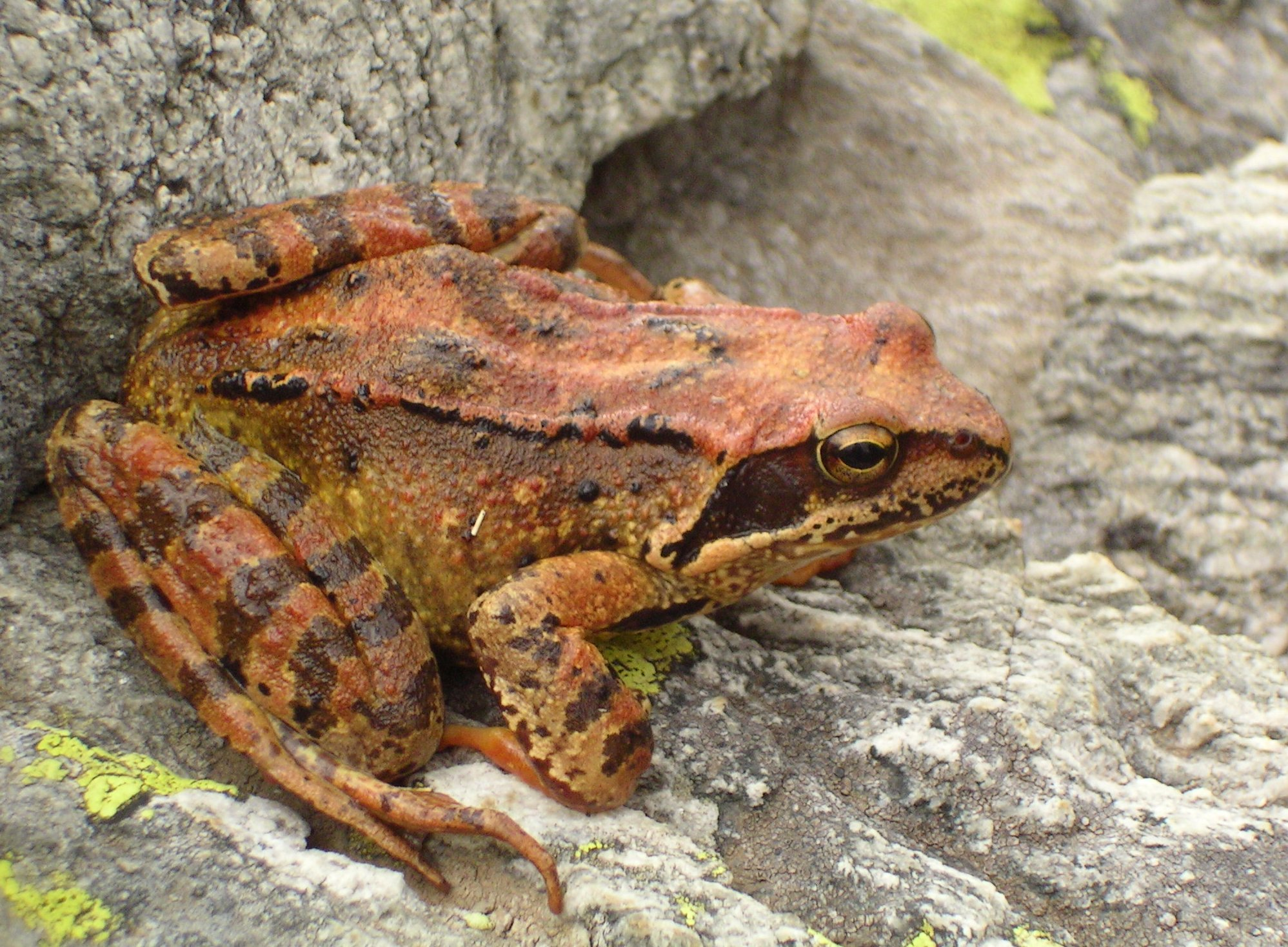
Grasfrosch (Rana temporaria)
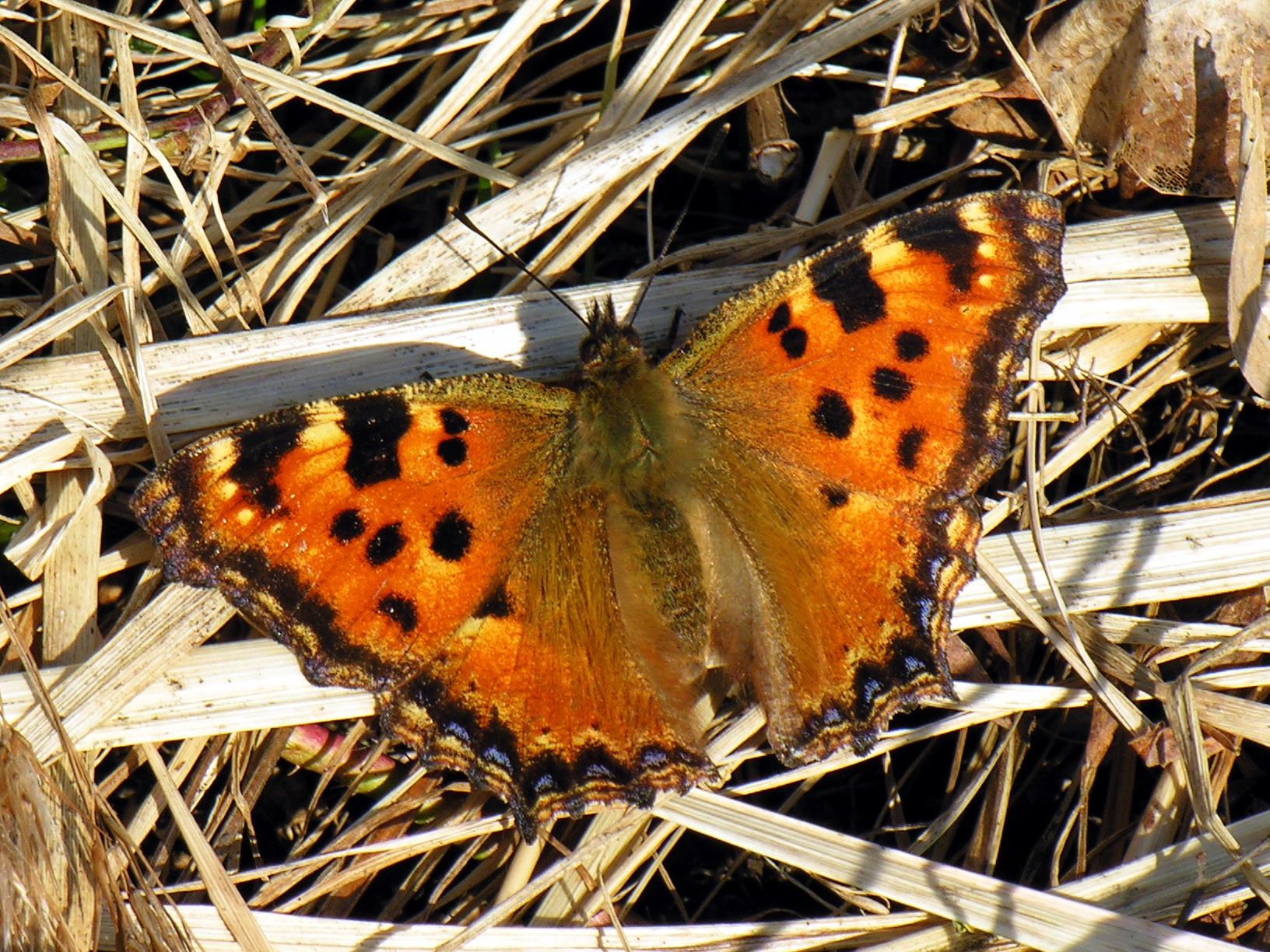
Großer Fuchs (Nymphalis polychloros)
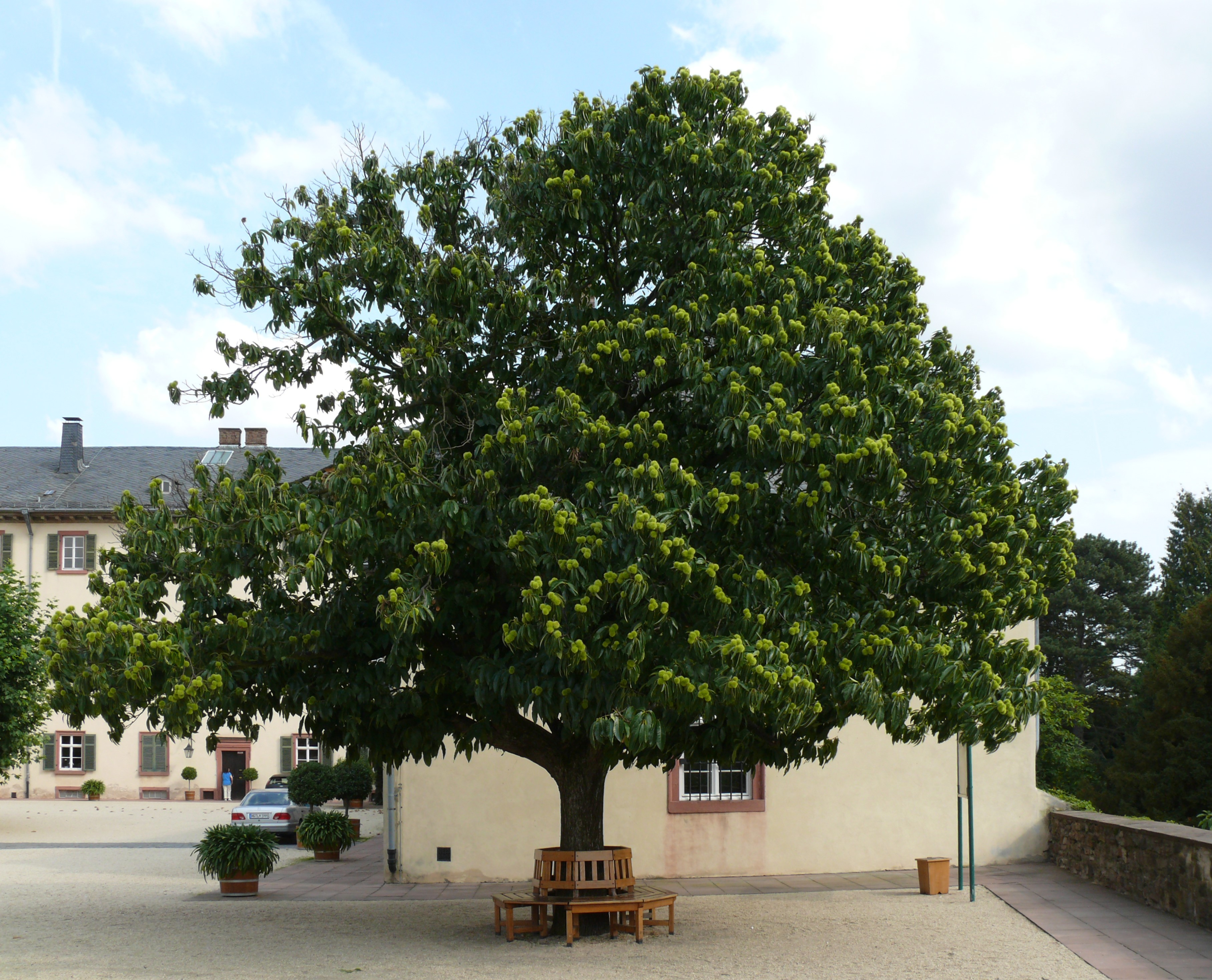
Edelkastanie (Castanea sativa)
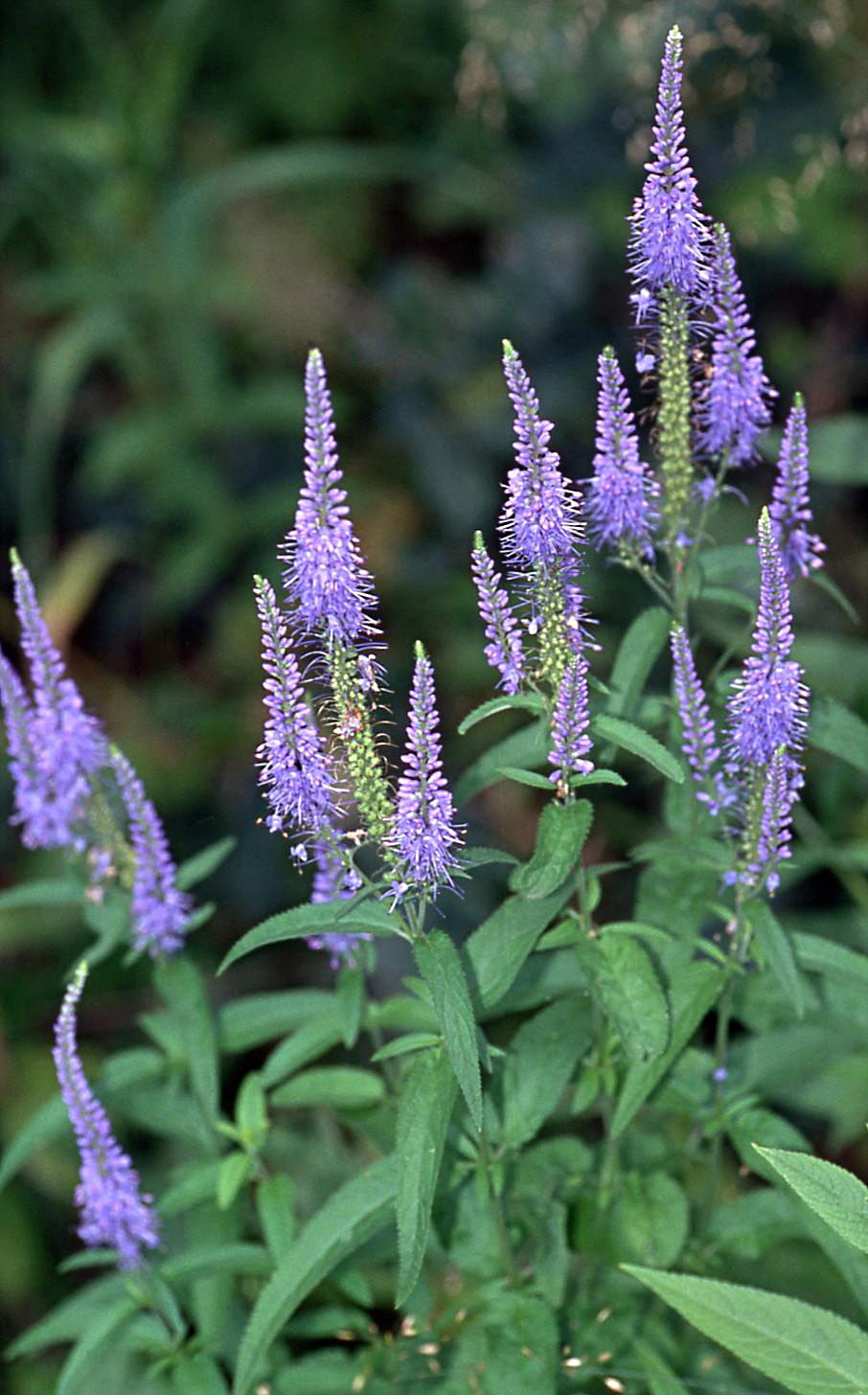
Langblättriger Ehrenpreis (Veronica longifolia)
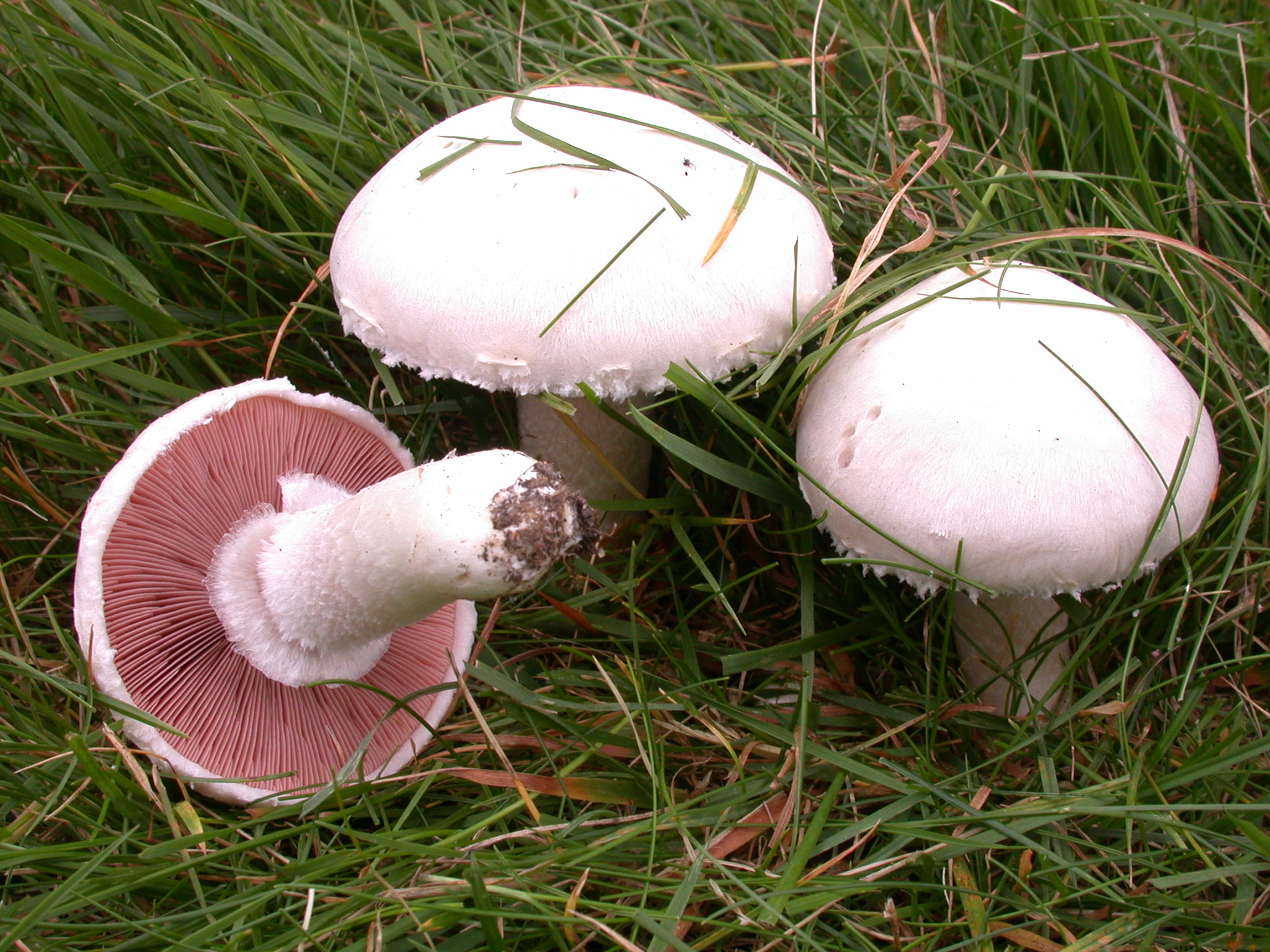
Wiesen-Champignon (Agaricus campestris)

## Kulturelle Referenzen
- Die Filme Rollerball (1975), Terminator: Die Erlösung (2009), Iron Sky (2012) und Pacific Rim (2013) spielen (größtenteils) im Jahr 2018.

## Geboren
- 23. April: Prinz Louis von Wales, britischer Prinz

## Gestorben

### Januar
- 02. Januar: Thomas S. Monson, US-amerikanischer Geistlicher (* 1927)
- 04. Januar: Aharon Appelfeld, israelischer Schriftsteller (* 1932)
- 04. Januar: Philipp Jenninger, deutscher Politiker (* 1932)
- 04. Januar: Ray Thomas, britischer Popmusiker (* 1941)
- 05. Januar: John Watts Young, US-amerikanischer Astronaut (* 1930)
- 07. Januar: France Gall, französische Sängerin (* 1947)
- 07. Januar: Peter Sutherland, irischer Politiker (* 1946)
- 10. Januar: Leopold Ahlsen, deutscher Schriftsteller und Dramatiker (* 1927)
- 10. Januar: Eddie Clarke, britischer Rockmusiker (* 1950)
- 14. Januar: Dan Gurney, US-amerikanischer Automobilrennfahrer und Konstrukteur (* 1931)
- 15. Januar: Dolores O’Riordan, irische Sängerin (* 1971)
- 16. Januar: Bradford Dillman, US-amerikanischer Schauspieler (* 1930)
- 16. Januar: Peter Groeger, deutscher Schauspieler und Regisseur (* 1933)
- 18. Januar: Hans Berge, deutscher Chemiker und Hochschullehrer (* 1923)
- 18. Januar: Hans Christoph Binswanger, Schweizer Ökonom und Autor (* 1929)
- 18. Januar: Peter Mayle, britischer Schriftsteller (* 1939)
- 20. Januar: Paul Bocuse, französischer Koch, Gastronom und Autor (* 1926)
- 21. Januar: Robert Chancel, französischer Automobilrennfahrer (* 1924)
- 22. Januar: Jimmy Armfield, englischer Fußballspieler und -trainer (* 1935)
- 22. Januar: Ursula K. Le Guin, US-amerikanische Schriftstellerin (* 1929)
- 23. Januar: Hugh Masekela, südafrikanischer Jazzmusiker (* 1939)
- 23. Januar: Nicanor Parra, chilenischer Dichter (* 1914)
- 24. Januar: Dirk Spelsberg, deutscher Hörspiel- und Theaterautor (* 1954)
- 25. Januar: Claribel Alegría, nicaraguanische Schriftstellerin (* 1924)
- 27. Januar: Hilmar Baumann, deutscher Schauspieler (* 1939)
- 27. Januar: Ingvar Kamprad, schwedischer Möbelunternehmer (* 1926)
- 28. Januar: Coco Schumann, deutscher Jazzmusiker (* 1924)
- 28. Januar: Gene Sharp, US-amerikanischer Politologe (* 1928)
- 30. Januar: Mark Salling, US-amerikanischer Schauspieler (* 1982)
- 30. Januar: Azeglio Vicini, italienischer Fußballspieler und -trainer (* 1933)

### Februar
- 01. Februar: Dennis Edwards, US-amerikanischer Sänger (* 1943)
- 01. Februar: Barys Kit, belarussischer Wissenschaftler (* 1910)
- 03. Februar: Klaus Forster, deutscher Brigadegeneral (* 1931)
- 03. Februar: Stefan Moses, deutscher Fotograf (* 1928)
- 03. Februar: Rolf Zacher, deutscher Schauspieler und Musiker (* 1941)
- 04. Februar: Manfred Gregor, deutscher Schriftsteller (* 1929)
- 04. Februar: John Mahoney, US-amerikanischer Schauspieler (* 1940)
- 06. Februar: Joseph Roman, US-amerikanischer Schauspieler (* 1923)
- 08. Februar: Marie Gruber, deutsche Schauspielerin (* 1955)
- 09. Februar: John Gavin, US-amerikanischer Schauspieler (* 1931)
- 09. Februar: Jóhann Jóhannsson, isländischer Musiker und (Film-)Komponist (* 1969)
- 13. Februar: Henrik von Dänemark, dänischer Prinzgemahl (* 1934)
- 13. Februar: Wilfried Minks, deutscher Bühnenbildner und Theaterregisseur (* 1930)
- 14. Februar: Ruud Lubbers, niederländischer Politiker (* 1939)
- 14. Februar: Morgan Tsvangirai, simbabwischer Politiker (* 1952)
- 15. Februar: Christian Rode, deutscher Schauspieler und Sprecher (* 1936)
- 18. Februar: Günter Blobel, deutsch-US-amerikanischer Biochemiker und Nobelpreisträger (* 1936)
- 18. Februar: Didier Lockwood, französischer Jazz-Geiger und Komponist (* 1956)
- 18. Februar: Idrissa Ouédraogo, burkinischer Filmregisseur (* 1954)
- 20. Februar: Herbert Ehrenberg, deutscher Politiker und Bundesminister (* 1926)
- 21. Februar: Billy Graham, US-amerikanischer Prediger (* 1918)
- 21. Februar: Ulrich Pleitgen, deutscher Schauspieler und Sprecher (* 1942)
- 22. Februar: Nanette Fabray, US-amerikanische Schauspielerin (* 1920)
- 22. Februar: Walentin Falin, sowjetischer Diplomat (* 1926)
- 22. Februar: Richard Edward Taylor, kanadischer Physiker und Nobelpreisträger (* 1929)
- 23. Februar: Lewis Gilbert, britischer Filmregisseur (* 1920)
- 24. Februar: Bud Luckey, US-amerikanischer Animator (* 1934)
- 24. Februar: Sridevi, indische Filmschauspielerin (* 1963)
- 26. Februar: Sergio Balanzino, italienischer Diplomat (* 1934)
- 27. Februar: Ekkehart Krippendorff, deutscher Politikwissenschaftler (* 1934)
- 27. Februar: Quini, spanischer Fußballspieler (* 1949)

### März
- 01. März: Luigi Taveri, Schweizer Motorradrennfahrer (* 1929)
- 02. März: Ota Filip, tschechisch-deutscher Schriftsteller (* 1930)
- 03. März: Roger Bannister, britischer Leichtathlet (* 1929)
- 03. März: David Ogden Stiers, US-amerikanischer Schauspieler (* 1942)
- 03. März: Alfonsín Quintana, kubanischer Sänger (* 1923)
- 04. März: Davide Astori, italienischer Fußballspieler (* 1987)
- 05. März: Helmut Maucher, deutscher Manager (* 1927)
- 05. März: Hayden White, US-amerikanischer Literaturwissenschaftler und Historiker (* 1928)
- 06. März: John E. Sulston, britischer Genetiker und Nobelpreisträger (* 1942)
- 07. März: Reynaldo Bignone, argentinischer General und Politiker (* 1928)
- 08. März: Fritz Baader, deutscher Kameramann und Kameraassistent (* 1939)
- 08. März: Kate Wilhelm, US-amerikanische Schriftstellerin (* 1928)
- 09. März: Oskar Gröning, verurteilter deutscher SS-Mann (* 1921)
- 10. März: Hubert de Givenchy, französischer Modeschöpfer (* 1927)
- 10. März: Ralf Waldmann, deutscher Motorradrennfahrer (* 1966)
- 11. März: Sarah Haffner, deutsch-britische Malerin und Autorin (* 1940)
- 11. März: Karl Lehmann, deutscher Theologe und Kardinal (* 1936)
- 11. März: Siegfried Rauch, deutscher Schauspieler (* 1932)
- 12. März: Oleg Tabakow, sowjetischer bzw. russischer Schauspieler (* 1935)
- 14. März: Rubén Galván, argentinischer Fußballspieler (* 1952)
- 14. März: Stephen Hawking, britischer Astrophysiker (* 1942)
- 17. März: Michael Rutschky, deutscher Schriftsteller (* 1943)
- 17. März: Phan Văn Khải, vietnamesischer Politiker (* 1933)
- 18. März: Jochen Senf, deutscher Schauspieler und Schriftsteller (* 1942)
- 19. März: Jürg Laederach, Schweizer Schriftsteller (* 1945)
- 19. März: Keith Patrick O’Brien, britischer Kardinal (* 1938)
- 20. März: Manfred Prasser, deutscher Architekt (* 1932)
- 22. März: René Houseman, argentinischer Fußballspieler (* 1953)
- 23. März: Philip Kerr, britischer Schriftsteller (* 1956)
- 24. März: José Antonio Abreu, venezolanischer Komponist und Aktivist (* 1939)
- 24. März: Lys Assia, Schweizer Schlagersängerin (* 1924)
- 27. März: Stéphane Audran, französische Schauspielerin (* 1932)
- 30. März: Günter Dörner, deutscher Mediziner (* 1929)
- 30. März: Michael Tree, US-amerikanischer Bratschist (* 1934)

### April
- 01. April: Bob Beattie, US-amerikanischer Alpinskitrainer und Sportkommentator (* 1933)
- 01. April: Efraín Ríos Montt, guatemaltekischer Politiker und Staatspräsident (* 1926)
- 02. April: Winnie Madikizela-Mandela, südafrikanische Politikerin (* 1936)
- 03. April: Lill-Babs, schwedische Schlagersängerin (* 1938)
- 04. April: Ray Wilkins, britischer Fußballspieler und -trainer (* 1956)
- 05. April: Isao Takahata, japanischer Filmregisseur (* 1935)
- 05. April: Cecil Taylor, US-amerikanischer Jazzpianist (* 1929)
- 06. April: Reinhard Rürup, deutscher Neuzeithistoriker und NS-Forscher (* 1934)
- 07. April: Peter Grünberg, deutscher Physiker und Nobelpreisträger (* 1939)
- 13. April: Miloš Forman, tschechoslowakisch-US-amerikanischer Filmregisseur (* 1932)
- 15. April: R. Lee Ermey, US-amerikanischer Filmschauspieler (* 1944)
- 15. April: Vittorio Taviani, italienischer Filmregisseur (* 1929)
- 17. April: Richard Blystone, US-amerikanischer Journalist (* 1936)
- 17. April: Barbara Bush, US-amerikanische Präsidentengattin (* 1925)
- 17. April: Dieter Lattmann, deutscher Schriftsteller und Politiker (* 1926)
- 18. April: Bruno Sammartino, italienischer Wrestler (* 1935)
- 20. April: Avicii, schwedischer DJ und Musikproduzent (* 1989)
- 21. April: Nelson Pereira dos Santos, brasilianischer Filmregisseur (* 1928)
- 21. April: Verne Troyer, US-amerikanischer Schauspieler (* 1969)
- 24. April: Henri Michel, französischer Fußballspieler und -trainer (* 1947)
- 25. April: Michael Anderson, britischer Filmregisseur (* 1920)
- 25. April: Holger Biege, deutscher Komponist und Sänger (* 1952)
- 26. April: Gerhard Müller, deutscher Jurist (* 1946)
- 27. April: Álvaro Arzú Irigoyen, guatemaltekischer Politiker und Staatspräsident (* 1946)
- 28. April: Roberto Angleró, puerto-ricanischer Salsakomponist, Sänger und Bandleader (* 1929)

### Mai
- 01. Mai: Elmar Altvater, deutscher Politologe und Autor (* 1938)
- 02. Mai: Harald Range, deutscher Jurist (* 1948)
- 02. Mai: Wolfgang Völz, deutscher Schauspieler (* 1930)
- 03. Mai: Günter Herburger, deutscher Schriftsteller (* 1932)
- 04. Mai: Abi Ofarim, israelischer Sänger (* 1937)
- 05. Mai: Ludwig Harig, deutscher Schriftsteller (* 1927)
- 05. Mai: Rosemarie Schuder, deutsche Schriftstellerin (* 1928)
- 07. Mai: Juliane Korén, deutsche Schauspielerin (* 1951)
- 07. Mai: Eva Maria Meineke, deutsche Schauspielerin (* 1923)
- 07. Mai: Ermanno Olmi, italienischer Filmregisseur (* 1931)
- 08. Mai: Anne V. Coates, britische Filmeditorin (* 1925)
- 08. Mai: George Deukmejian, US-amerikanischer Jurist und Politiker (* 1928)
- 09. Mai: Per Kirkeby, dänischer bildender Künstler (* 1938)
- 09. Mai: Dieter Kunzelmann, deutscher Politaktivist (* 1939)
- 11. Mai: Gérard Genette, französischer Literaturwissenschaftler (* 1930)
- 12. Mai: Tessa Jowell, britische Politikerin (* 1947)
- 13. Mai: Glenn Branca, US-amerikanischer Komponist und Gitarrist (* 1948)
- 13. Mai: Karl-Ernst Herrmann, deutscher Bühnenbildner und Opernregisseur (* 1936)
- 13. Mai: Margot Kidder, kanadisch-US-amerikanische Schauspielerin (* 1948)
- 14. Mai: Maria Körber, deutsche Schauspielerin (* 1930)
- 14. Mai: Tom Wolfe, US-amerikanischer Schriftsteller und Journalist (* 1930)
- 15. Mai: Ray Wilson, britischer Fußballspieler (* 1934)
- 17. Mai: Nicole Fontaine, französische Politikerin (* 1942)
- 17. Mai: Jürgen Marcus, deutscher Schlagersänger (* 1948)
- 17. Mai: Richard Pipes, US-amerikanischer Historiker (* 1923)
- 19. Mai: Robert Indiana, US-amerikanischer Maler (* 1928)
- 19. Mai: Bernard Lewis, britisch-US-amerikanischer Historiker und Publizist (* 1916)
- 20. Mai: Dieter Schnebel, deutscher Komponist und Geistlicher (* 1930)
- 21. Mai: David J. Hesselgrave, US-amerikanischer evangelikaler Missiologe (* 1924)
- 22. Mai: Philip Roth, US-amerikanischer Schriftsteller (* 1933)
- 24. Mai: Charlotte Fox, US-amerikanische Bergsteigerin (* 1957)
- 26. Mai: Alan LaVern Bean, US-amerikanischer Astronaut (* 1932)
- 26. Mai: Roger Piantoni, französischer Fußballspieler (* 1931)
- 27. Mai: Gerhard Thieme, deutscher Bildhauer und Medailleur (* 1928)
- 28. Mai: Serge Dassault, französischer Unternehmer (* 1925)
- 28. Mai: Jens Christian Skou, dänischer Biophysiker und Nobelpreisträger (* 1918)
- 28. Mai: Ola Ullsten, schwedischer Politiker und Diplomat (* 1931)

### Juni
- 01. Juni: Hilmar Hoffmann, deutscher Kulturpolitiker (* 1925)
- 01. Juni: John Julius Norwich, britischer Schriftsteller (* 1929)
- 02. Juni: Paul D. Boyer, US-amerikanischer Biochemiker und Nobelpreisträger (* 1918)
- 02. Juni: Irenäus Eibl-Eibesfeldt, österreichischer Verhaltensforscher (* 1928)
- 03. Juni: Miguel Kardinal Obando Bravo, nicaraguanischer Erzbischof (* 1926)
- 05. Juni: Illa Blaue, deutsche Malerin (* 1919)
- 06. Juni: Kira Muratowa, sowjetische bzw. ukrainische Filmregisseurin (* 1934)
- 06. Juni: Franz M. Wuketits, österreichischer Wissenschaftstheoretiker (* 1955)
- 08. Juni: Anthony Bourdain, US-amerikanischer Koch und Autor (* 1956)
- 08. Juni: Maria Bueno, brasilianische Tennisspielerin (* 1939)
- 08. Juni: Danny Kirwan, britischer Gitarrist und Sänger (* 1950)
- 09. Juni: Reinhard Hardegen, deutscher Marineoffizier und Politiker (* 1913)
- 12. Juni: Jon Hiseman, britischer Schlagzeuger (* 1944)
- 13. Juni: Anne Donovan, US-amerikanische Basketballspielerin und -trainerin (* 1961)
- 15. Juni: Enoch zu Guttenberg, deutscher Dirigent (* 1946)
- 15. Juni: Dieter Wellershoff, deutscher Schriftsteller (* 1925)
- 16. Juni: Gennadi Roschdestwenski, sowjetischer bzw. russischer Dirigent (* 1931)
- 18. Juni: Hermann Glaser, deutscher Kulturpolitiker und Publizist (* 1928)
- 18. Juni: Maria Rohm, österreichische Schauspielerin (* 1943)
- 18. Juni: XXXTentacion, US-amerikanischer Rapper und Sänger (* 1998)
- 19. Juni: Stanley Cavell, US-amerikanischer Philosoph (* 1926)
- 19. Juni: Elisabeth zu Dänemark, dänische Adelige (* 1935)
- 19. Juni: Katriina Elovirta, finnische Fußballschiedsrichterin, Fußballspielerin und Sportfunktionärin (* 1961)
- 19. Juni: Sergio Gonella, italienischer Fußballschiedsrichter (* 1933)
- 21. Juni: Charles Krauthammer, US-amerikanischer Publizist (* 1950)
- 22. Juni: Felicia Langer, israelisch-deutsche Juristin und Menschenrechtsaktivistin (* 1930)
- 22. Juni: Vinnie Paul, US-amerikanischer Schlagzeuger (* 1964)
- 23. Juni: Roland Baar, deutscher Ruderer (* 1965)
- 23. Juni: Kim Jong-pil, südkoreanischer Militär und Politiker (* 1926)
- 25. Juni: David Goldblatt, südafrikanischer Fotograf (* 1930)
- 27. Juni: Joe Jackson, US-amerikanischer Musikmanager (* 1928)
- 28. Juni: Harlan Ellison, US-amerikanischer Schriftsteller (* 1934)
- 28. Juni: Christine Nöstlinger, österreichische Schriftstellerin (* 1936)
- 29. Juni: Arvid Carlsson, schwedischer Pharmakologe und Nobelpreisträger (* 1923)
- 29. Juni: Irena Szewińska, polnische Leichtathletin (* 1946)
- 30. Juni: Fuat Sezgin, türkischer Orientalist (* 1924)
- 00. Juni: Steve Ditko, US-amerikanischer Comiczeichner (* 1927)

### Juli
- 01. Juli: Joël Brachet, französischer Automobilrennfahrer (* 1950)
- 03. Juli: Robby Müller, niederländischer Kameramann (* 1940)
- 05. Juli: Claude Lanzmann, französischer Filmregisseur (* 1925)
- 05. Juli: Jean-Louis Tauran, französischer Kardinal (* 1943)
- 08. Juli: Tab Hunter, US-amerikanischer Schauspieler und Popsänger (* 1931)
- 08. Juli: Oliver Knussen, britischer Komponist und Dirigent (* 1952)
- 09. Juli: Peter Carington, britischer Politiker (* 1919)
- 09. Juli: Hans Günter Winkler, deutscher Springreiter (* 1926)
- 13. Juli: Thorvald Stoltenberg, norwegischer Politiker (* 1931)
- 14. Juli: Hubert Willeitner, deutscher Forstwissenschaftler und Holzbiologe (* 1932)
- 18. Juli: Burton Richter, US-amerikanischer Physiker und Nobelpreisträger (* 1931)
- 20. Juli: Barbara Hammann, deutsche Kunsthistorikerin, Hochschullehrerin und Videokünstlerin (* 1945)
- 25. Juli: Sergio Marchionne, italienisch-kanadischer Manager (* 1952)
- 26. Juli: Berit Nøkleby, norwegische Historikerin, Biografin und Übersetzerin (* 1939)
- 27. Juli: Wladimir Woinowitsch, sowjetischer bzw. russischer Schriftsteller und Satiriker (* 1932)
- 29. Juli: Vibeke Skofterud, norwegische Skilangläuferin (* 1980)
- 29. Juli: Tomasz Stańko, polnischer Jazztrompeter (* 1942)
- 30. Juli: Uwe Brandner, deutscher Filmregisseur und Autor (* 1941)
- 31. Juli: Andreas Kappes, deutscher Radrennfahrer (* 1965)

### August
- 01. August: Mary Carlisle, US-amerikanische Schauspielerin und Sängerin (* 1914)
- 04. August: Herbert Georg Albert Arz von Straussenburg, deutscher Diplomat (* 1926)
- 06. August: Craig Fisher, kanadischer Automobilrennfahrer (* 1936)
- 06. August: Christian Habicht, deutscher Althistoriker und Epigraphiker (* 1926)
- 07. August: M. Karunanidhi, indischer Politiker und Autor (* 1924)
- 07. August: Enno Patalas, deutscher Filmkritiker und Filmhistoriker (* 1929)
- 09. August: Klaus Wildenhahn, deutscher Dokumentarfilmer (* 1930)
- 11. August: V. S. Naipaul, britischer Schriftsteller und Nobelpreisträger (* 1932)
- 12. August: Samir Amin, ägyptisch-französischer Ökonom und Autor (* 1931)
- 16. August: Aretha Franklin, US-amerikanische Soul-Sängerin (* 1942)
- 16. August: Atal Bihari Vajpayee, indischer Politiker (* 1924)
- 18. August: Kofi Annan, ghanaischer Diplomat und Friedensnobelpreisträger (* 1938)
- 20. August: Uri Avnery, israelischer Menschenrechts- und Friedensaktivist (* 1923)
- 21. August: George Andrie, US-amerikanischer American-Football-Spieler (* 1940)
- 21. August: Stefán Karl Stefánsson, isländischer Schauspieler (* 1975)
- 22. August: Hermann W. von der Dunk, niederländischer Historiker (* 1928)
- 22. August: Ed King, US-amerikanischer Musiker (* 1949)
- 23. August: Dieter Thomas Heck, deutscher Moderator und Entertainer (* 1937)
- 25. August: Lindsay Kemp, britischer Tänzer und Pantomime (* 1938)
- 25. August: John McCain, US-amerikanischer Politiker und Senator (* 1936)
- 26. August: Neil Simon, US-amerikanischer Dramatiker und Drehbuchautor (* 1927)
- 29. August: Erich Lessing, österreichischer Fotograf (* 1923)
- 29. August: James Mirrlees, britischer Ökonom und Nobelpreisträger (* 1936)
- 30. August: Iossif Kobson, sowjetischer bzw. russischer Sänger und Politiker (* 1937)
- 31. August: Luigi Luca Cavalli-Sforza, italienischer Humangenetiker und Evolutionsbiologe (* 1922)
- 31. August: Elmar Pieroth, deutscher Politiker und Senator (* 1934)

### September
- 04. September: Christopher Lawford, US-amerikanischer Schauspieler und Autor (* 1955)
- 06. September: Burt Reynolds, US-amerikanischer Schauspieler (* 1936)
- 07. September: Mac Miller, US-amerikanischer Rapper (* 1992)
- 09. September: Daniel Küblböck, deutscher Sänger (* 1985)
- 10. September: Paul Virilio, französischer Philosoph und Essayist (* 1932)
- 12. September: Rachid Taha, algerischer Sänger und Musiker (* 1958)
- 14. September: Walter Remmers, deutscher Politiker (* 1933)
- 14. September: Rudolf Schieffer, deutscher Historiker (* 1947)
- 16. September: Horst Bosetzky, deutscher Soziologe und Schriftsteller (* 1938)
- 18. September: Robert Venturi, US-amerikanischer Architekt und Architekturtheoretiker (* 1925)
- 19. September: Arthur Mitchell, US-amerikanischer Tänzer (* 1934)
- 20. September: Inge Feltrinelli, deutsch-italienische Fotografin und Verlegerin (* 1930)
- 21. September: Trần Đại Quang, vietnamesischer Politiker und Staatspräsident (* 1956)
- 22. September: Ottokar Runze, deutscher Filmregisseur und Schauspieler (* 1925)
- 23. September: Charles Kuen Kao, US-amerikanisch-britischer Physiker und Nobelpreisträger (* 1933)
- 23. September: Afërdita Tusha, albanische Sportschützin (* 1945)
- 26. September: Ignaz Kirchner, deutscher Schauspieler (* 1946)
- 29. September: Otis Rush, US-amerikanischer Bluesmusiker (* 1935)
- 30. September: Walter Laqueur, US-amerikanischer Historiker (* 1921)

### Oktober
- 01. Oktober: Charles Aznavour, armenisch-französischer Chansonnier und Schauspieler (* 1924)
- 01. Oktober: Đỗ Mười, vietnamesischer Politiker (* 1917)
- 01. Oktober: Graciano Rocchigiani, deutscher Boxer (* 1963)
- 02. Oktober: Jamal Khashoggi, saudi-arabischer Journalist (* 1958)
- 02. Oktober: Geoff Emerick, britischer Tontechniker und Musikproduzent (* 1945)
- 03. Oktober: Gisela Bulla, deutsche Politikerin und Autorin (* 1932)
- 03. Oktober: Leon Max Lederman, US-amerikanischer Physiker und Nobelpreisträger (* 1922)
- 04. Oktober: Karl Mildenberger, deutscher Boxer (* 1937)
- 06. Oktober: Montserrat Caballé, spanische Opernsängerin (* 1933)
- 06. Oktober: Scott Wilson, US-amerikanischer Schauspieler (* 1942)
- 07. Oktober: Joachim Huth, deutscher Jurist und Bundeswehrdisziplinaranwalt (* 1928)
- 09. Oktober: Thomas A. Steitz, US-amerikanischer Biochemiker und Nobelpreisträger (* 1940)
- 10. Oktober: Mary Midgley, britische Philosophin (* 1919)
- 11. Oktober: Paul Andreu, französischer Architekt und Autor (* 1938)
- 11. Oktober: Dieter Kemper, deutscher Radrennfahrer (* 1937)
- 14. Oktober: Eduardo Arroyo, spanischer bildender Künstler (* 1937)
- 14. Oktober: Milena Dravić, jugoslawische bzw. serbische Schauspielerin (* 1940)
- 14. Oktober: Mel Ramos, US-amerikanischer Maler (* 1935)
- 15. Oktober: Paul Allen, US-amerikanischer Unternehmer (* 1953)
- 15. Oktober: Arto Paasilinna, finnischer Schriftsteller (* 1942)
- 16. Oktober: Berthold Leibinger, deutscher Unternehmer und Stifter (* 1930)
- 16. Oktober: Wilfried Scharnagl, deutscher Journalist und Parteifunktionär (* 1938)
- 17. Oktober: Ara Güler, türkischer Fotograf (* 1928)
- 18. Oktober: Abd ar-Rahman Swar ad-Dahab, sudanesischer Präsident (* 1934)
- 18. Oktober: Raúl Marrero, puerto-ricanischer Cantautor (* 1926)
- 19. Oktober: Osamu Shimomura, japanischer Biochemiker und Nobelpreisträger (* 1928)
- 20. Oktober: Wim Kok, niederländischer Politiker und Ministerpräsident (* 1938)
- 21. Oktober: Robert Faurisson, französischer Holocaustleugner (* 1929)
- 23. Oktober: Laetitia Boehm, deutsche Historikerin (* 1930)
- 24. Oktober: Tony Joe White, US-amerikanischer Musiker (* 1943)
- 27. Oktober: Ingo Insterburg, deutscher Musik-Kabarettist (* 1934)
- 30. Oktober: Jin Yong, chinesischer Schriftsteller (* 1924)
- 31. Oktober: Ron Grable, US-amerikanischer Automobilrennfahrer (* 1933)

### November
- 01. November: Theodor Hoffmann, deutscher Admiral und Politiker (* 1935)
- 02. November: Roy Hargrove, US-amerikanischer Jazzmusiker (* 1969)
- 04. November: Kateryna Handsjuk, ukrainische Bürgerrechtsaktivistin (* 1985)
- 07. November: Francis Lai, französischer Komponist (* 1932)
- 12. November: Gary Belcher, US-amerikanischer Automobilrennfahrer (* 1940)
- 12. November: Stan Lee, US-amerikanischer Comicautor (* 1922)
- 14. November: Morten Grunwald, dänischer Schauspieler (* 1934)
- 14. November: Rolf Hoppe, deutscher Schauspieler (* 1930)
- 14. November: Fernando del Paso, mexikanischer Schriftsteller (* 1935)
- 14. November: Mario Suárez, venezolanischer Sänger (* 1926)
- 16. November: William Goldman, US-amerikanischer Drehbuchautor und Schriftsteller (* 1931)
- 17. November: Eduard Alexandrowitsch von Falz-Fein, liechtensteinischer Unternehmer, Journalist und Sportfunktionär (* 1912)
- 20. November: Aaron Klug, britischer Biochemiker und Nobelpreisträger (* 1926)
- 23. November: Nicolas Roeg, britischer Filmregisseur (* 1928)
- 26. November: Bernardo Bertolucci, italienischer Filmregisseur (* 1941)
- 26. November: Stephen Hillenburg, US-amerikanischer Comiczeichner und -autor (* 1961)
- 26. November: Leo Schwarz, deutscher Weihbischof (* 1931)
- 28. November: Robert Morris, US-amerikanischer bildender Künstler (* 1931)
- 28. November: Klaus-Dieter Schotte, deutscher Physiker (* 1938)
- 30. November: George H. W. Bush, 41. Präsident der Vereinigten Staaten (* 1924)
- 30. November: Dagobert Lindlau, deutscher Journalist und Schriftsteller (* 1930)

### Dezember
- 01. Dezember: Ken Berry, US-amerikanischer Schauspieler (* 1933)
- 01. Dezember: Stefanie Tücking, deutsche Moderatorin (* 1962)
- 03. Dezember: Markus Beyer, deutscher Boxer (* 1971)
- 03. Dezember: Albert Frère, belgischer Unternehmer (* 1926)
- 07. Dezember: Belisario Betancur, kolumbianischer Politiker und Staatspräsident (* 1923)
- 08. Dezember: Ljudmila Alexejewa, sowjetische und russische Bürgerrechtlerin (* 1927)
- 09. Dezember: Riccardo Giacconi, italienisch-amerikanischer Astrophysiker und Nobelpreisträger (* 1931)
- 10. Dezember: Robert Spaemann, deutscher Philosoph (* 1927)
- 12. Dezember: Wilhelm Genazino, deutscher Schriftsteller (* 1943)
- 13. Dezember: Nancy Wilson, US-amerikanische Jazz-Sängerin (* 1937)
- 14. Dezember: Horst Herold, deutscher Kriminalist (* 1923)
- 15. Dezember: Girma Wolde-Giorgis, Präsident von Äthiopien (* 1924)
- 17. Dezember: Penny Marshall, US-amerikanische Filmschauspielerin und -regisseurin (* 1943)
- 19. Dezember: Norman Gimbel, US-amerikanischer Liedtexter (* 1927)
- 20. Dezember: F. W. Bernstein, deutscher Karikaturist und Satiriker (* 1938)
- 22. Dezember: Paddy Ashdown, britischer Politiker (* 1941)
- 22. Dezember: Jean Bourgain, belgischer Mathematiker (* 1954)
- 22. Dezember: Alfred Mechtersheimer, deutscher Politiker und Publizist (* 1939)
- 25. Dezember: Nancy Roman, US-amerikanische Astronomin (* 1925)
- 26. Dezember: Roy Jay Glauber, US-amerikanischer Physiker und Nobelpreisträger (* 1925)
- 27. Dezember: Hans A. Nikel, deutscher Verleger (* 1930)
- 28. Dezember: Umberto Marzotto, italienischer Adeliger, Unternehmer und Automobilrennfahrer (* 1926)
- 28. Dezember: Amos Oz, israelischer Schriftsteller (* 1939)
- 28. Dezember: Shehu Shagari, nigerianischer Politiker (* 1925)
- 30. Dezember: Edgar Hilsenrath, deutscher Schriftsteller (* 1926)
- 30. Dezember: Mrinal Sen, indischer Filmregisseur (* 1923)

### Galerie der Verstorbenen

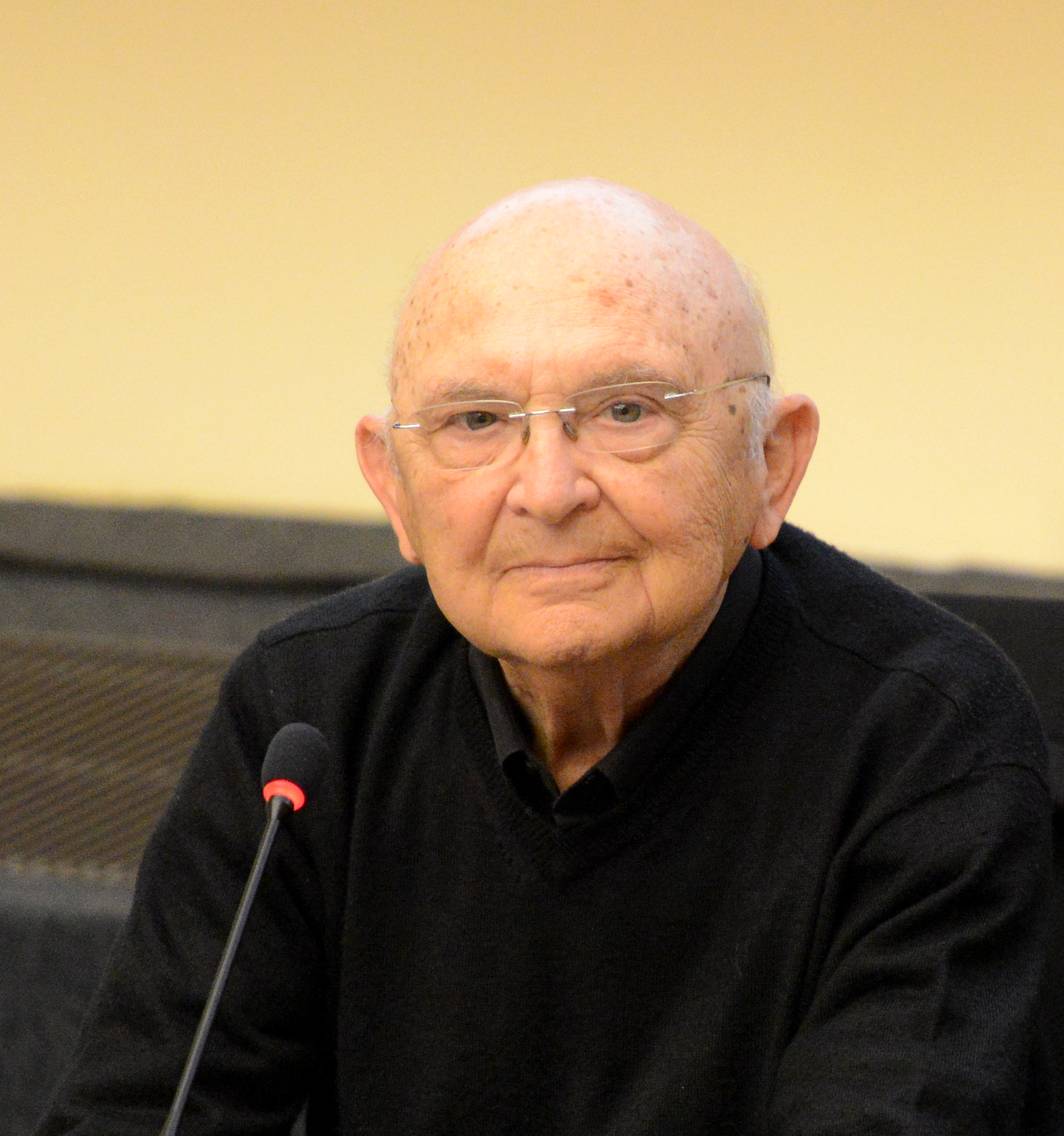
4. Januar: Aharon Appelfeld (2014)
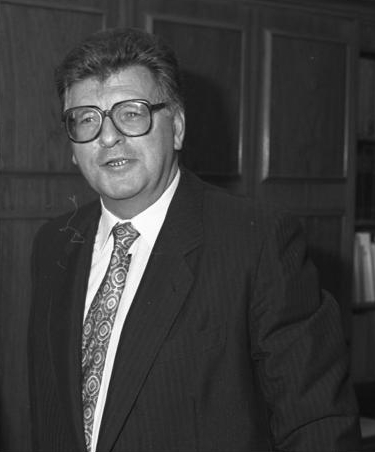
4. Januar: Philipp Jenninger (1987)
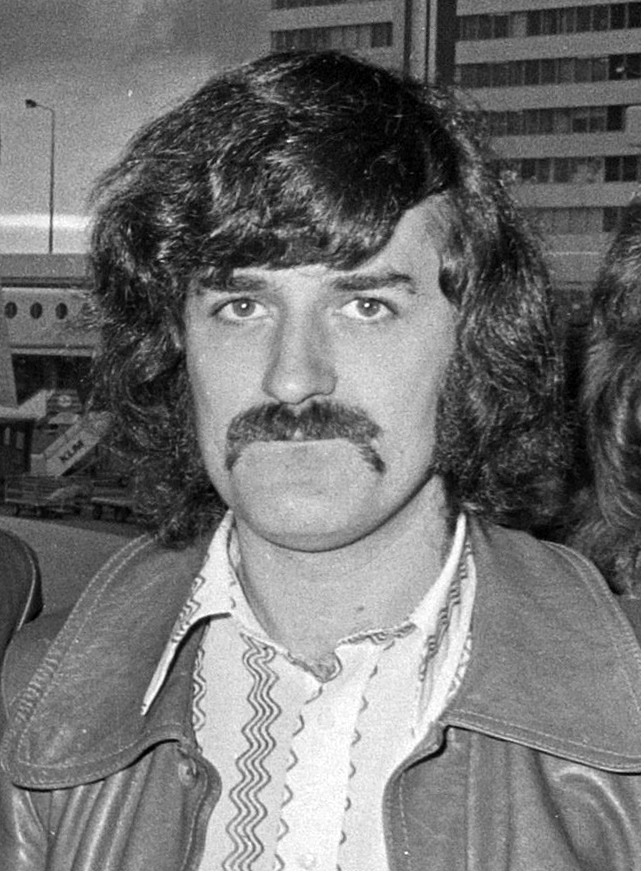
4. Januar: Ray Thomas (1970)
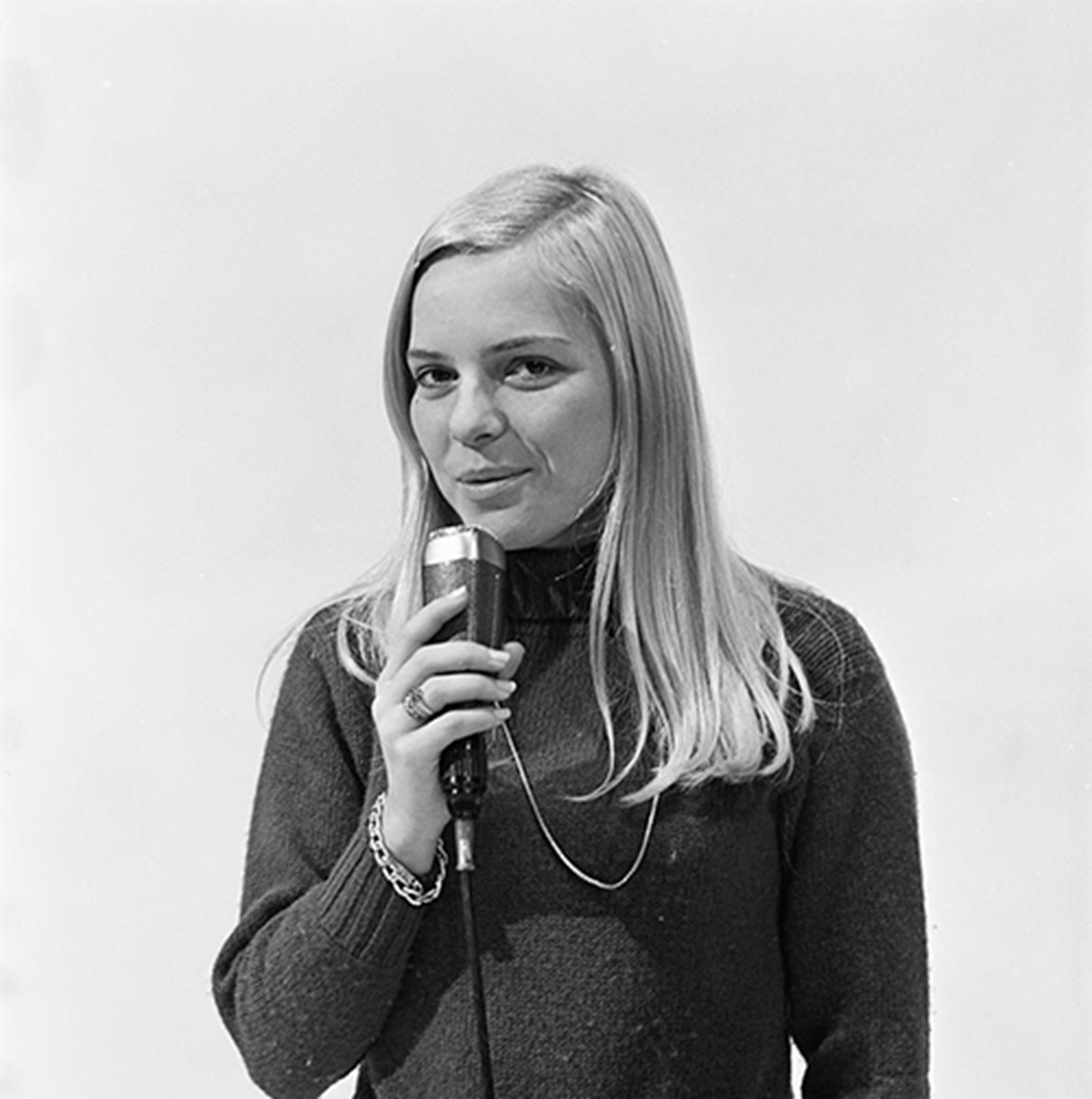
7. Januar: France Gall (1968)
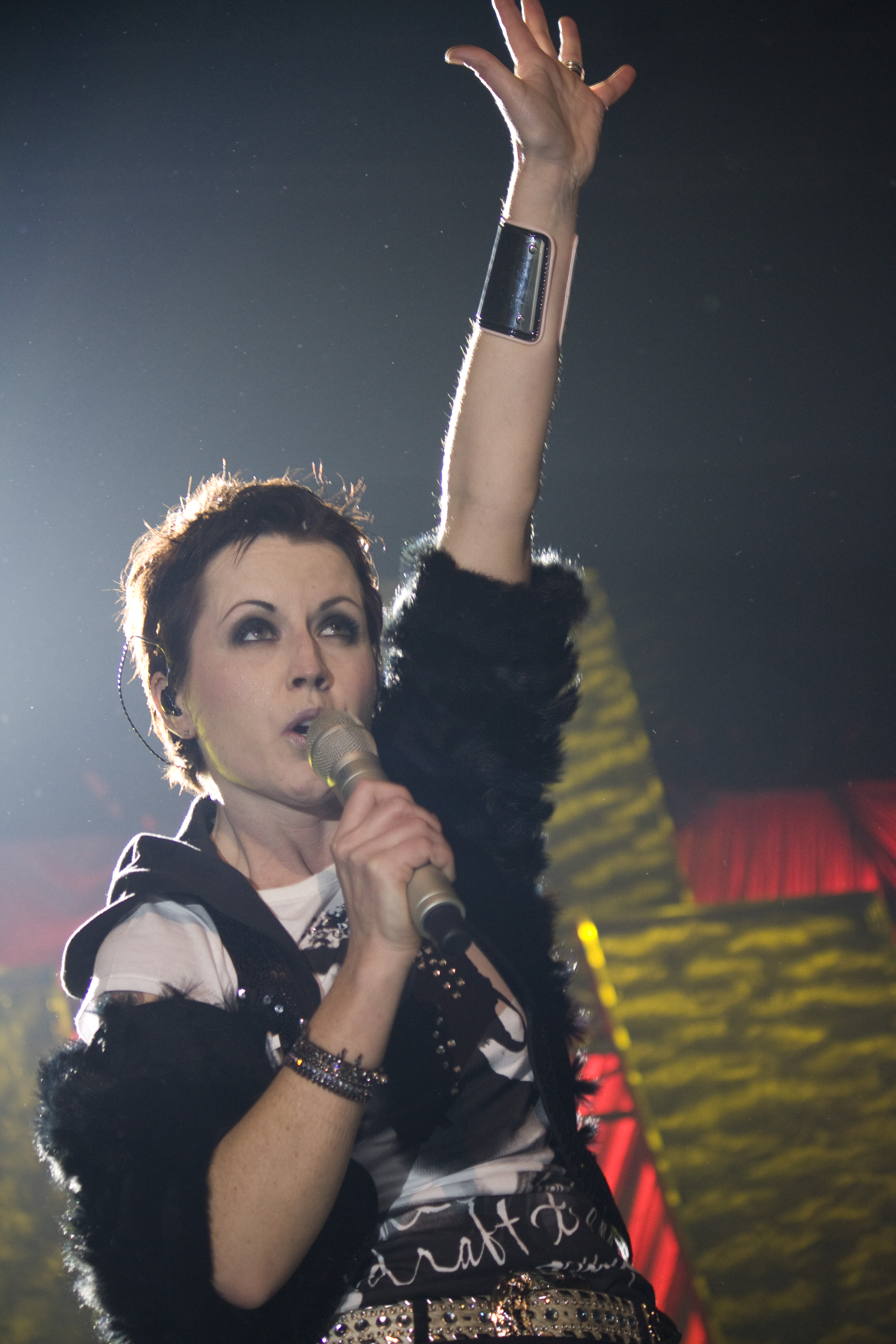
15. Januar: Dolores O’Riordan (2010)
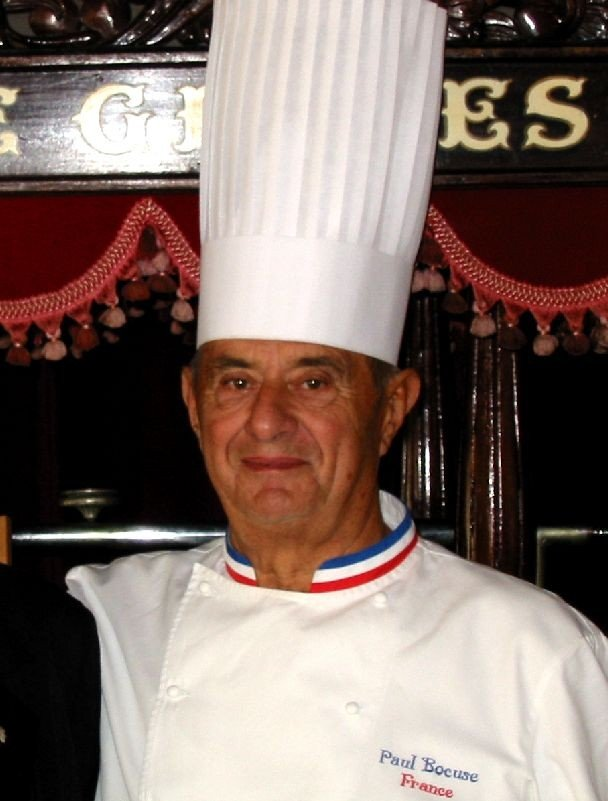
20. Januar: Paul Bocuse
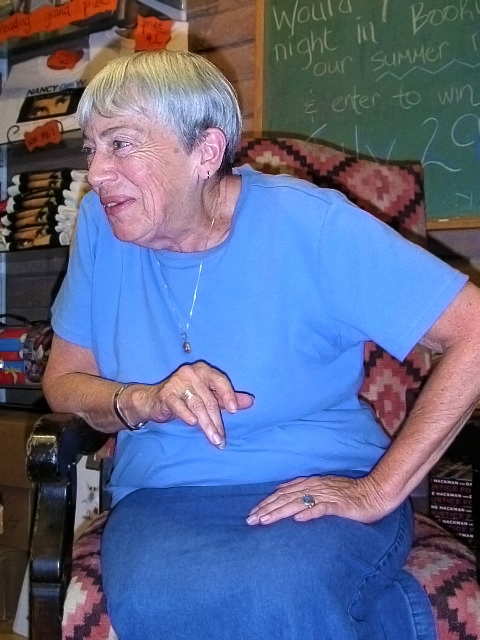
22. Januar: Ursula K. Le Guin (2004)
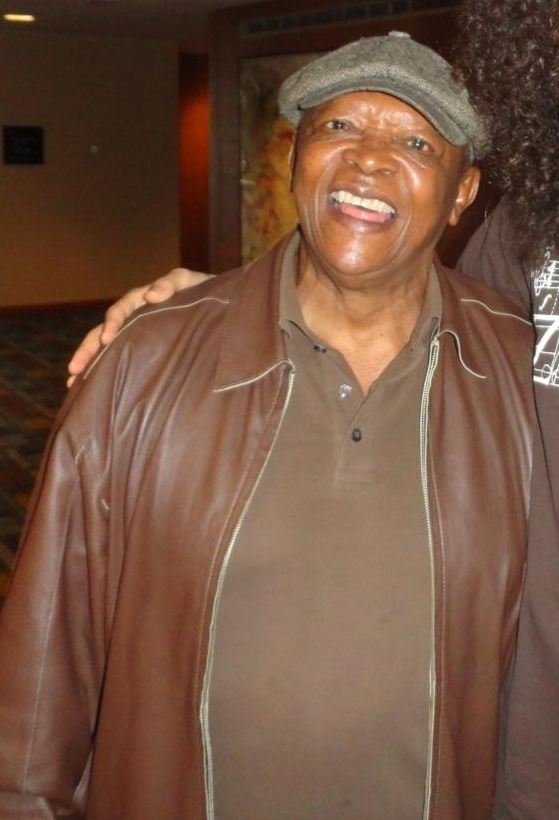
23. Januar: Hugh Masekela (2013)
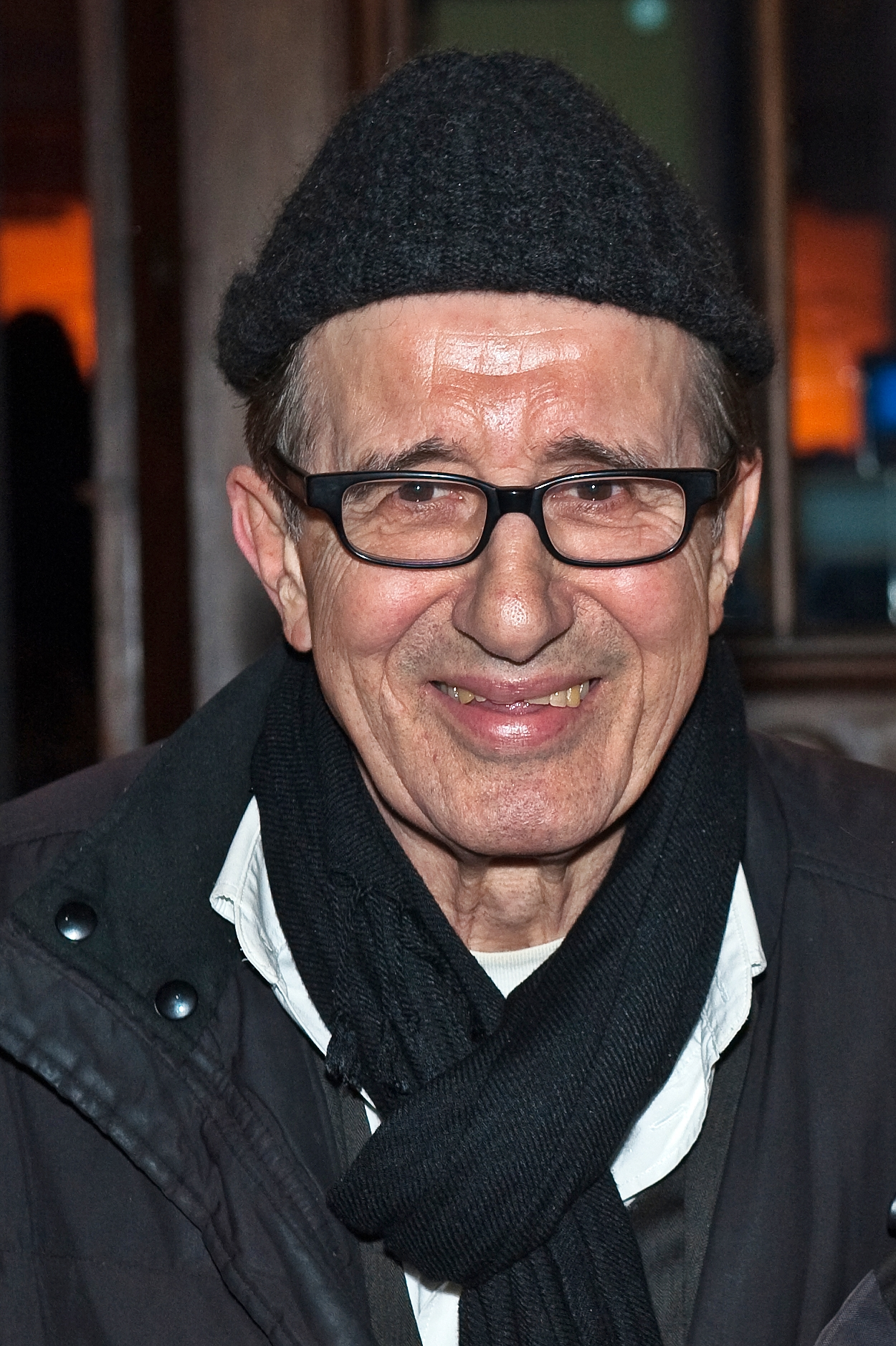
3. Februar: Rolf Zacher (2010)
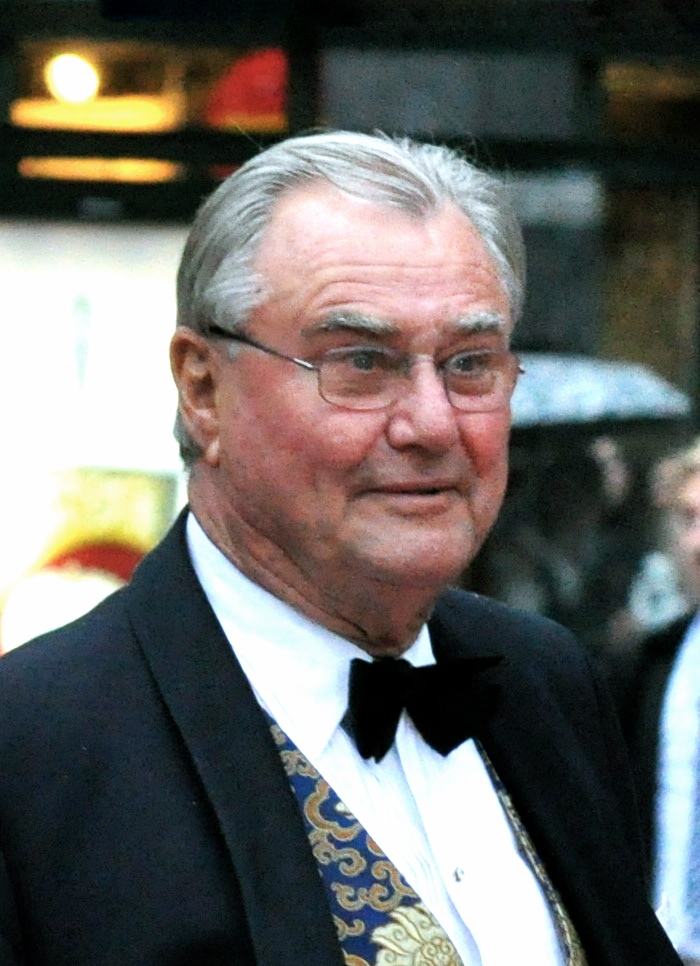
13. Februar: Prinz Henrik von Dänemark (2010)
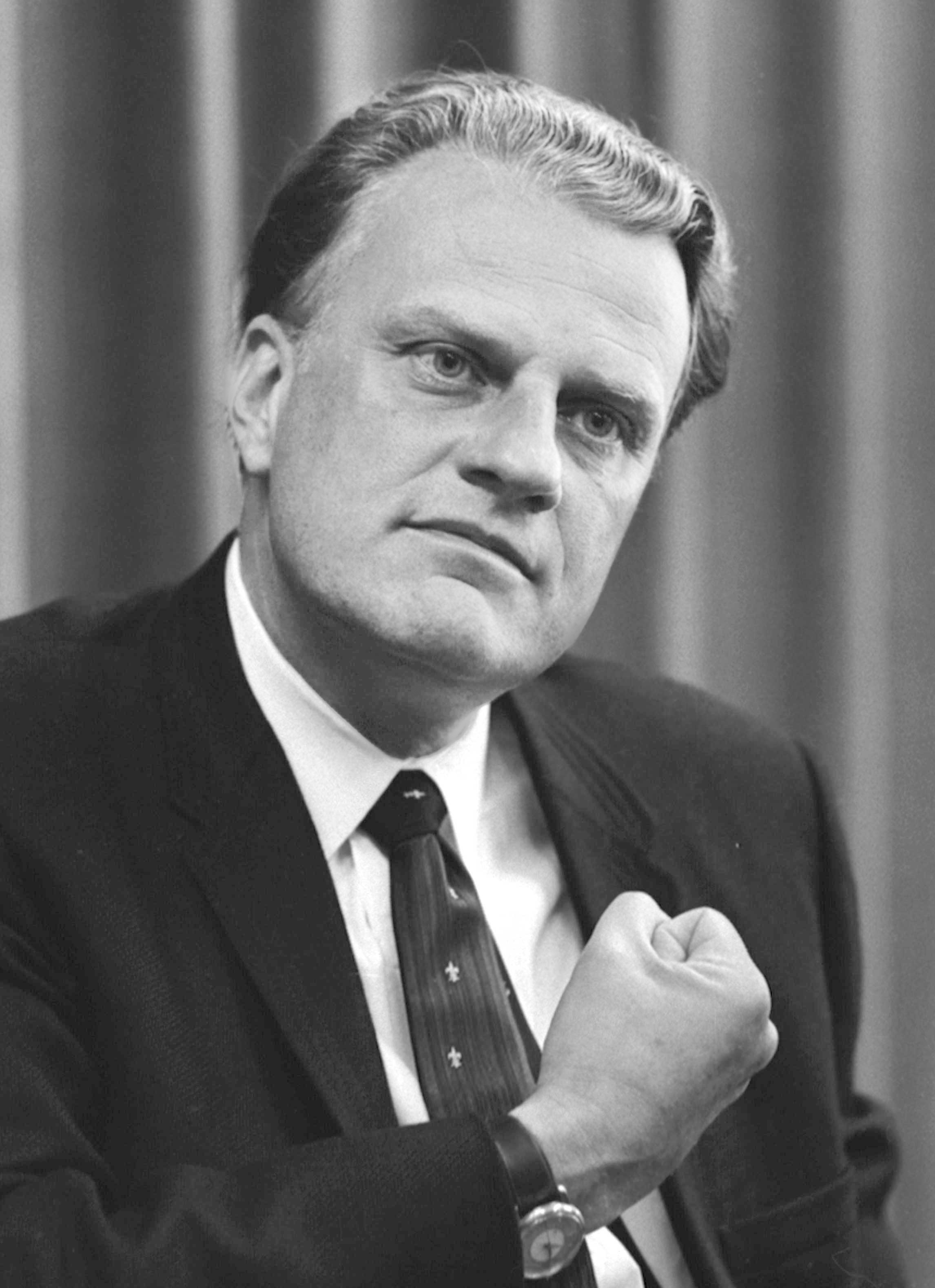
21. Februar: Billy Graham (1966)
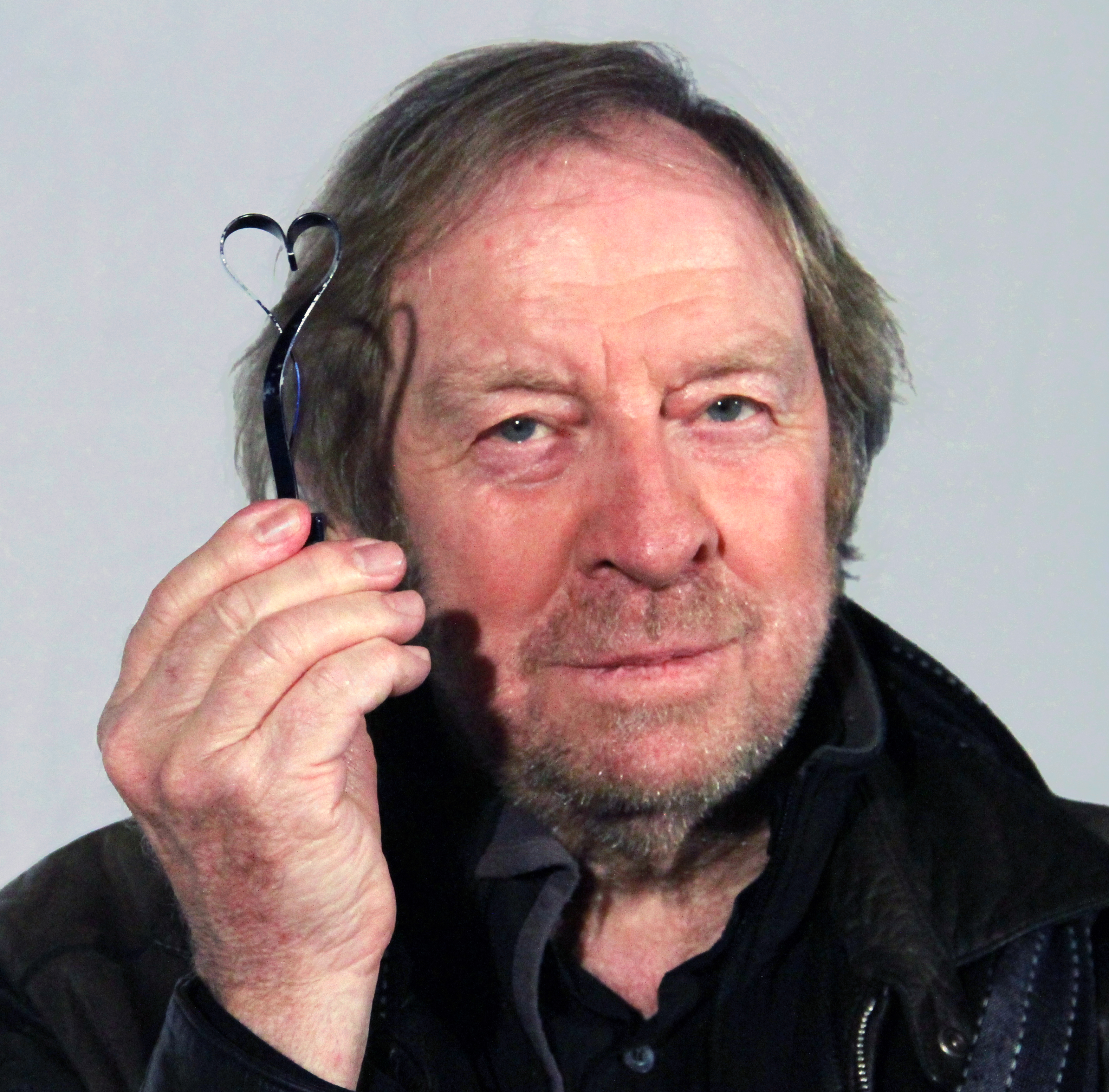
21. Februar: Ulrich Pleitgen (2015)
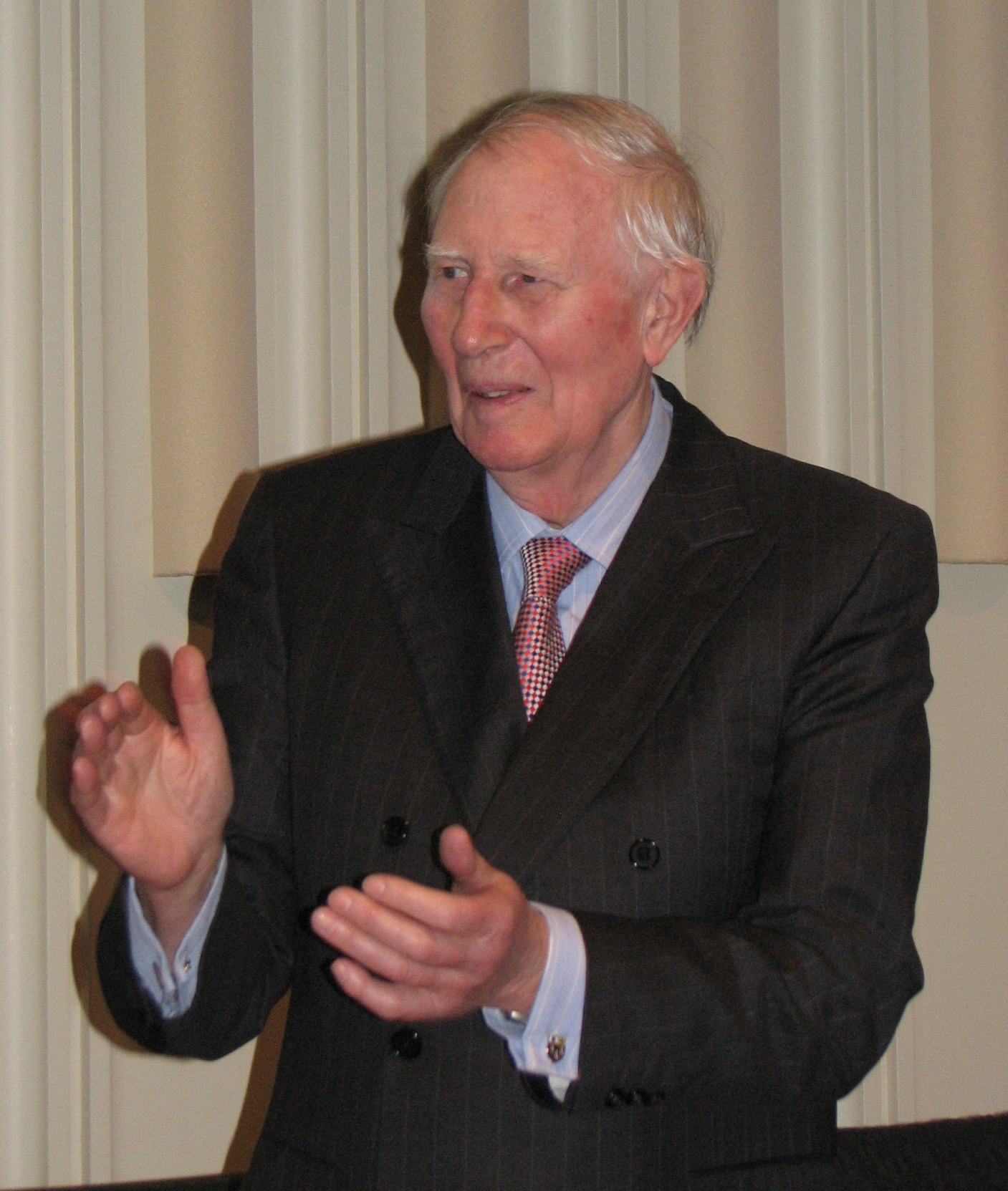
3. März: Roger Bannister (2009)
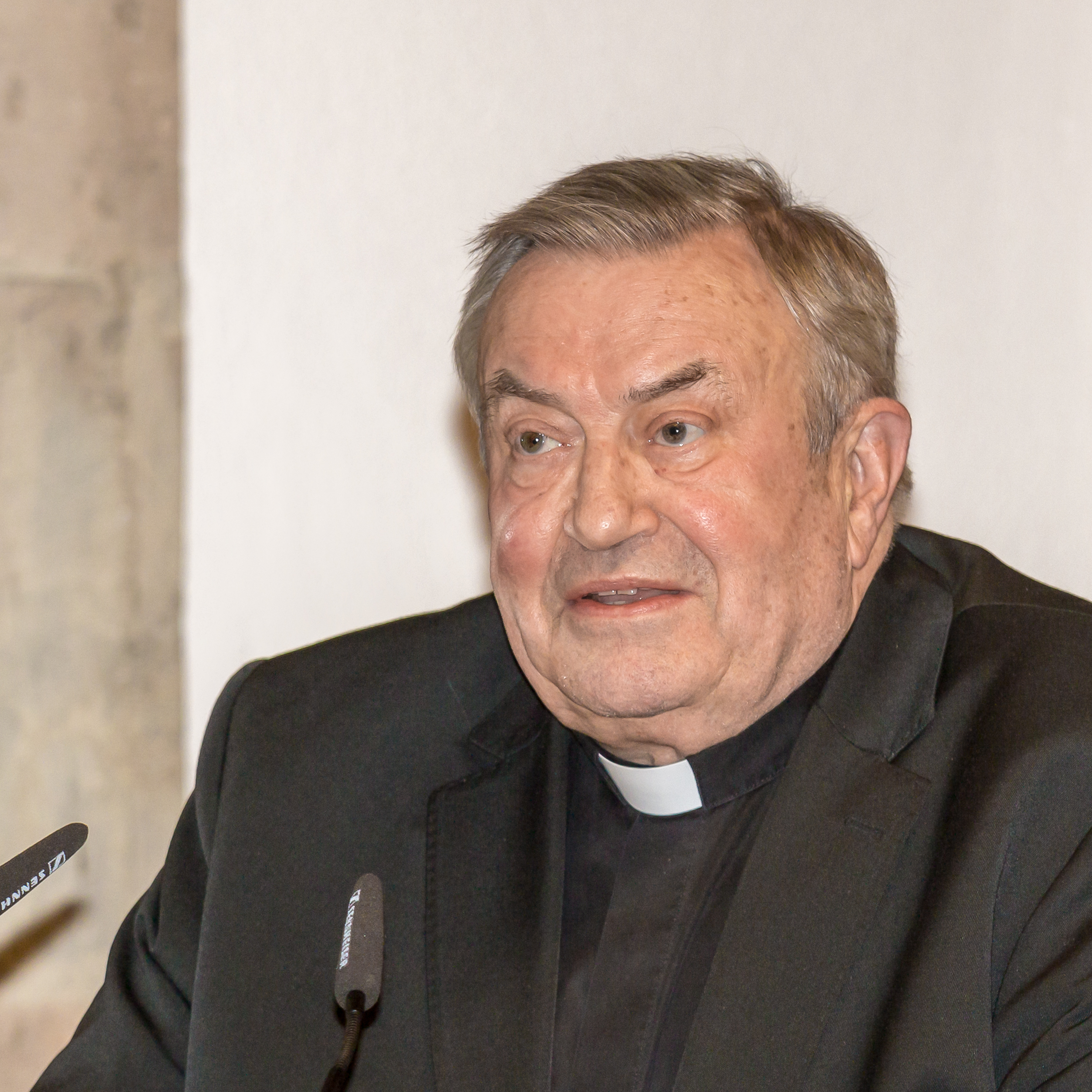
11. März: Karl Lehmann (2014)
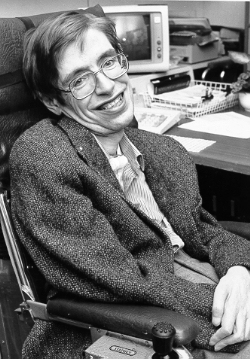
14. März: Stephen Hawking
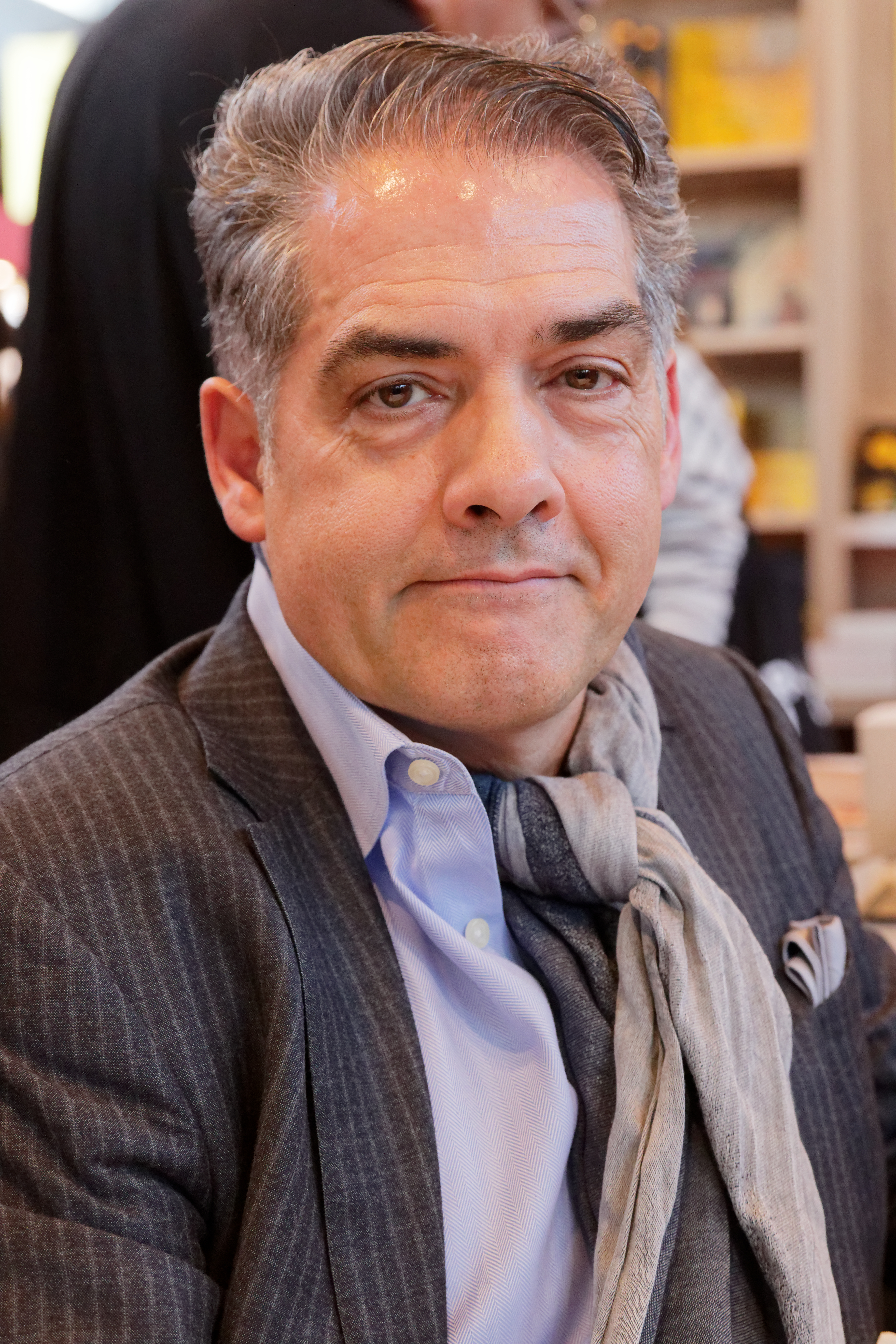
23. März: Philip Kerr (2017)
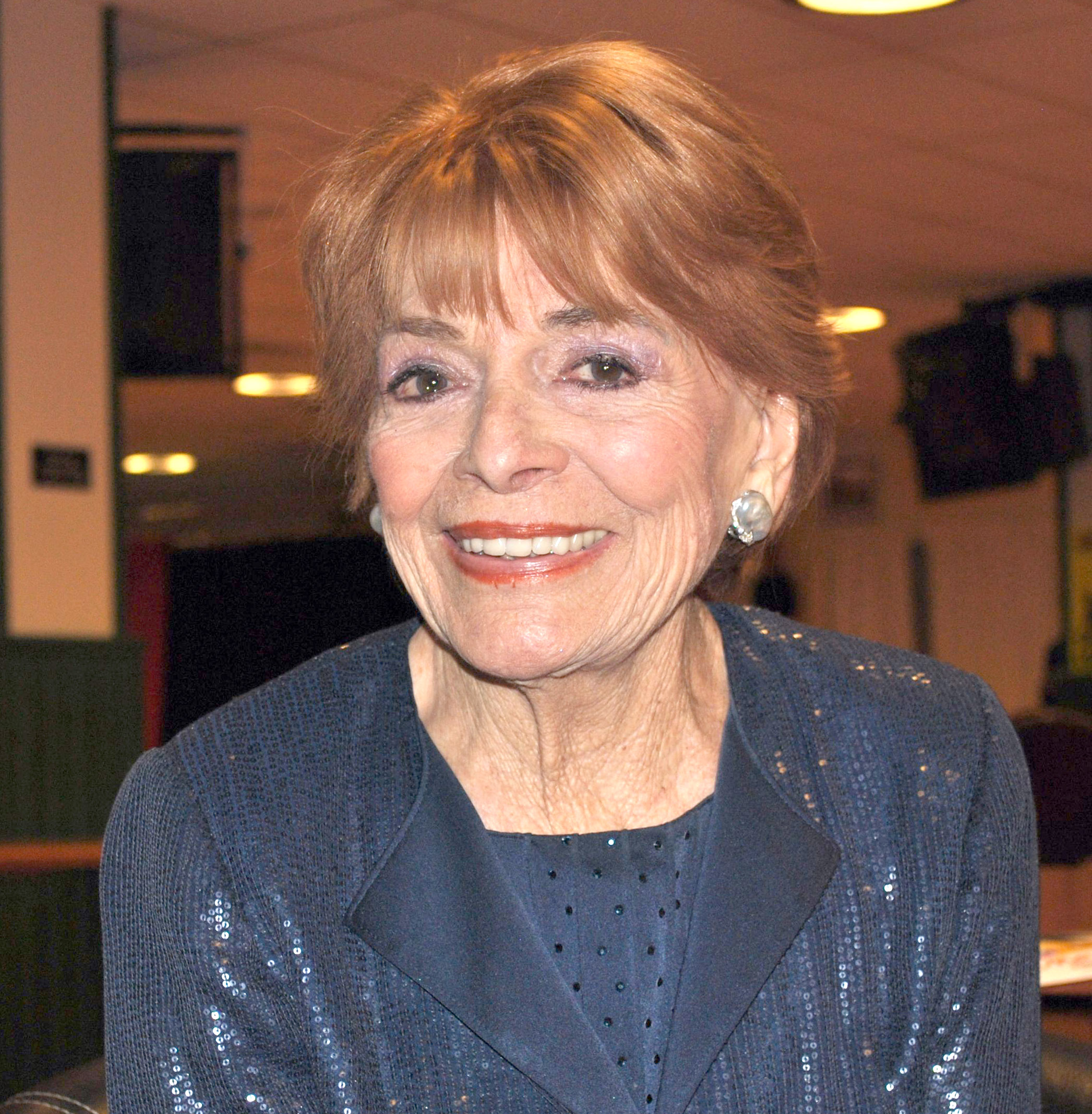
24. März: Lys Assia (2012)
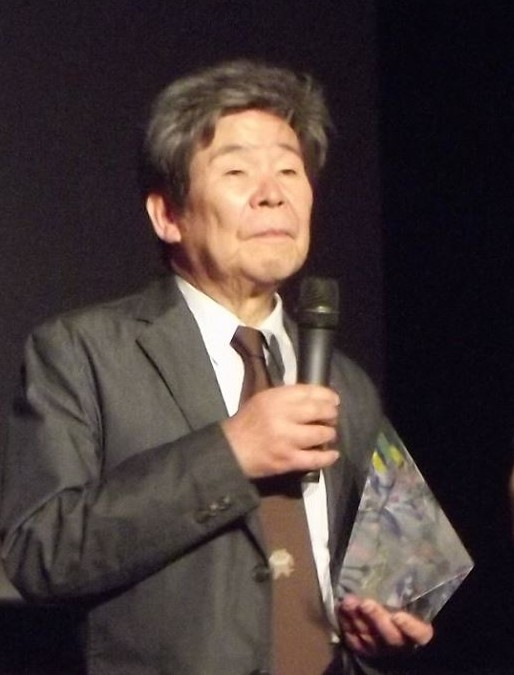
5. April: Isao Takahata (2014)
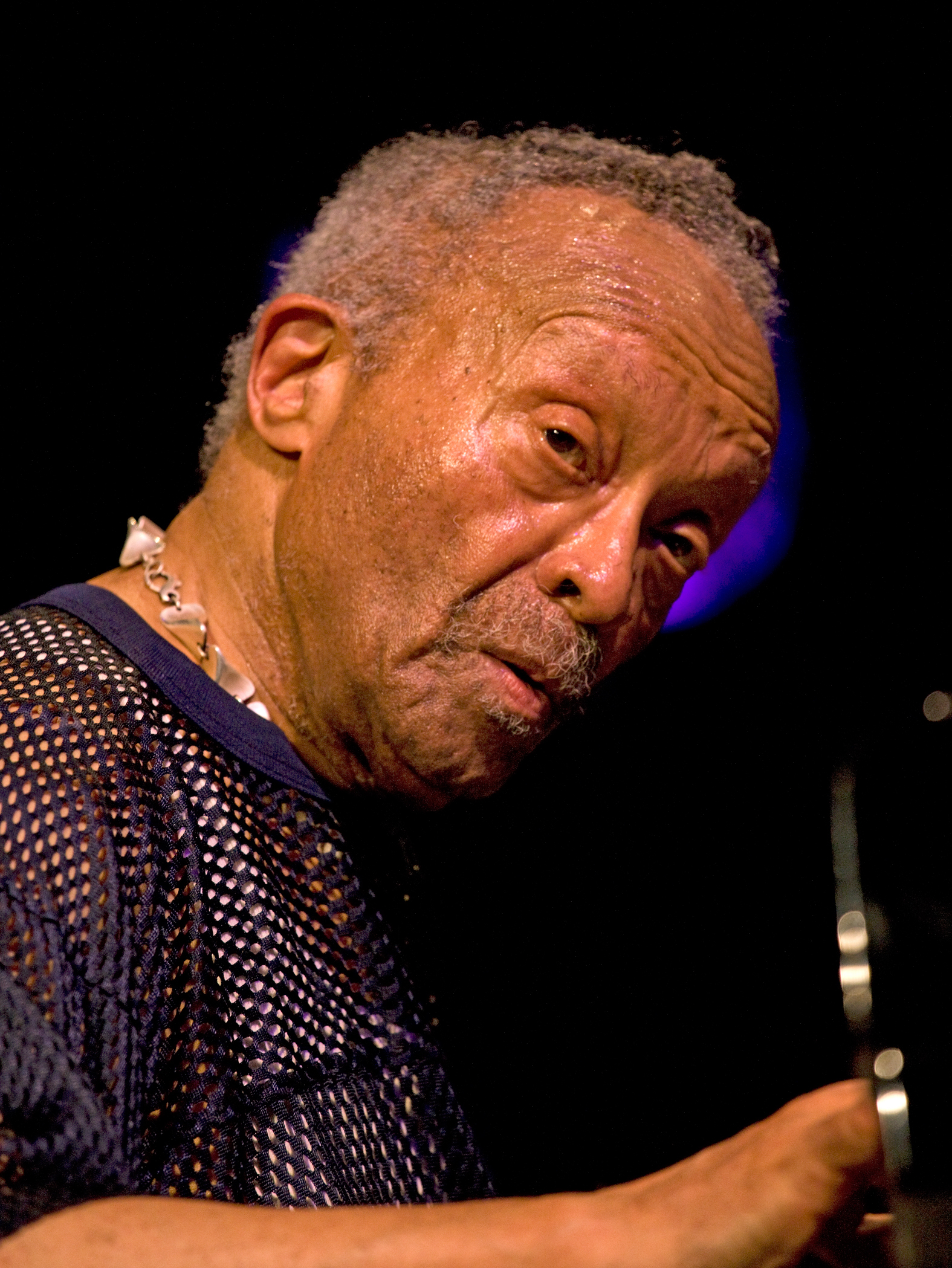
5. April: Cecil Taylor (2008)
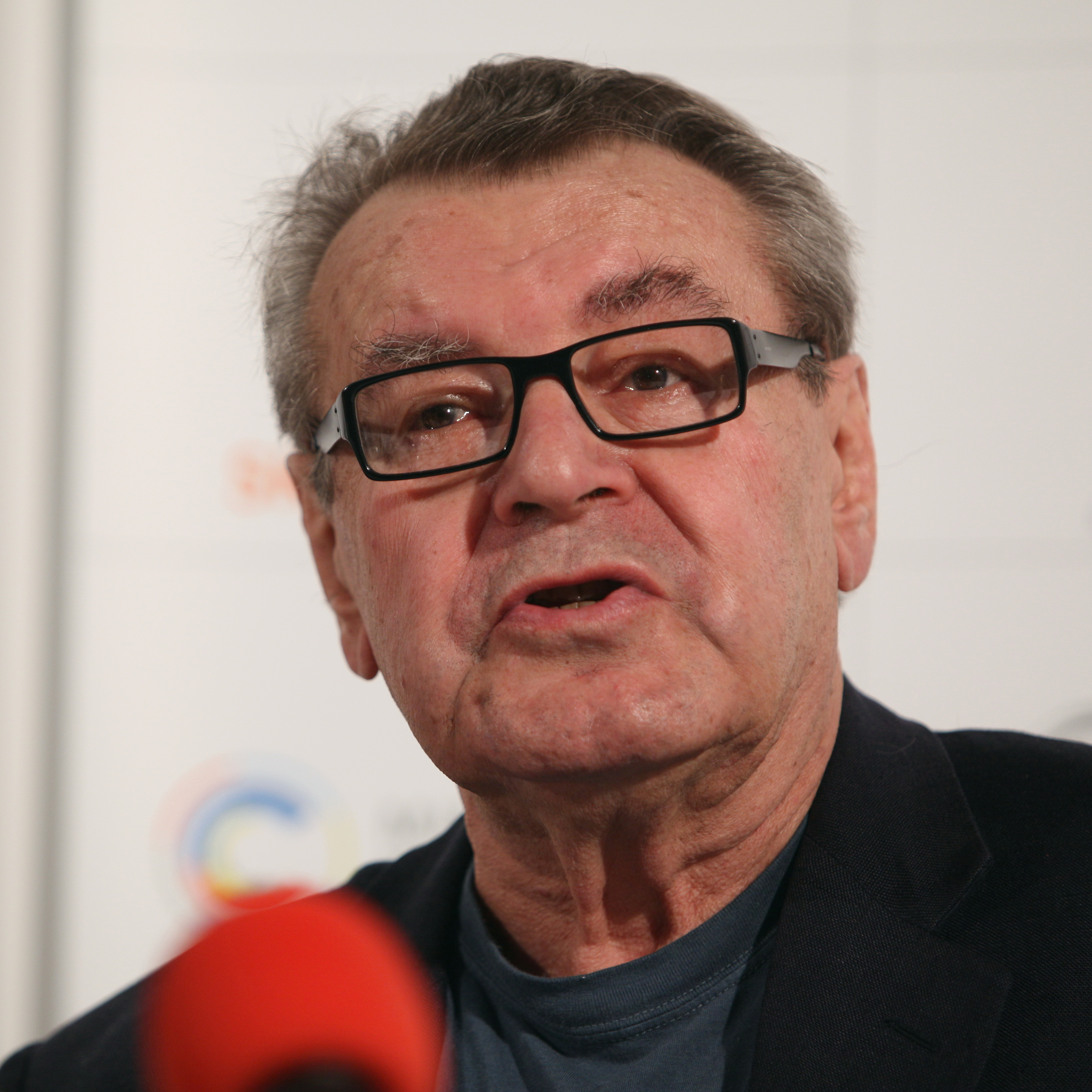
13. April: Miloš Forman (2009)
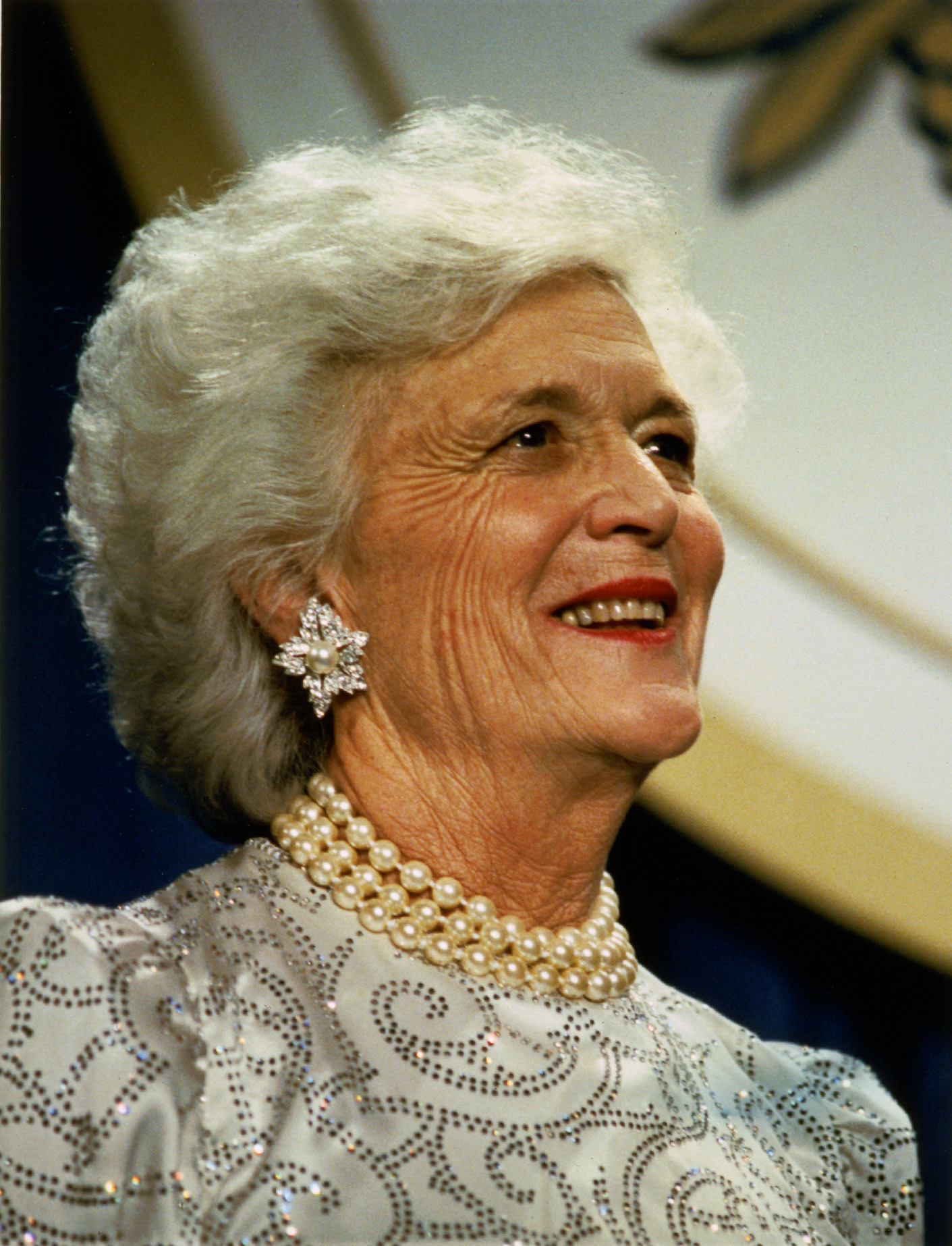
17. April: Barbara Bush (1989)
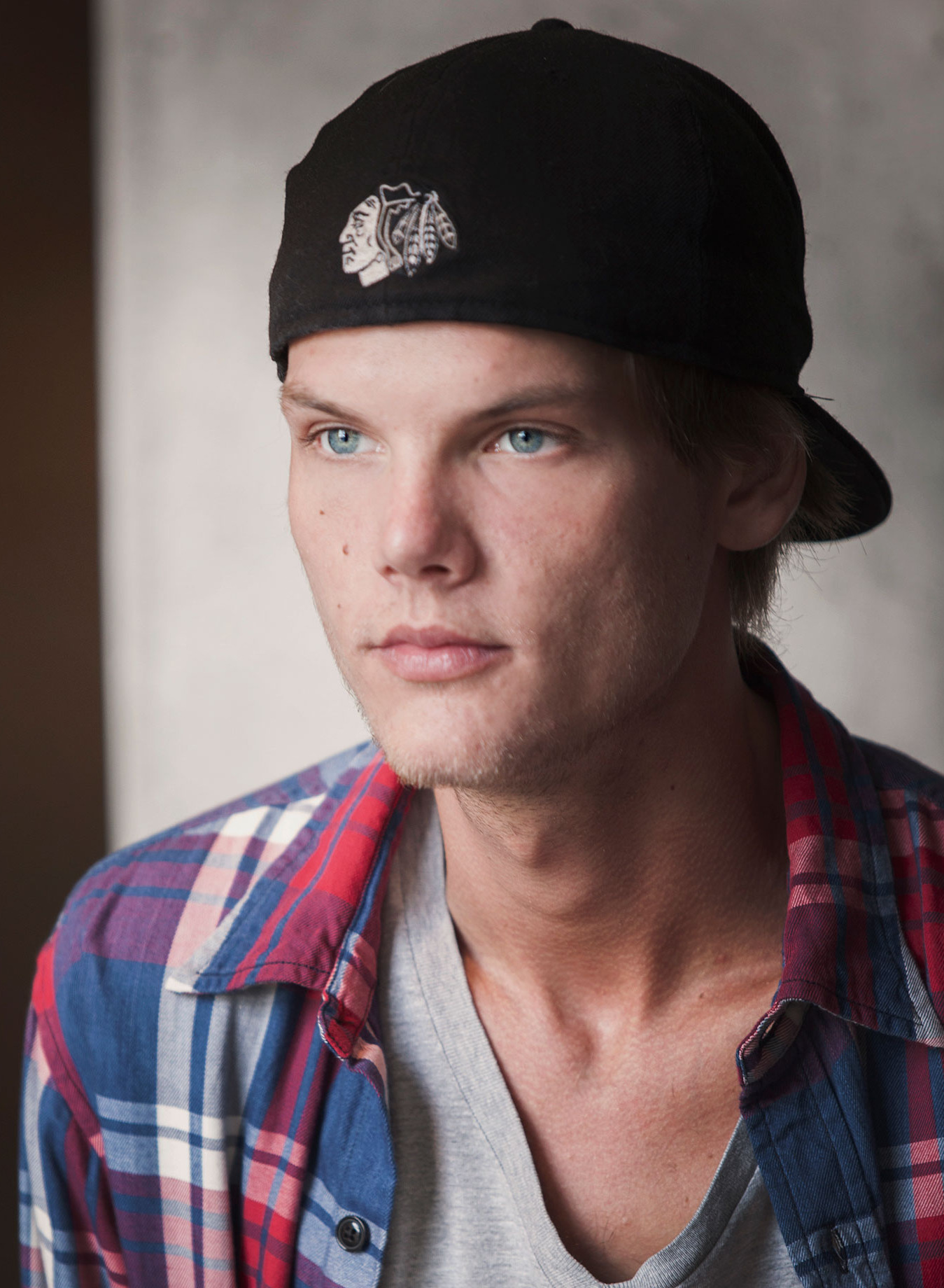
20. April: Avicii (2014)
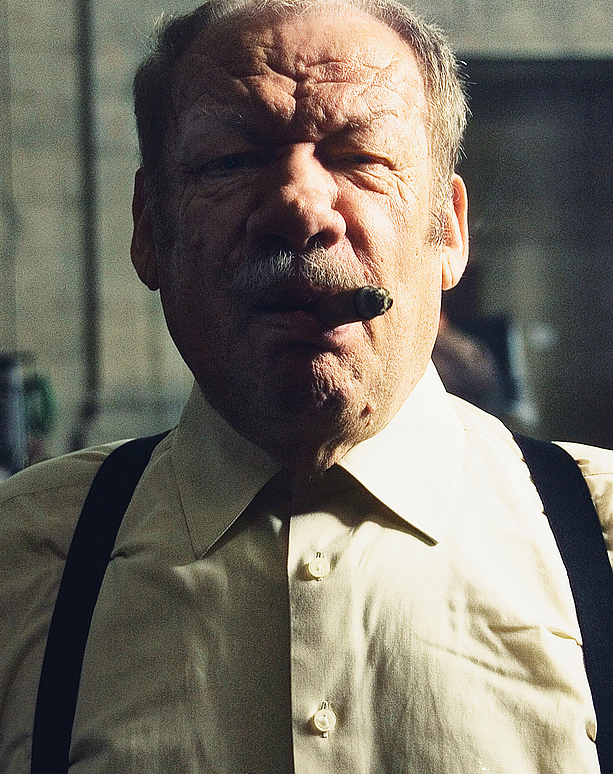
2. Mai: Wolfgang Völz (2011)
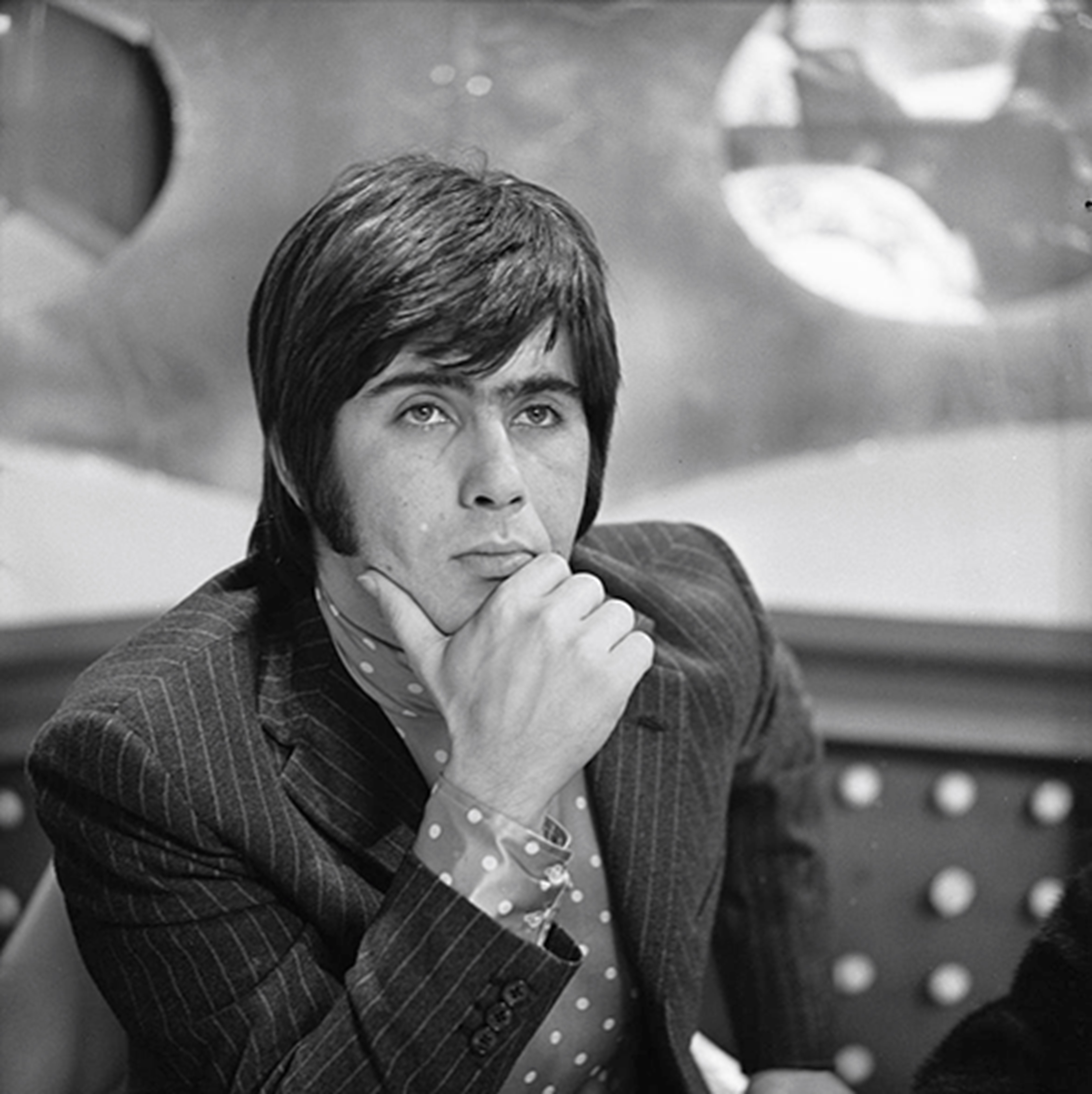
4. Mai: Abi Ofarim (1968)
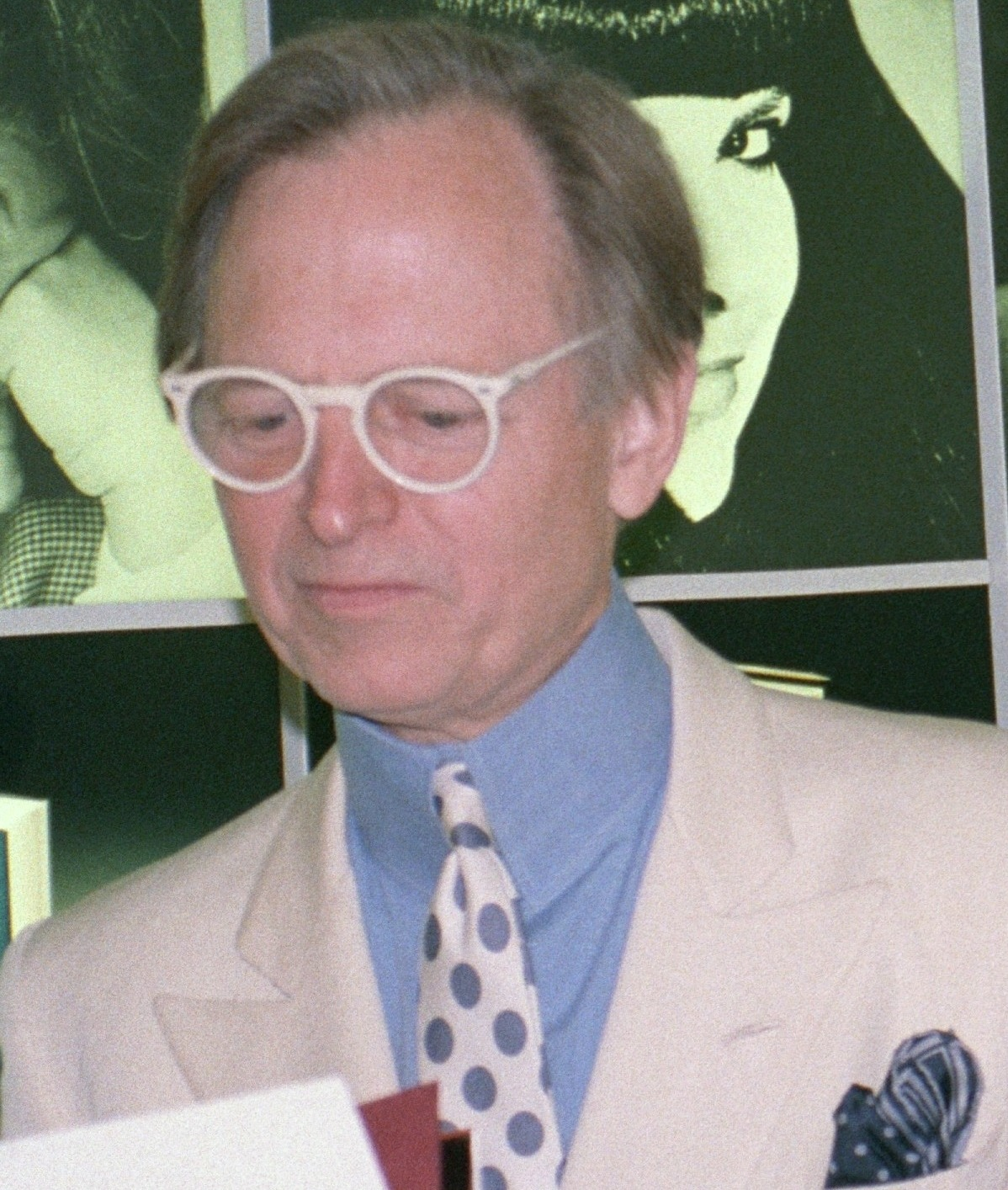
14. Mai: Tom Wolfe (1988)
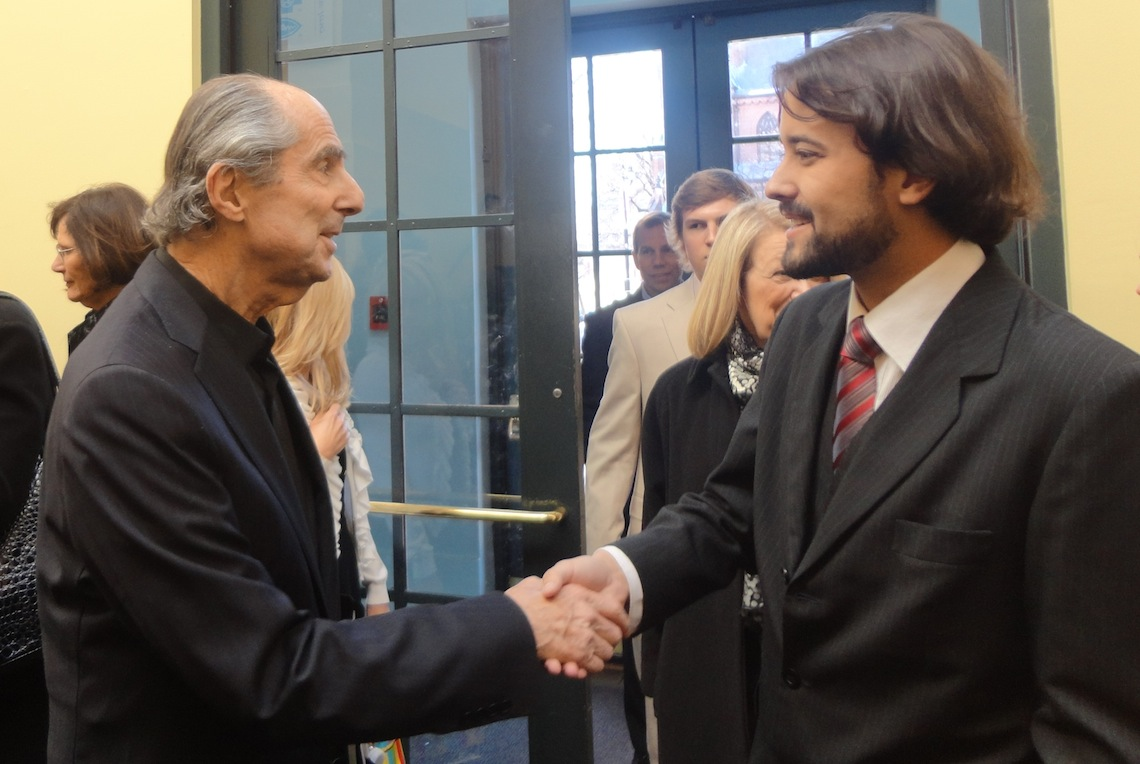
22. Mai: Philip Roth (links; 2013)
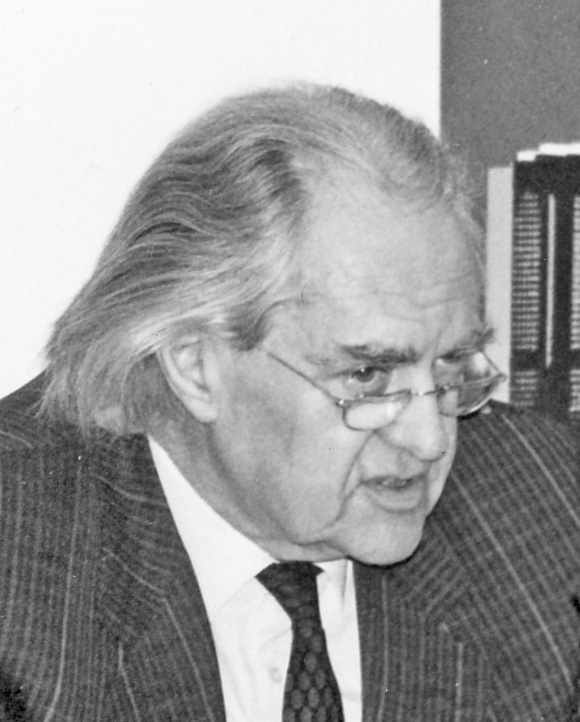
1. Juni: Hilmar Hoffmann (1989)
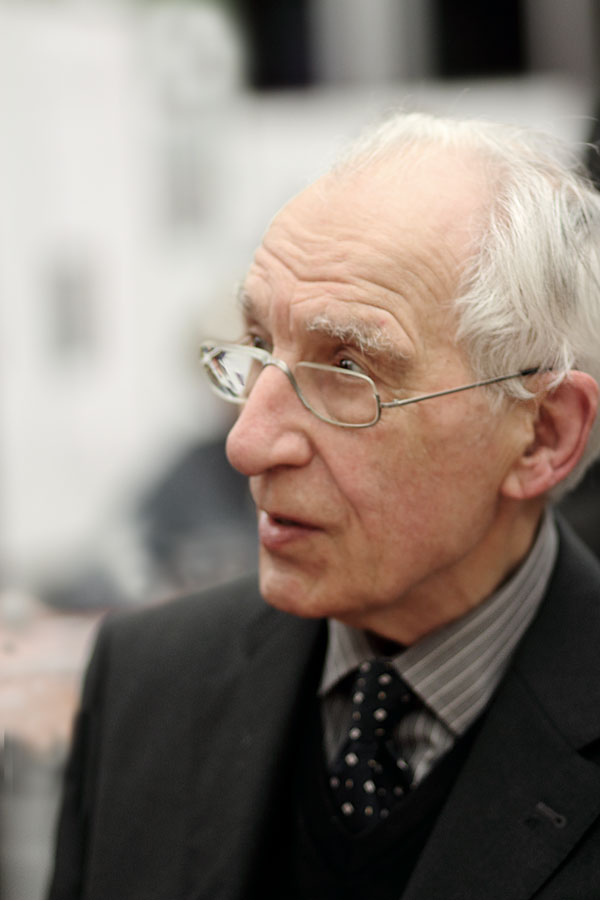
15. Juni: Dieter Wellershoff (2013)
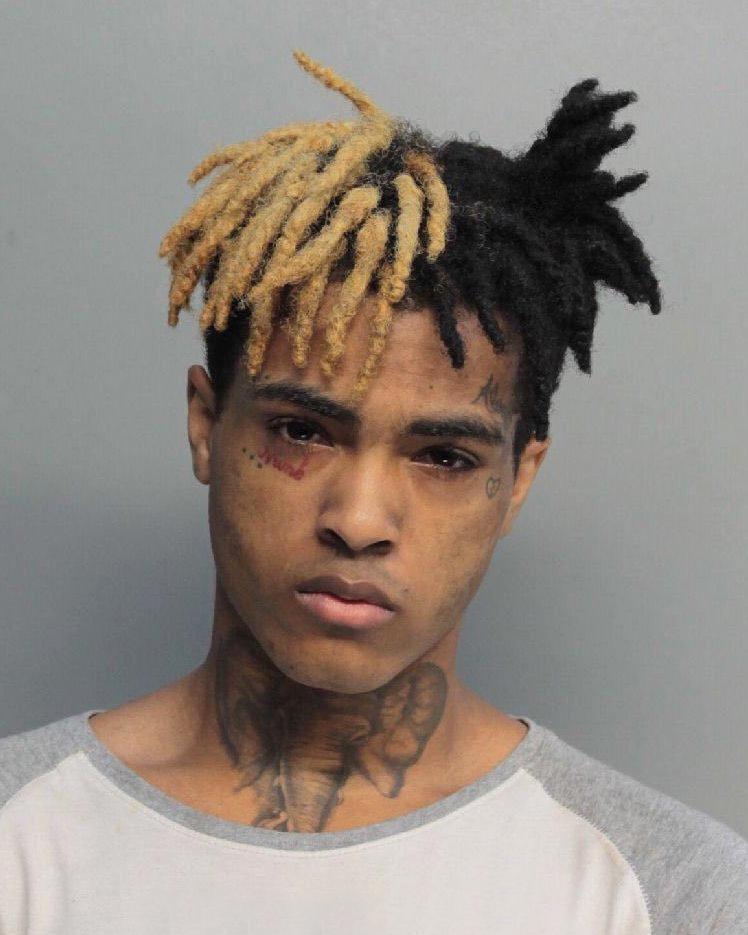
18. Juni: XXXTentacion (2016)
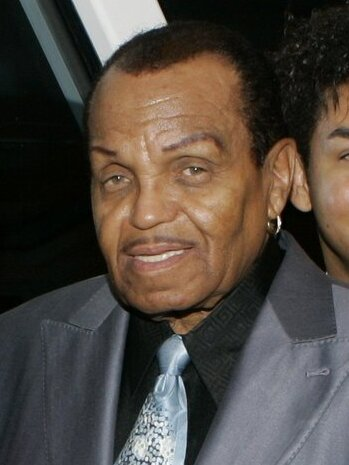
27. Juni: Joseph Jackson (2007)
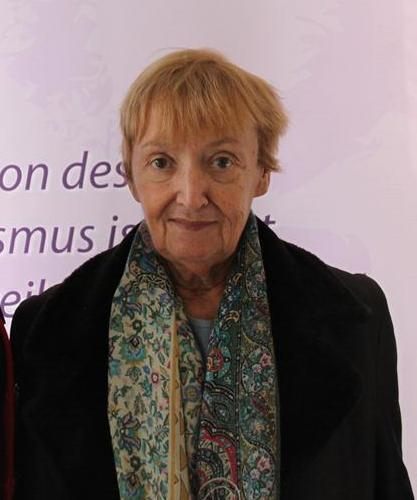
28. Juni: Christine Nöstlinger (2012)
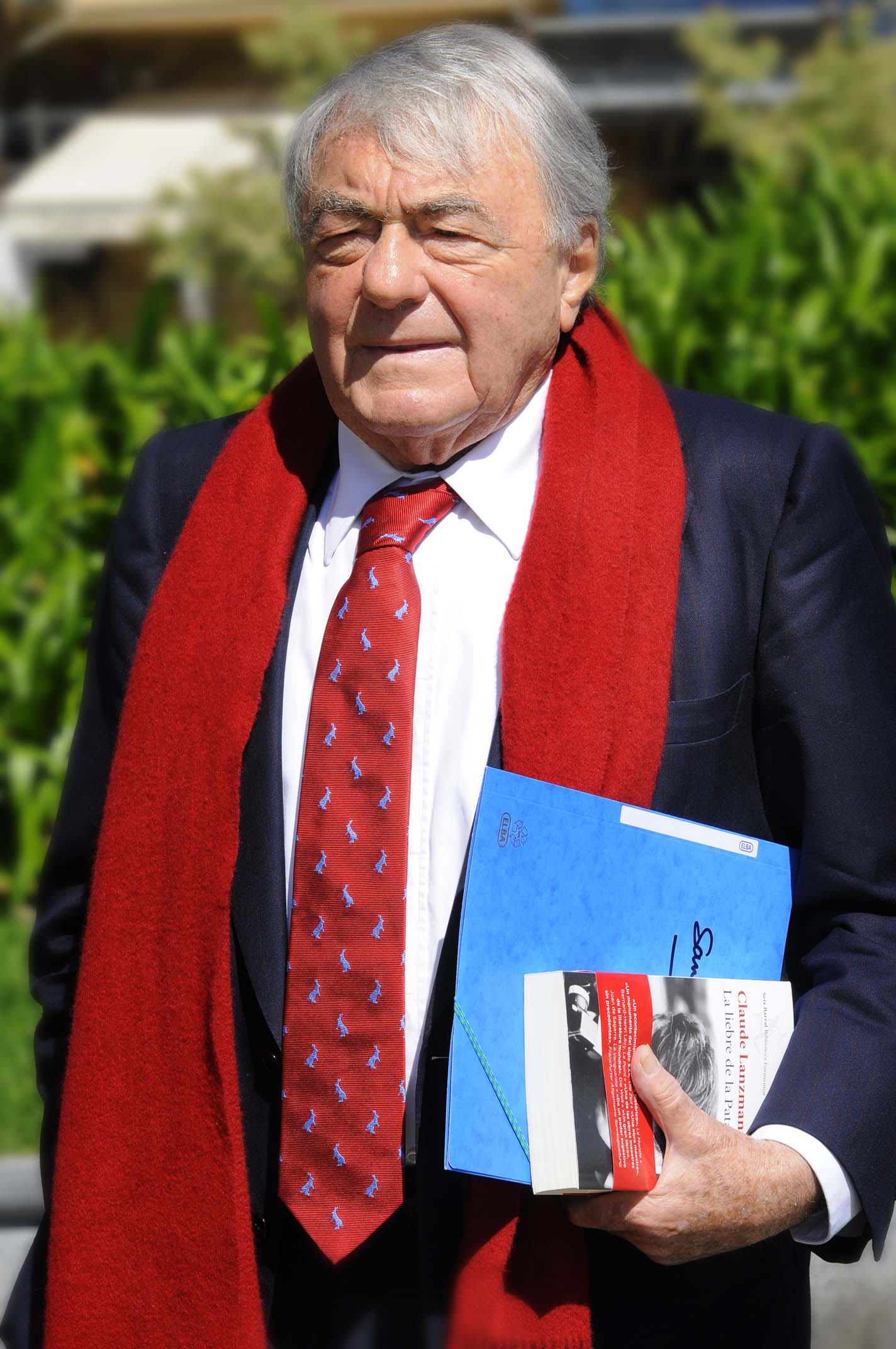
5. Juli: Claude Lanzmann (2011)
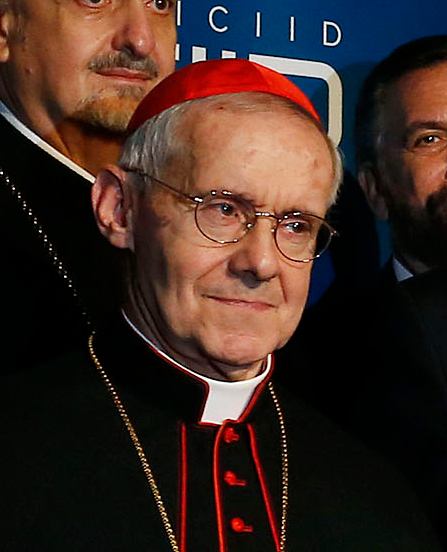
5. Juli: Jean-Louis Tauran (2012)
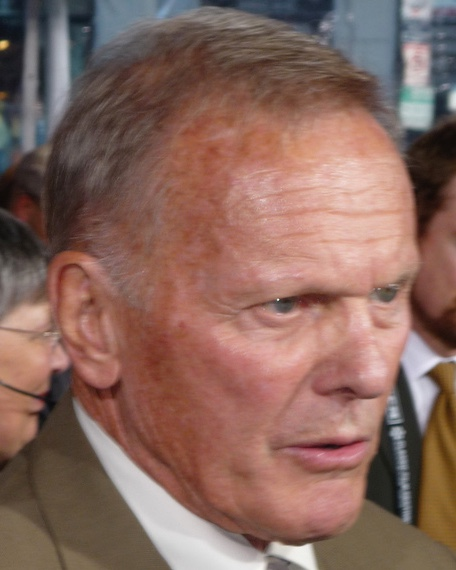
8. Juli: Tab Hunter (2010)
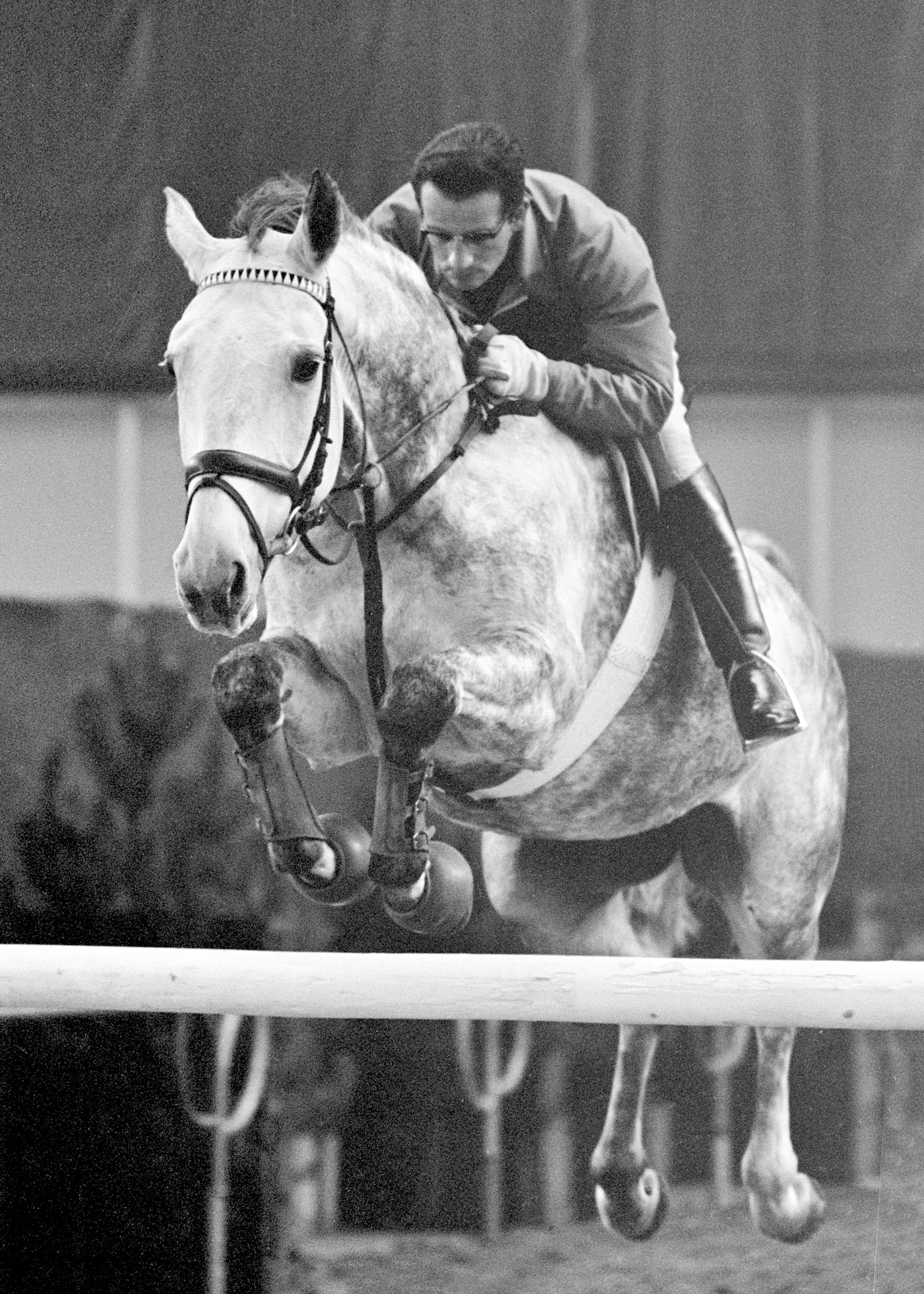
9. Juli: Hans Günter Winkler (1966)
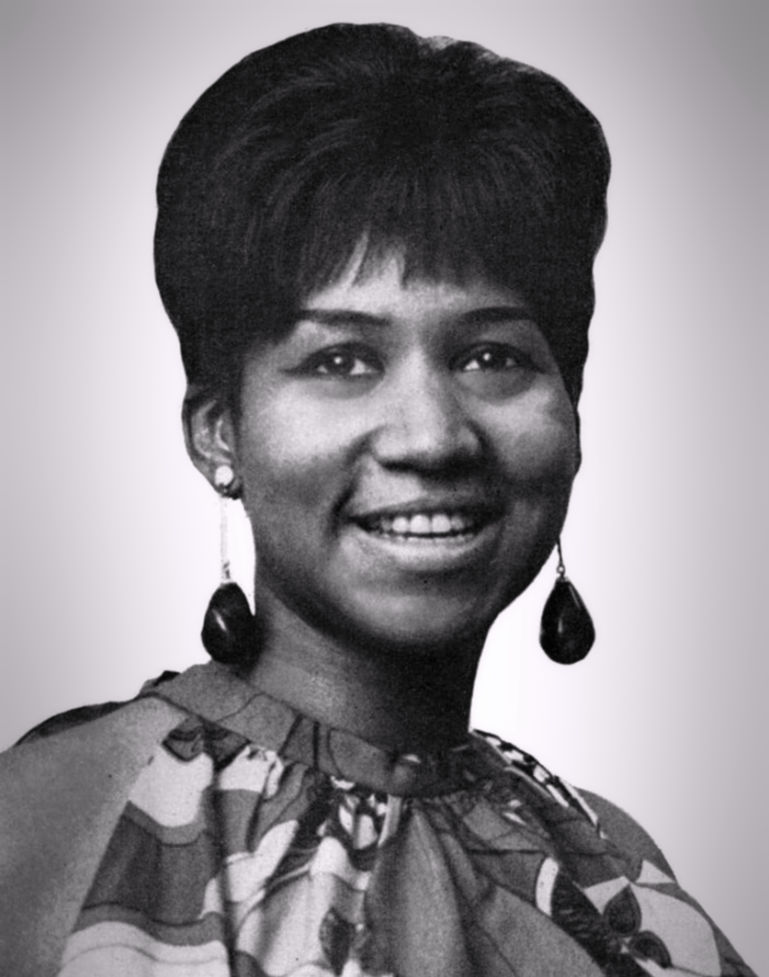
16. August: Aretha Franklin (1967)
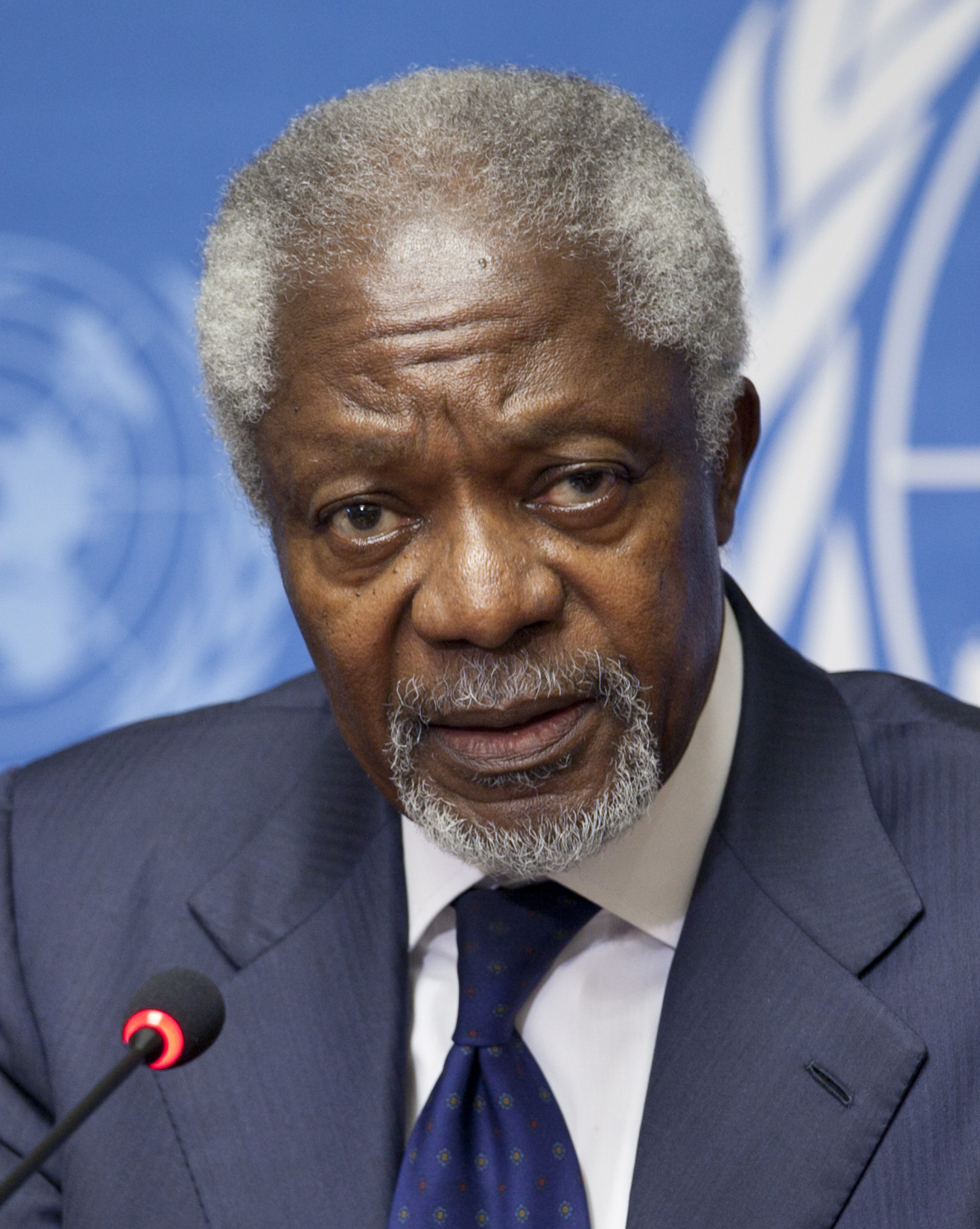
18. August: Kofi Annan (2012)
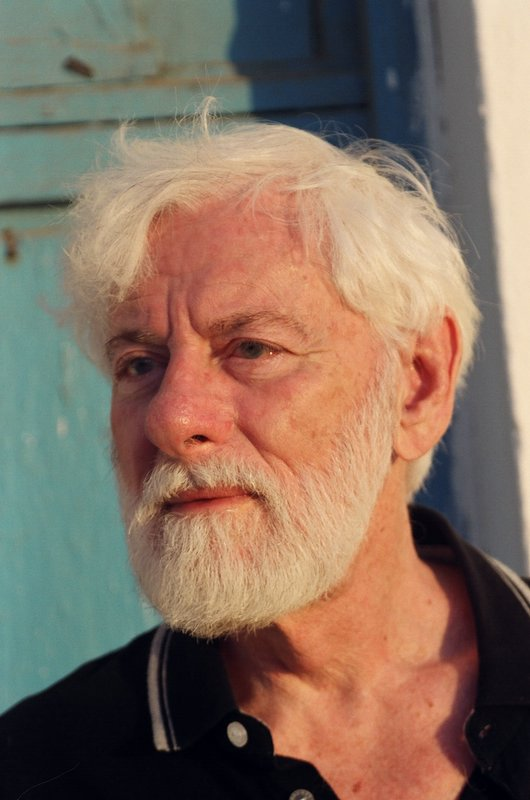
20. August: Uri Avnery (2006)
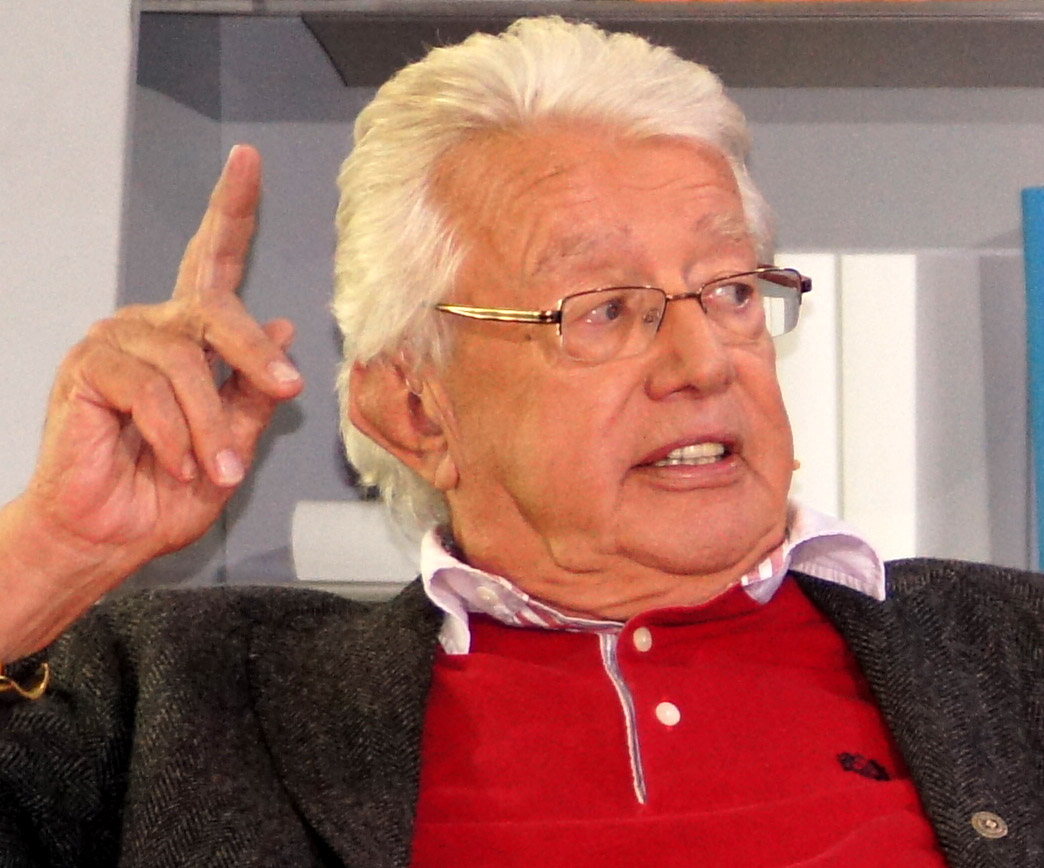
23. August: Dieter Thomas Heck (2011)
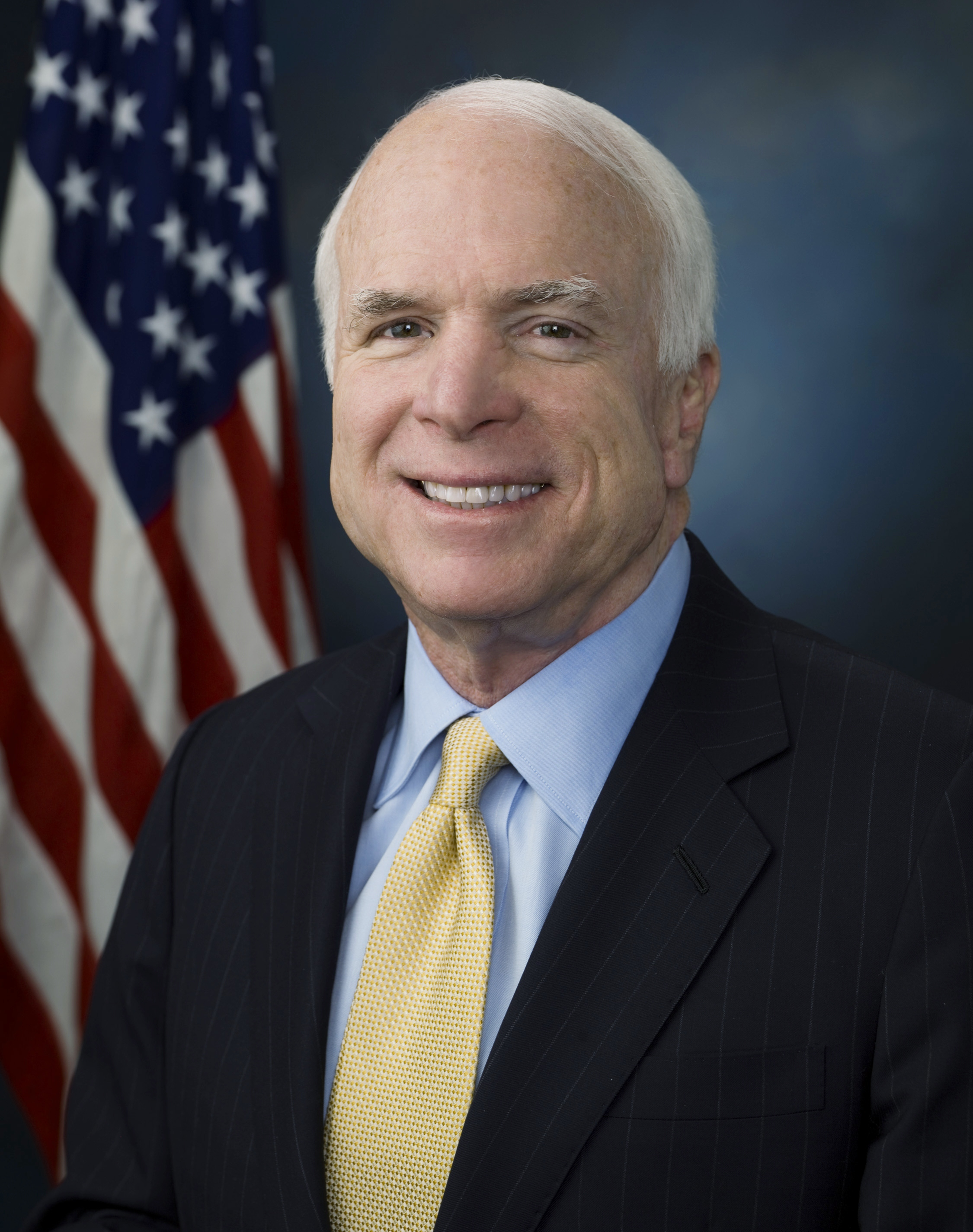
25. August: John McCain (2009)
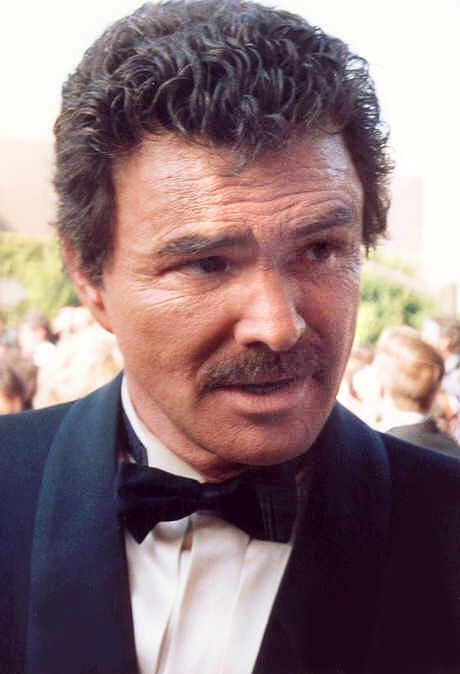
6. September: Burt Reynolds (1991)
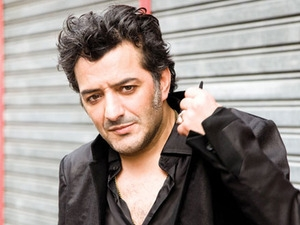
12. September: Rachid Taha (2011)
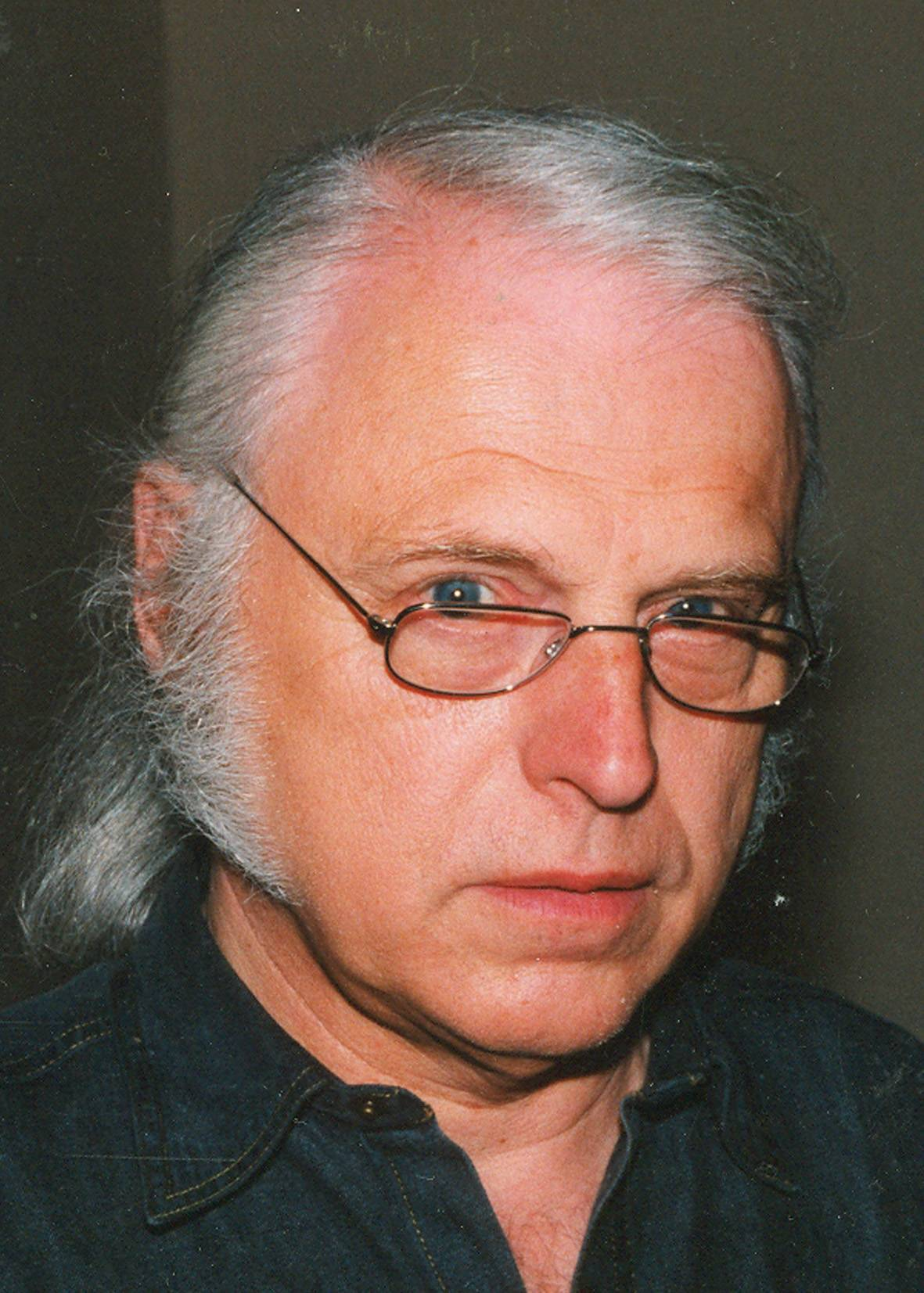
16. September: Horst Bosetzky (2011)
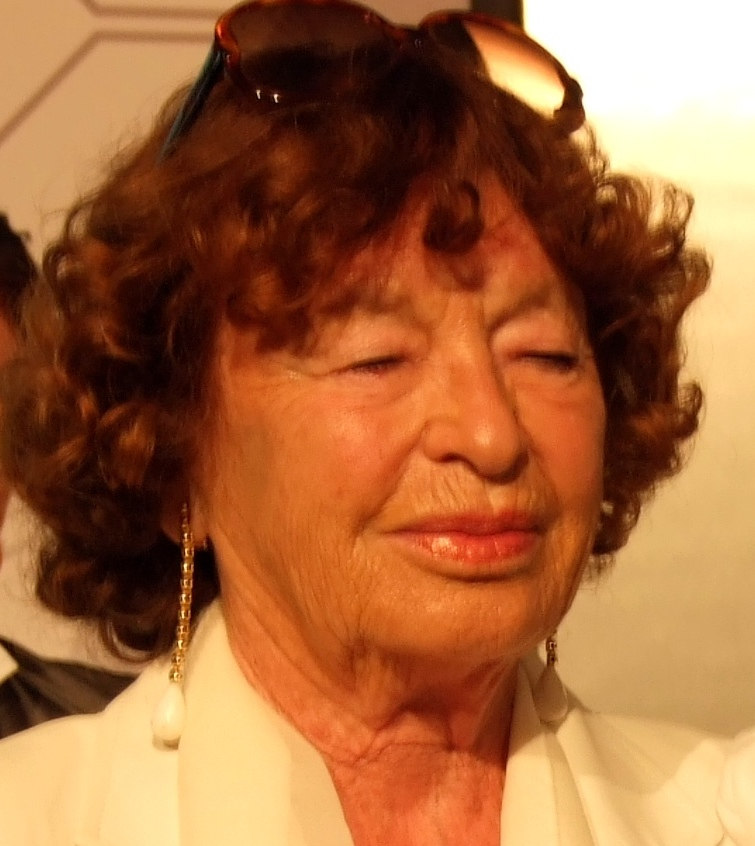
20. September: Inge Feltrinelli (2011)
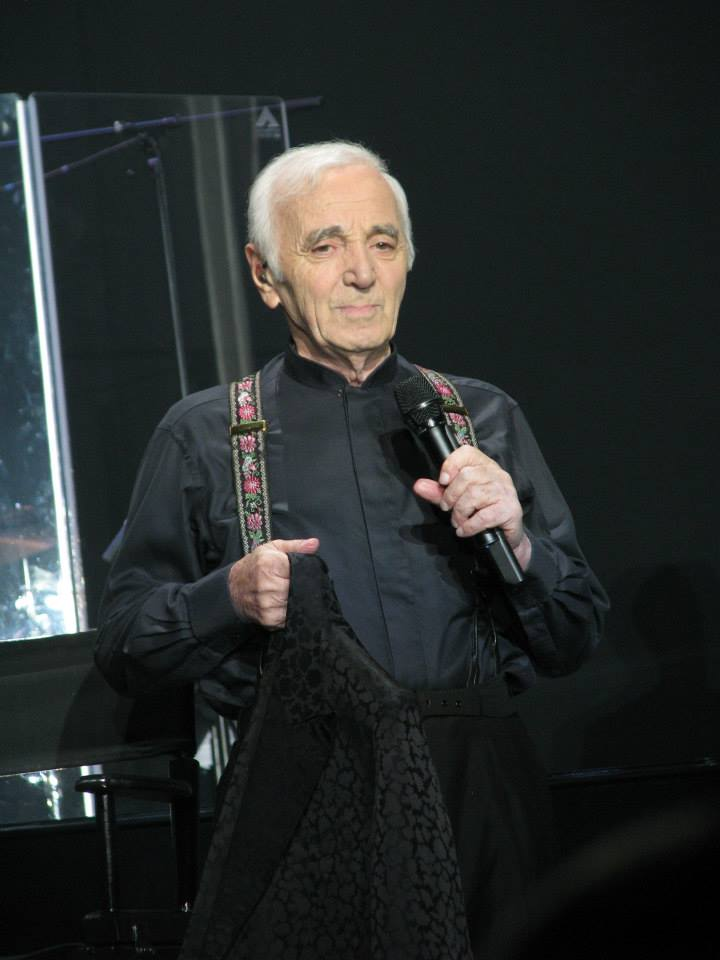
1. Oktober: Charles Aznavour (2014)
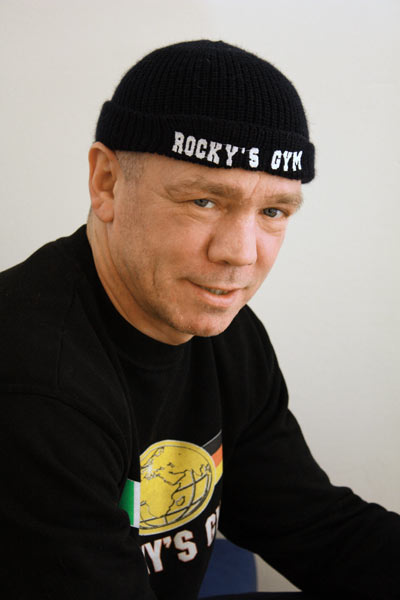
1. Oktober: Graciano Rocchigiani (2009)
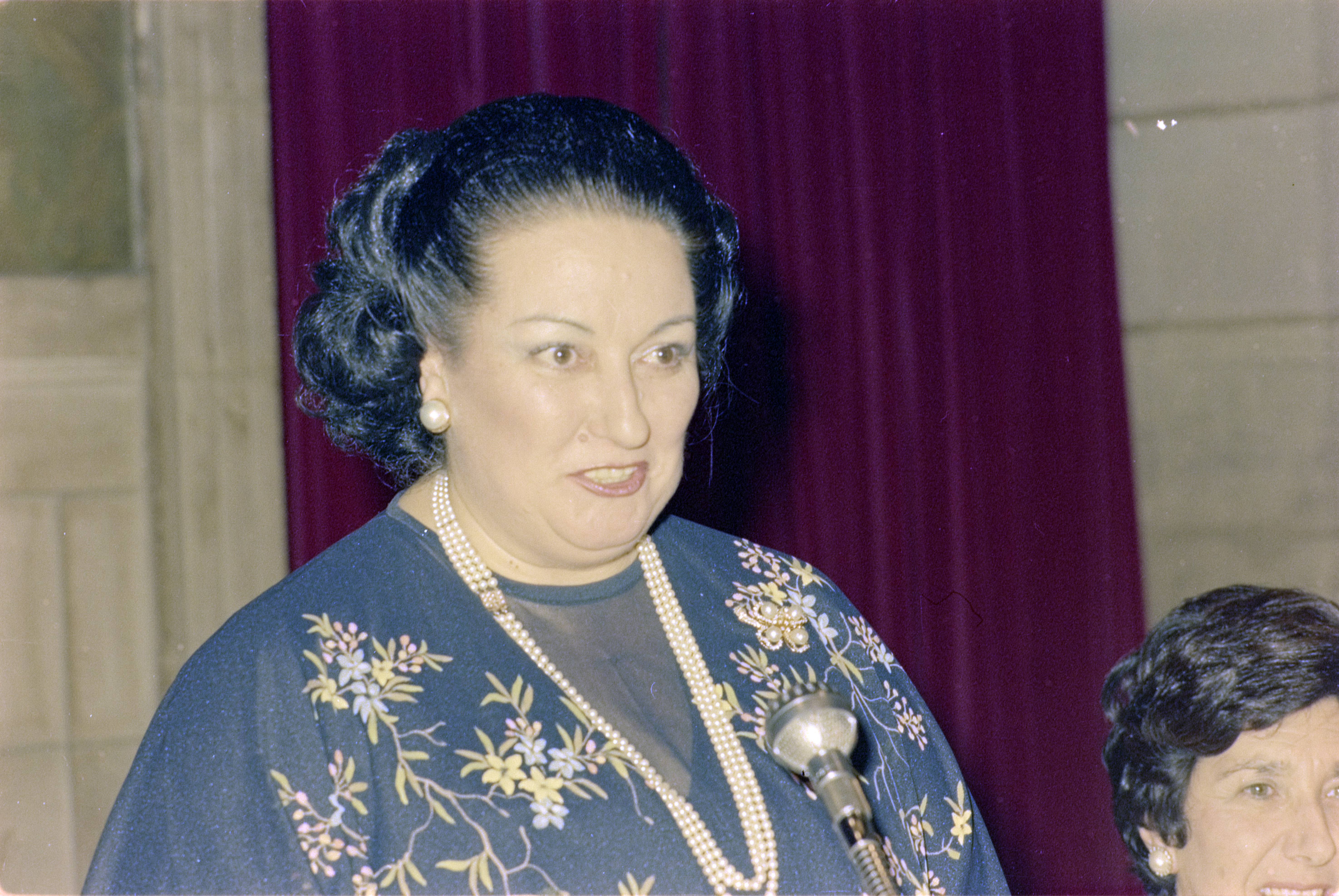
6. Oktober: Montserrat Caballé (1982)
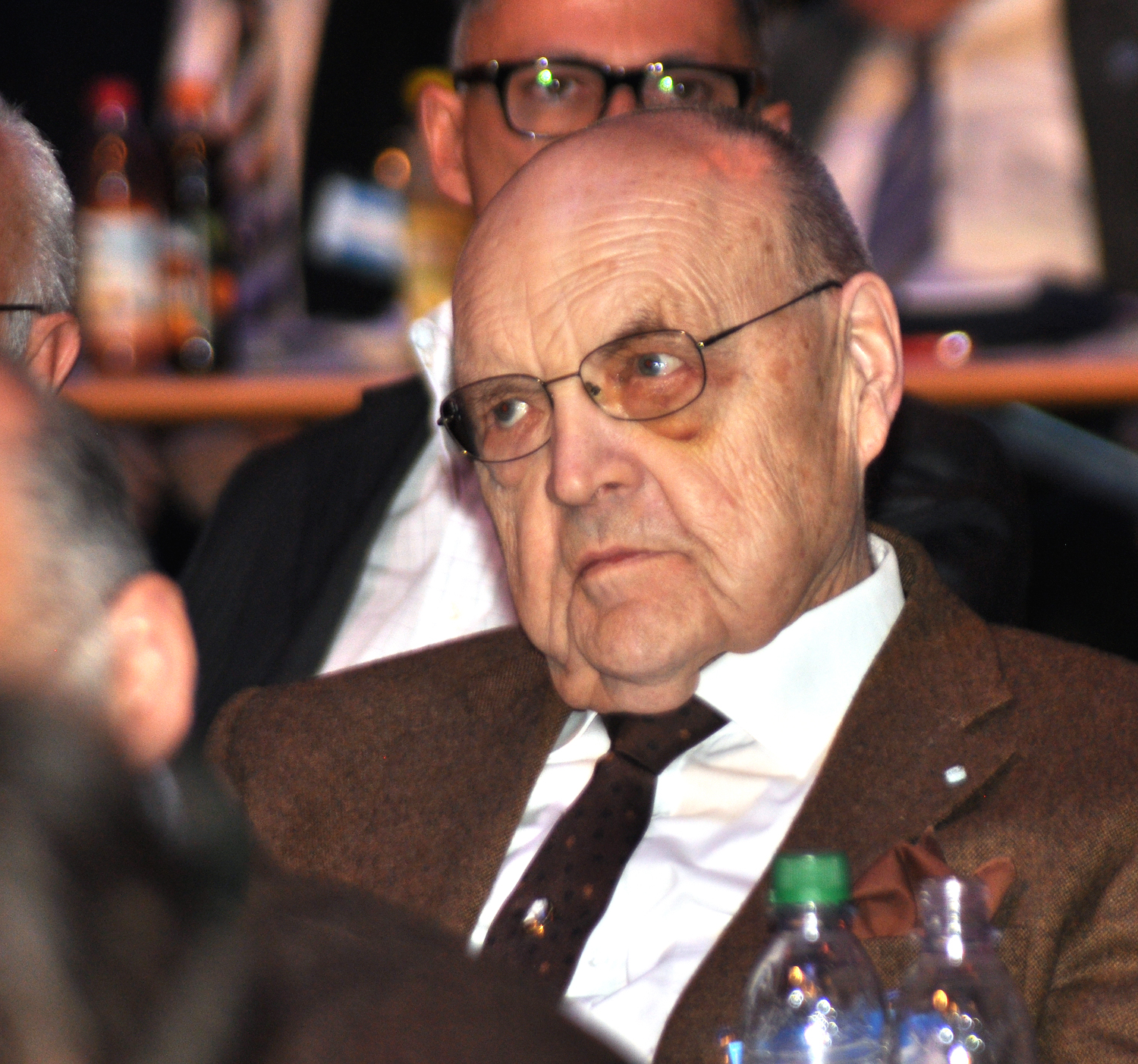
16. Oktober: Wilfried Scharnagl (2015)
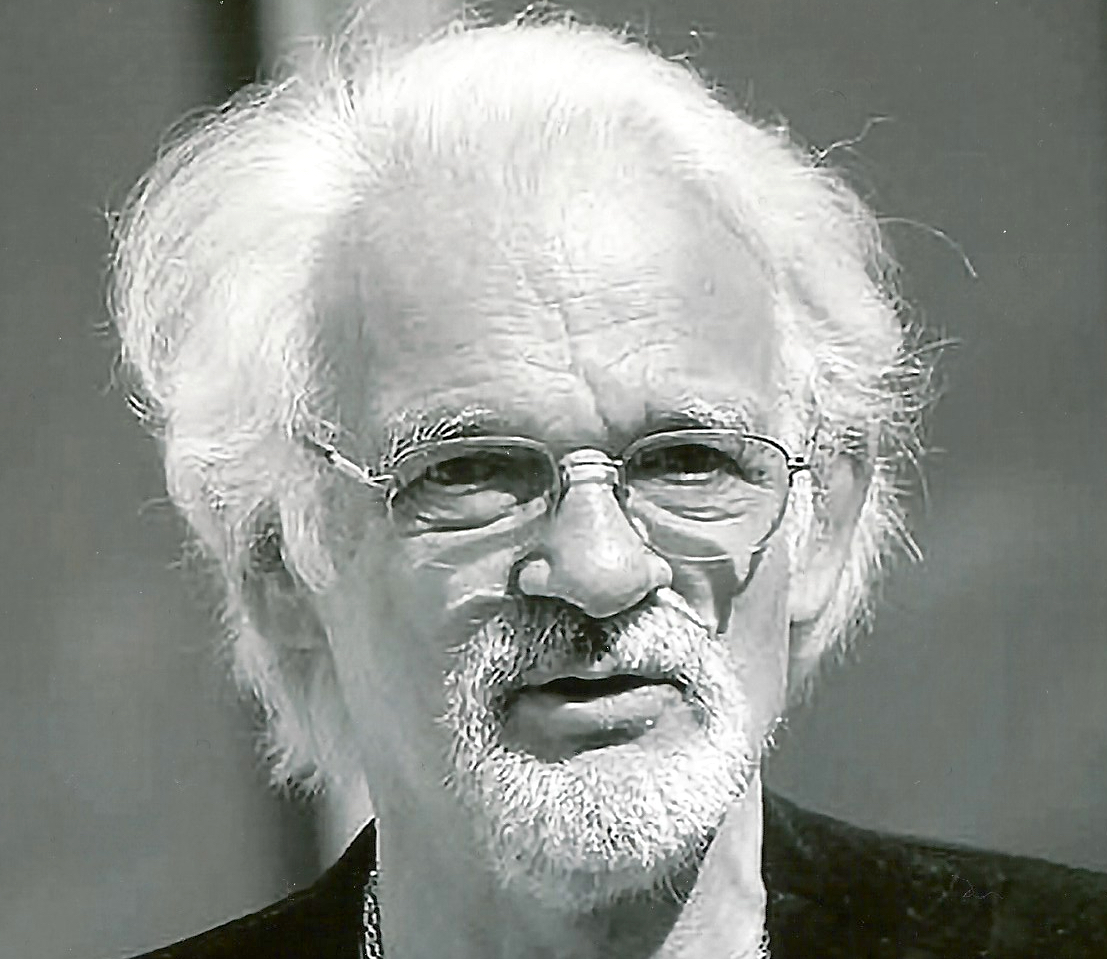
27. Oktober: Ingo Insterburg (2012)
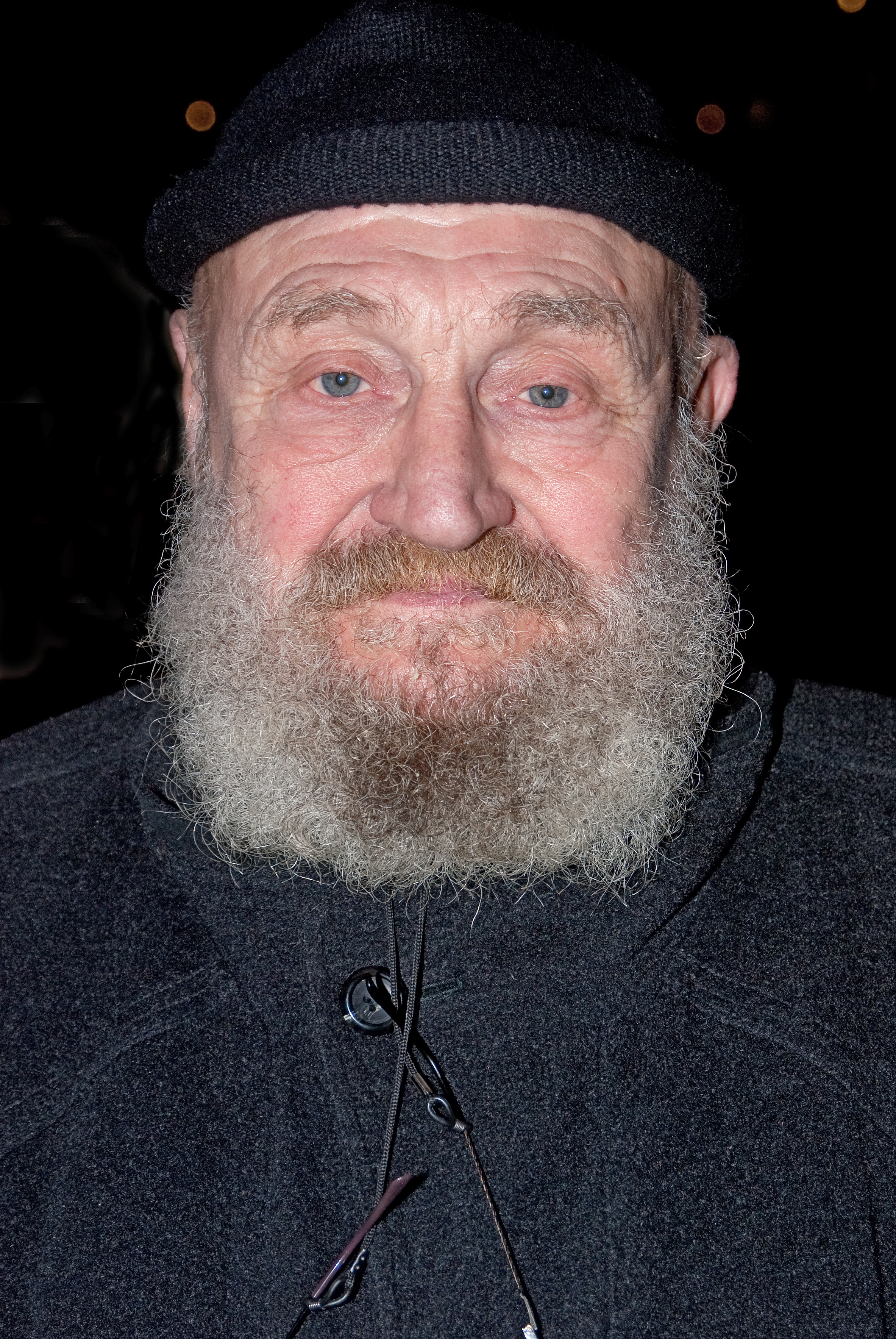
14. November: Rolf Hoppe (2009)
30. November: George H. W. Bush (1989)
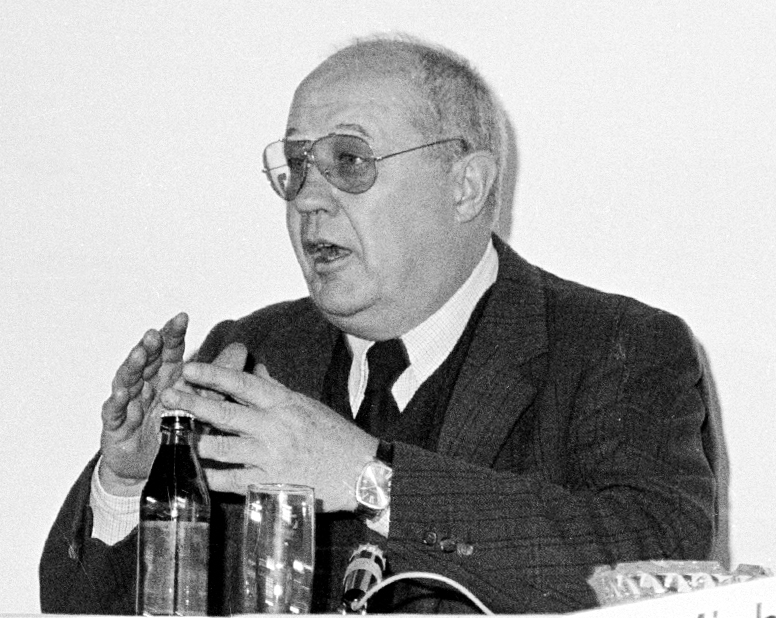
30. November: Dagobert Lindlau (1986)
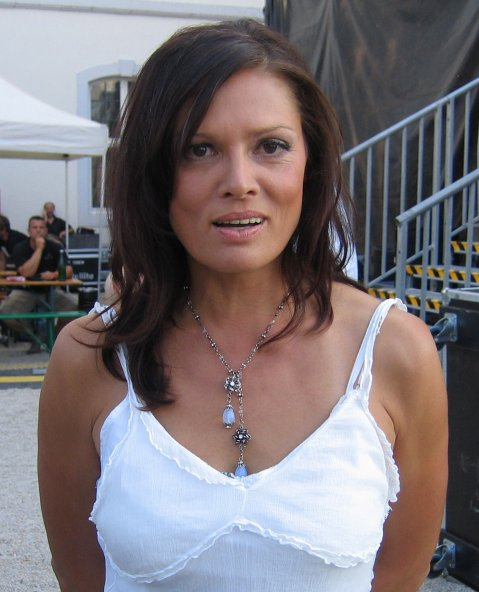
1. Dezember: Stefanie Tücking (2009)
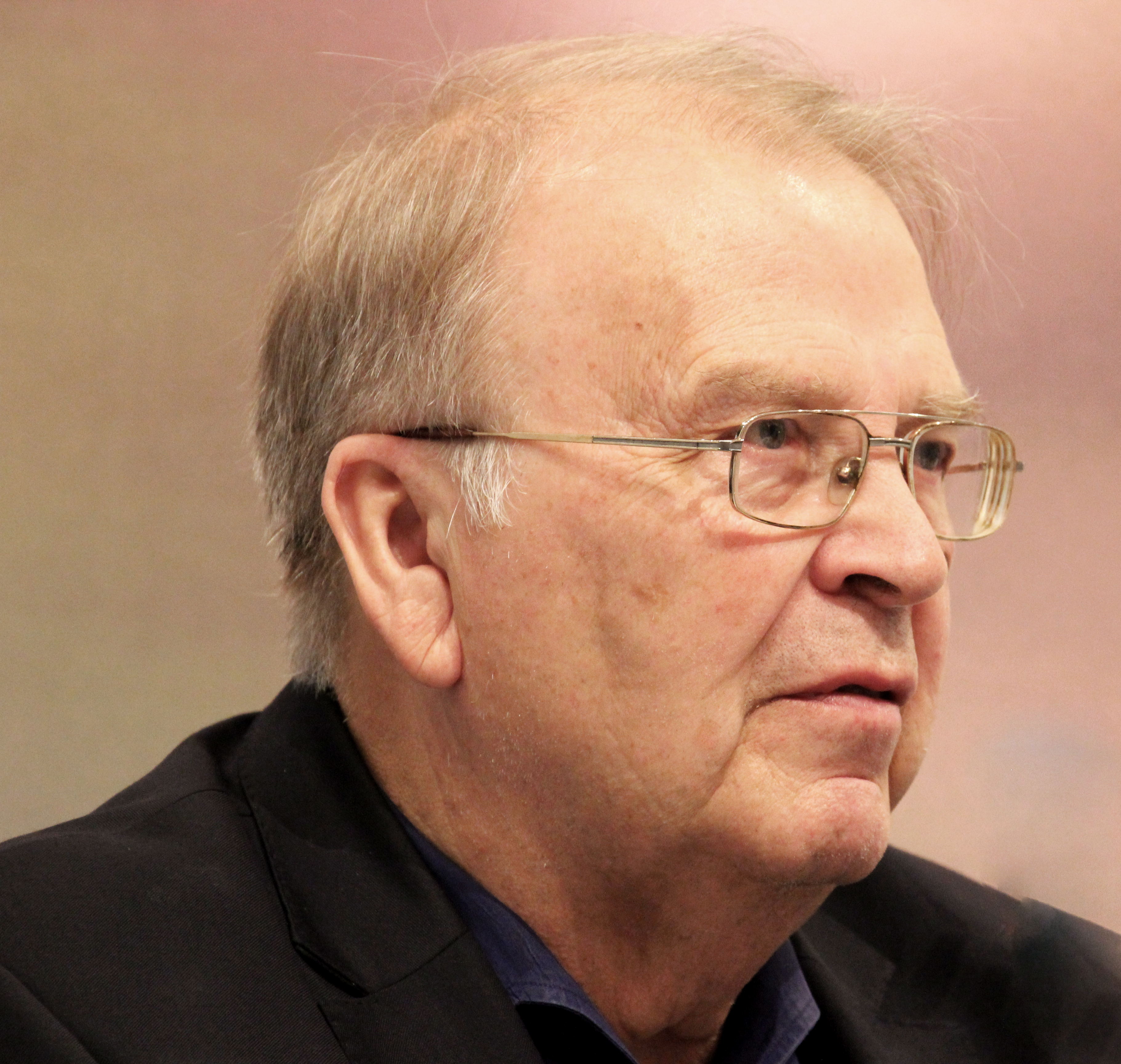
12. Dezember: Wilhelm Genazino (2016)
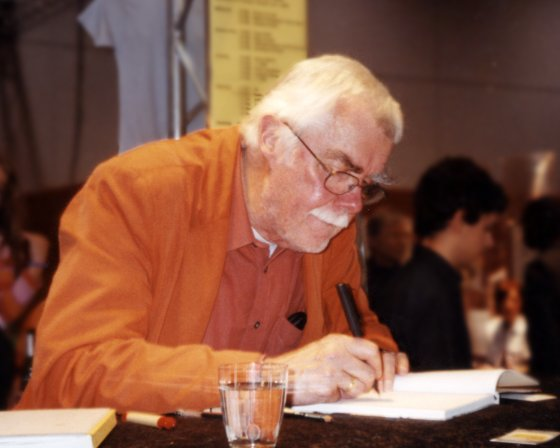
20. Dezember: F. W. Bernstein (2005)
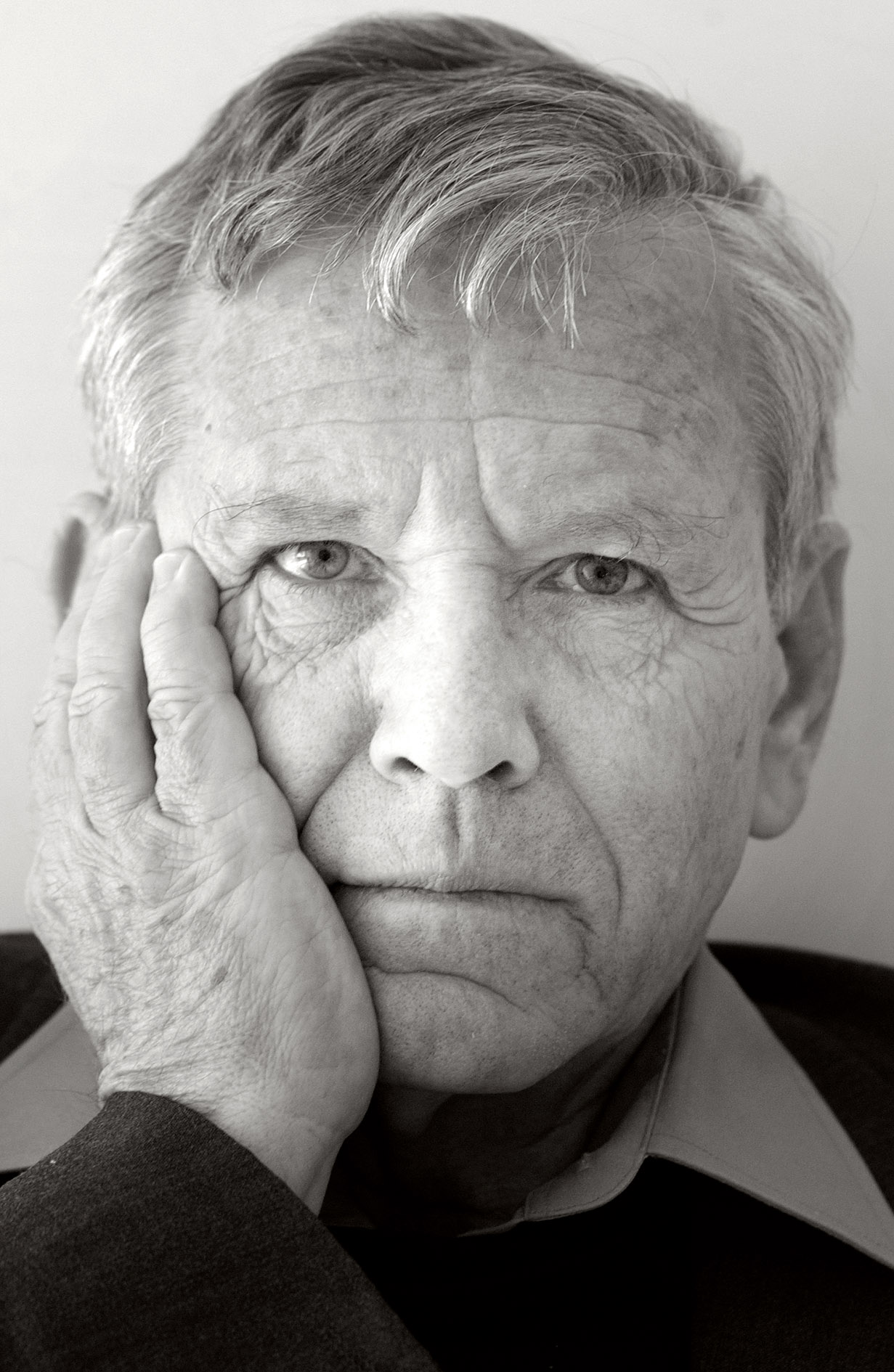
28. Dezember: Amos Oz (2005)
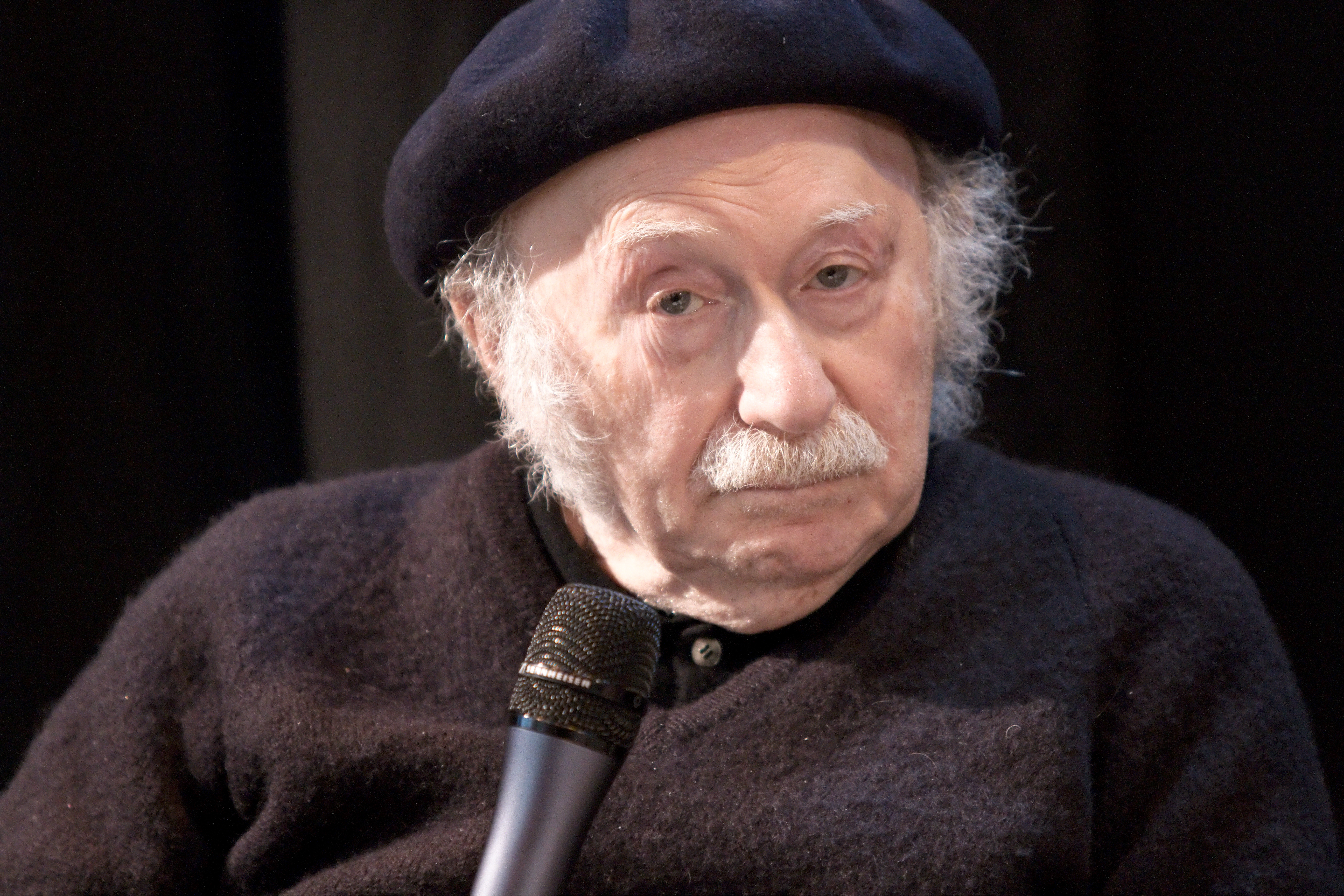
30. Dezember: Edgar Hilsenrath (2010)